# Pharaon
Pour les articles homonymes, voir Pharaon (homonymie).

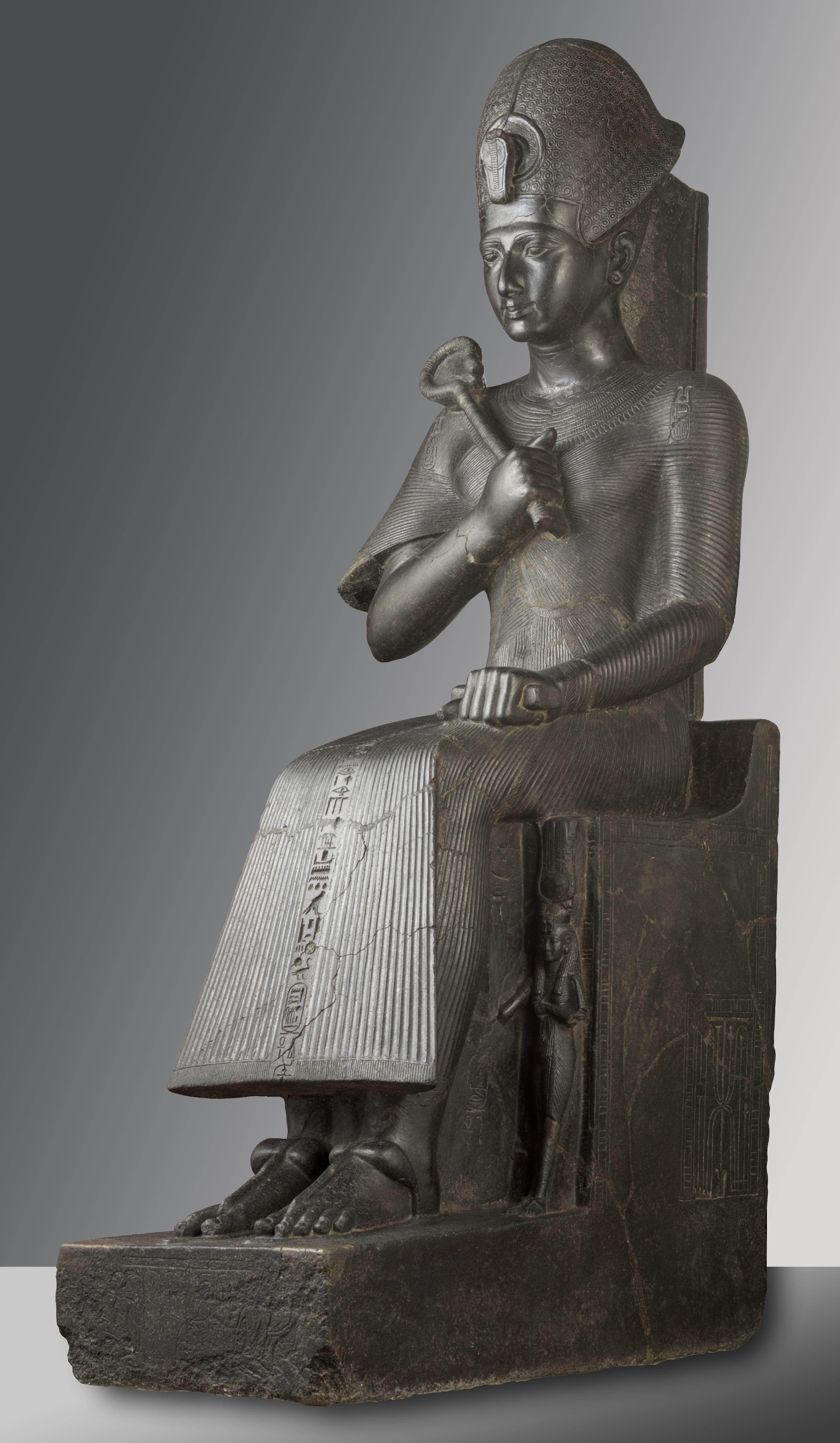
Ramsès II assis sur son trône, tenant le sceptre Héqa et coiffé du khépresh - - Musée égyptologique de Turin.

Statue fragmentaire de Thoutmôsis III - XVIIIe dynastie - Musée de Louxor.

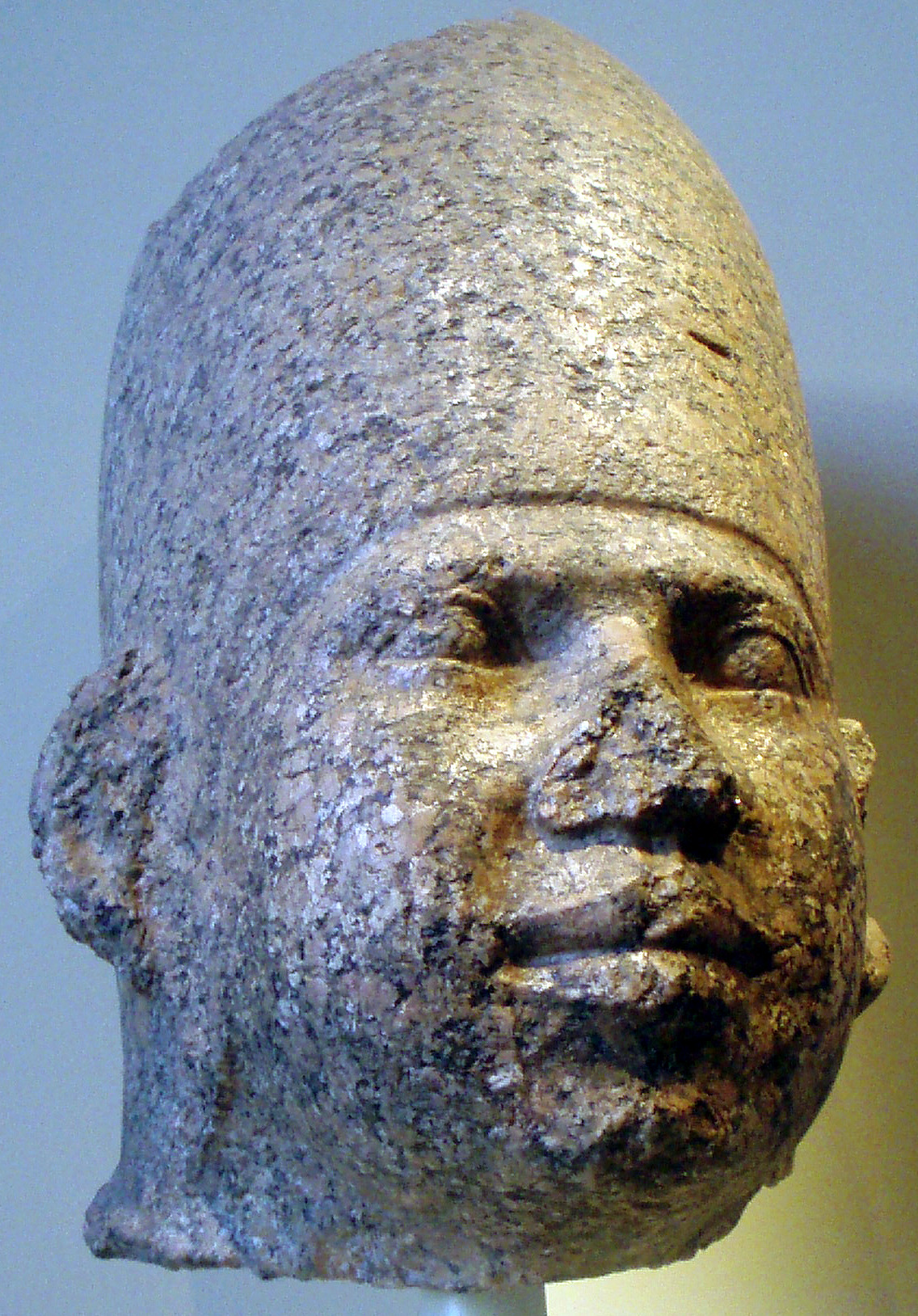
Tête du pharaon Houni - - Brooklyn Museum.

Le pharaon (de l'égyptien ancien : per-aâ « grande maison ») est le roi ou la reine de l'Égypte antique. Les noms de 345 pharaons nous sont parvenus grâce à de multiples attestations, dont des listes royales compilées par les scribes égyptiens. Ces souverains se sont succédé sur une période de plus de trois millénaires, entre 3150 et 30 avant notre ère. Selon les Ægyptiaca de Manéthon, historien et grand-prêtre d'Héliopolis au IIIe siècle avant notre ère, cette longue période est divisée en trente dynasties. Elle commence avec l'unification du royaume par le mythique Narmer-Ménès et s'arrête à la disparition de Nectanébo II, en 343 avant notre ère, le dernier pharaon d'une Égypte indépendante. Après lui se succèdent deux dynasties étrangères, la XXXIe dynastie des empereurs perses achéménides et la dynastie lagide d'origine macédonienne. L'archéologie a aussi permis de distinguer une dynastie archaïque, antérieure à la première, la dynastie égyptienne zéro.
Depuis le XIXe siècle, les égyptologues regroupent ces dynasties en des séquences plus longues. Les trois plus importantes sont les « Empires ». Chacun d'eux se termine par une période de désorganisation monarchique appelée « Période intermédiaire ». À l'Ancien Empire, période de constructions des grandes pyramides de Gizeh, sont attachés les noms célèbres de Khéops, Khéphren et Mykérinos (IVe dynastie). À partir d'Ounas (fin de la Ve dynastie) puis sous ses successeurs de la VIe dynastie, les chambres funéraires s'ornent des Textes des pyramides, les plus anciens écrits religieux de l'Humanité. Au Moyen Empire se rattachent les différents Amenemhat et Sésostris (XIIe dynastie). Cette période se caractérise par son foisonnement littéraire et notamment par ses Sagesses qui encouragent les élites au loyalisme, à l'honnêteté et à la piété. Le Nouvel Empire marque l'apogée de la puissance militaire égyptienne avec la constitution d'une vaste aire d'influence depuis la Nubie au sud et jusqu'en Syrie-Palestine au nord. Cette période est celle des pharaons guerriers Thoutmôsis Ier, Thoutmôsis III, Séthi Ier, Ramsès II et Ramsès III, membres illustres des XVIIIe, XIXe et XXe dynasties. L'ultime représentant de l'institution pharaonique proprement dite est le dernier Lagide, Ptolémée XV (dit Césarion), fils de Jules César et de Cléopâtre. Quelques empereurs romains, tels Trajan à Philæ, ont toutefois accaparé le discours et l'imagerie pharaonique dans le but de s'inscrire dans cette longue tradition monarchique.
La monarchie pharaonique a développé dès ses origines un discours idéologique fondé sur l'union des Deux Terres (Haute et Basse-Égypte). Chaque pharaon est ainsi le garant d'une unité égyptienne voulue et instituée par les dieux. Lors de son couronnement, la puissance royale se matérialise par l'obtention d'emblèmes magiques (couronnes, coiffes, sceptres) et l'élaboration d'une titulature sacrée. Le pouvoir divin de Pharaon est par la suite régulièrement confirmé ; chaque année à l'occasion du nouvel an, et plus fastueusement lors de la fête jubilaire des trente ans de règne.
La personnalité de Pharaon est complexe. À la fois humain et dieu, il est le descendant de l'Ennéade d'Héliopolis, la dynastie des dieux-rois. Selon la mythologie monarchique, le trône d'Égypte a été institué par le démiurge. Il l'a ensuite transmis aux dieux ses successeurs, puis à des êtres semi-divins, les Suivants d'Horus qui précèdent immédiatement les rois historiques dans les listes royales. Dans les textes initiaux, Pharaon est le faucon Horus sur le trône des vivants, dieu puissant et jeune. Mort, il est Osiris, le dieu régénéré par la momification et le souverain éternel de l'Au-delà. Pharaon est aussi le fils de Rê selon la théologie solaire héliopolitaine et le fils d'Amon selon le mythe thébain de la théogamie.
Comme chef religieux, Pharaon a pour première mission de mettre en œuvre la Maât sur terre, c'est-à-dire l'harmonie entre les hommes et les dieux, d'affermir la moralité du peuple et d'assurer la prospérité des familles. Maintenir l'ordre du monde (Maât) et combattre le mal (isfet), c'est satisfaire les divinités qui « vivent de Maât ». Aussi Pharaon se doit-il de bâtir, de restaurer et d'agrandir les temples, d’assurer le bien-être matériel des prêtres et de veiller à l’accomplissement correct des rites. Dans la pratique, il délègue l'exercice du culte à un clergé qu'il supervise. Ignorant la séparation des pouvoirs, Pharaon est à la fois le prêtre suprême, l'administrateur principal, le chef des armées et le premier magistrat de l'Égypte antique. À lui seul revient de choisir la politique à mener. Comme pour le culte, il délègue l'exécution de ses décisions gouvernementales à une cohorte de courtisans, de fonctionnaires et de conseillers, le premier d'entre eux étant le vizir.
Dans l'entourage royal, les femmes occupent une grande place en tant que mères, épouses ou filles. Quelques-unes, dont Hatchepsout, ont même accédé à la charge pharaonique. Grand polygame, Pharaon possède de nombreuses concubines, pratique des unions rituelles incestueuses ainsi que des mariages diplomatiques. Ces multiples épouses sont regroupées au sein du harem sous les ordres de la Grande épouse royale. Ce lieu de vie est régulièrement agité par des conspirations dues à des rivalités entre co-épouses. Dans les cas les plus graves, la vie de Pharaon s'en trouve menacée, à l'image des fins tragiques de Téti, Amenemhat Ier et Ramsès III. Mort de vieillesse ou assassiné, Pharaon repose momifié dans une somptueuse tombe ; dans un caveau funéraire aménagé dans une pyramide aux Ancien et Moyen Empires, dans un hypogée de la vallée des Rois au Nouvel Empire ou dans une nécropole aménagée dans l'enceinte d'un temple à la Troisième Période intermédiaire et à la Basse Époque. À ce jour[Quand ?], la plus célèbre découverte est celle du tombeau de Toutânkhamon, réalisée en 1922 par le britannique Howard Carter.
Les grands pharaons sont passés à la postérité grâce aux écrits égyptiens de l'Antiquité, aux témoignages des historiens et géographes grecs (Hérodote, Diodore, Strabon) et aux chroniques bibliques. L'un des plus célèbres est le pharaon de l'Exode, figure archétypale du souverain despotique opposé aux desseins du Dieu de Moïse. Sans preuve tangible, ce pharaon est fréquemment identifié au glorieux Ramsès II, en particulier dans les films hollywoodiens narrant la sortie des Hébreux hors d'Égypte.

## Étymologie
Le substantif masculin,, pharaon est un emprunt au latin chrétien, Pharao, -onis, titre des rois d'Égypte, pris par antonomase comme nom propre de tout roi d'Égypte, lui-même emprunté, au grec ancien Φαραώ / Pharaố et celui-ci à l'hébreu biblique פַּרְעֹה / par‘ōh, à son tour emprunté à l'égyptien ancien per-āa qui désigne d'abord la « grande maison », c'est-à-dire le palais, puis par métonymie l'occupant du palais, c'est-à-dire le roi,.

## Place des pharaons dans l'Histoire
L'égyptologie est encore une science jeune née dans la seconde moitié du XIXe siècle. Les vérités d'hier sont constamment susceptibles d'être infirmées, infléchies ou enrichies par de nouvelles découvertes archéologiques. Les différentes sources documentaires de la période pharaonique doivent être examinées avec précaution et circonspection. Les plus anciens écrits sont peu nombreux et se confondent avec l'aube de l'Histoire humaine.

### Chronologie des pharaons

#### Dynasties pharaoniques
L'Égypte antique a vu se succéder quelque 345 pharaons. La reconstitution de leur histoire fait l'objet de nombreuses difficultés. La documentation est vieille de 2 000 à 5 000 ans ; de ce fait, les informations qui nous sont parvenues sont très fragmentaires. Tous les écrits et toutes les données archéologiques disponibles nécessitent de la part des égyptologues un regard critique. De nombreuses discussions restent ouvertes sur l'ordre de succession de certains rois, sur la durée de leur règne ou sur leurs liens de parenté. Certaines périodes troubles de l'histoire ont laissé des lacunes, parfois volontaires, dans la chronologie. L’Ægyptiaca est la plus ancienne chronologie disponible. Elle a été établie au IIIe siècle avant notre ère par le prêtre égyptien hellénisé Manéthon de Sebennytos, à qui Ptolémée II a demandé de rédiger en grec une histoire de l'Égypte. Cette œuvre suppose que les Égyptiens conservaient dans les archives des temples des listes royales remontant aux origines de la monarchie égyptienne. De ce travail d'historien, il n'existe désormais plus aucun texte complet. Mais, très apprécié durant l'Antiquité, il est aujourd'hui encore connu par des citations d'écrivains comme Flavius Josèphe, Sextus Julius Africanus ou Eusèbe de Césarée. Ces abrégés fournissent une liste de rois classés en 31 dynasties, regroupées de la période thinite à la Basse Époque. Les critères de la classification de Manéthon ne nous sont plus connus, mais en tout état de cause il a compulsé des sources égyptiennes, encore que le concept de dynastie qu'il utilise ne corresponde pas à celui pratiqué en Occident. En effet, les dynasties de Manéthon n'ont aucun rapport avec le lien du sang mais avec la ville d'où est originaire le pharaon fondateur de la dynastie et qui sert, dans la majorité des cas, de capitale dynastique. On trouve donc principalement, tout au long de l'histoire égyptienne, des dynasties memphites (Ancien Empire), héracléopolitaines (Première Période intermédiaire), thébaines (Moyen et Nouvel Empire), avarites (période Hyksôs pendant les XVe et XVIe dynasties) ou tanites (Nouvel Empire et Troisième Période intermédiaire).

#### Sources égyptiennes
Durant toute la durée de la civilisation égyptienne, les noms royaux ont été consignés dans des listes sur papyrus et sur les murs des temples. Selon toute vraisemblance, les noms recensés dans les temples sont des résumés de documents d'archives à présent perdus. Ces documents sont à utiliser avec précaution car on ne connaît pas les critères de choix ni de classement qui en sont à l'origine. Certains pharaons peu glorieux ou considérés comme non légitimes peuvent ne pas être mentionnés.
La Pierre de Palerme remonte à la Ve dynastie. Un gros fragment en diorite est conservé à Palerme — d'où son nom — mais d'autres morceaux se trouvent au Musée égyptien du Caire et au Petrie Museum de Londres. Le fragment de Palerme mentionne des souverains prédynastiques et des pharaons jusqu'au milieu de la Ve dynastie.

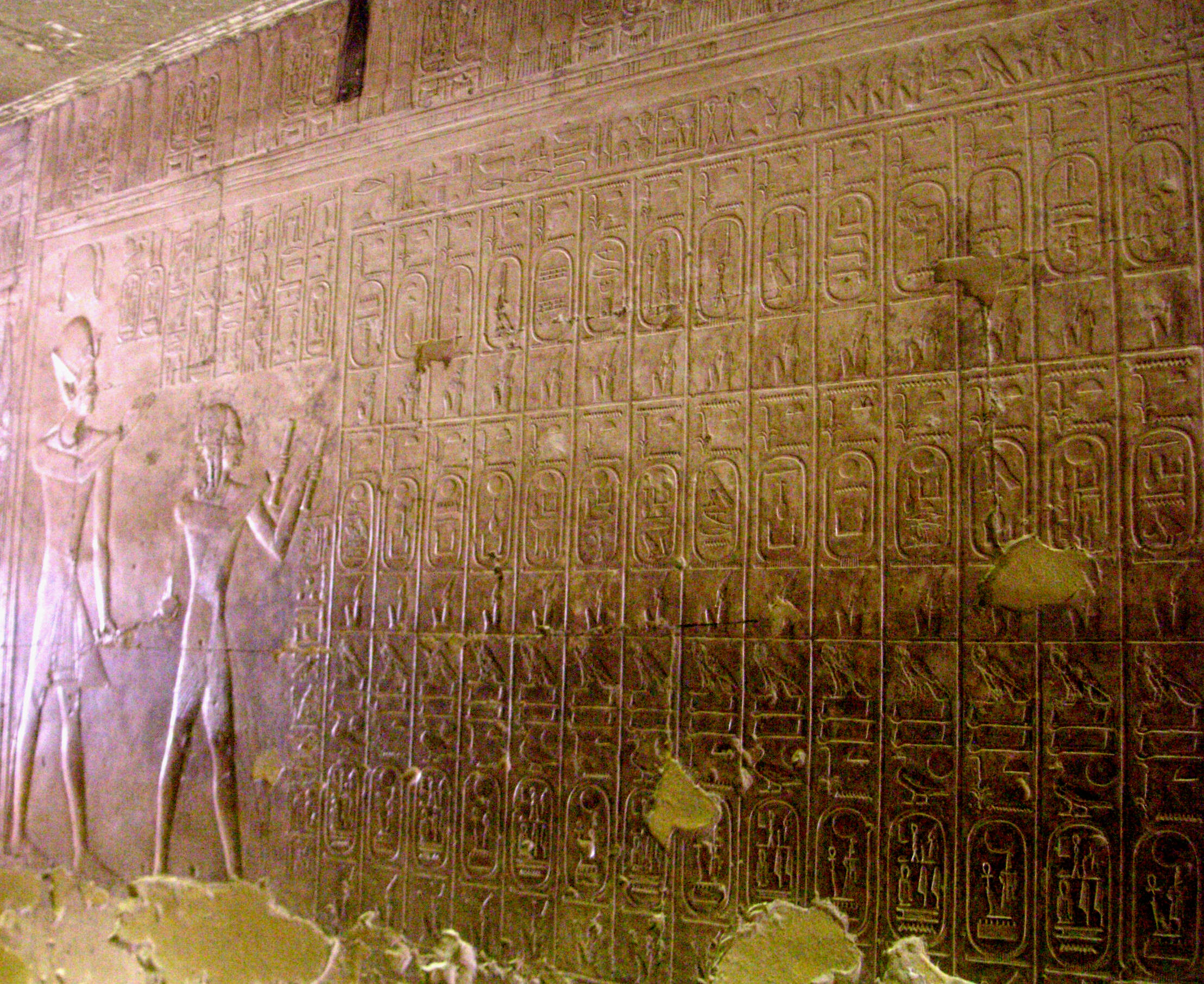
Liste des rois du Temple funéraire de Séthi Ier - Abydos -.

La Liste de Karnak remonte au règne de Thoutmôsis III (XVIIIe dynastie) et figure gravée sur trois parois d'une chapelle originellement située dans l'enceinte d'Amon-Rê à Thèbes. Démantelé en 1843, ce monument votif est depuis lors conservé par le Musée du Louvre à Paris. Partiellement détruite, cette liste mentionne une soixantaine de pharaons depuis l'Ancien Empire jusqu'à sa période de rédaction dont quelques obscurs souverains de la Deuxième Période intermédiaire. Chaque pharaon est figuré assis sur un trône et identifié par son nom dans un cartouche royal.
La première table d'Abydos est toujours sur son lieu d'origine, sculptée dans la Chambre des ancêtres du temple funéraire de Séthi Ier à Abydos (XIXe dynastie). Le roi Séthi Ier en compagnie de Ramsès II son fils, sont représentés debout en train de rendre hommage à 76 prédécesseurs dont les noms se répartissent en deux longues rangées. Une troisième rangée répète tout le long la titulature de Séthi. Les rois de la Deuxième Période intermédiaire sont ignorés, de même pour la pharaonne Hatchepsout et les quatre successeurs amarniens d'Amenhotep IV (Akhenaton, Toutânkhamon, Smenkhkarê et Aÿ). Très similaire, la deuxième table d'Abydos est une liste de cartouches peinte de couleurs vives. Elle a été mise au jour dans les vestiges voisins du temple funéraire de Ramsès II. Les fragments sont exposés au British Museum de Londres,.
La table royale de Saqqarah remonte, elle aussi, à la période ramesside. Elle a été découverte dans les décombres de la chapelle funéraire du scribe royal Tjounroy. Il s'agit d'un motif décoratif montrant le scribe en adoration devant Osiris et une liste de cartouches royaux disposés en deux rangées. Sur les cinquante-huit cartouches d'origine, quarante-sept sont encore préservés ; depuis Adjib de la Ire dynastie à Ramsès II. Là aussi, les pharaons de la Deuxième Période intermédiaire et ceux de la période amarnienne sont ignorés. Cette liste est exposée au Musée égyptien du Caire depuis sa découverte en 1861 par l'équipe d'Auguste Mariette.
Le document le plus intéressant mais aussi le plus endommagé est le Canon royal de Turin (XIXe dynastie). Cette liste sur papyrus a été gravement abîmée au XIXe siècle durant son transport vers le Musée égyptologique de Turin. Tombée en morceaux, elle se présente maintenant tel un grand puzzle avec des pièces lacunaires. Dans son état originel, le document comptait plus de trois-cents noms en une écriture hiératique très soignée. Pour chaque règne est donné la durée exacte en années, mois et jours.

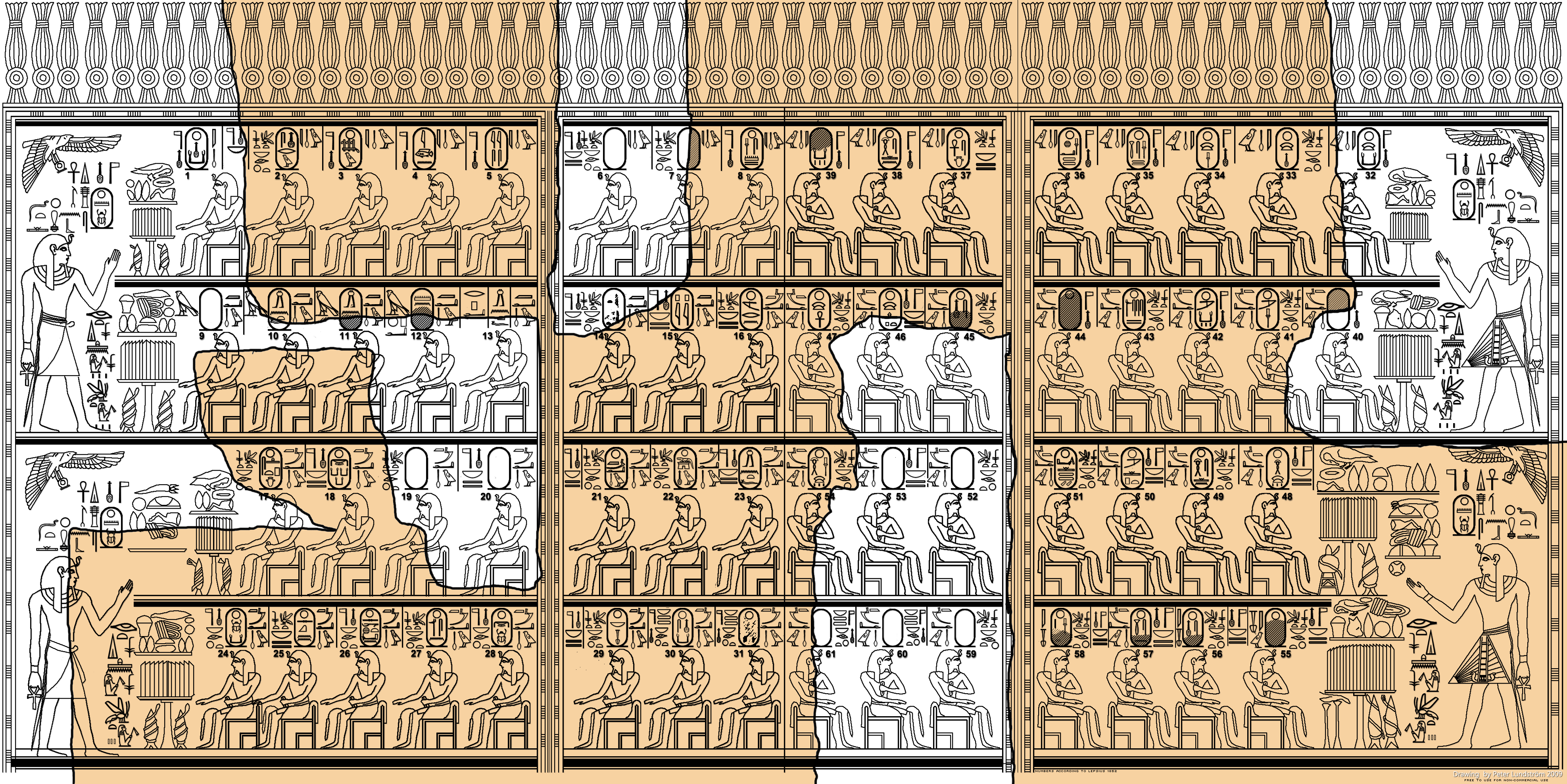
Croquis de la Liste de Karnak - XVIIIe dynastie - Musée du Louvre.

### Aperçu historique

#### Unification politique de l'Égypte

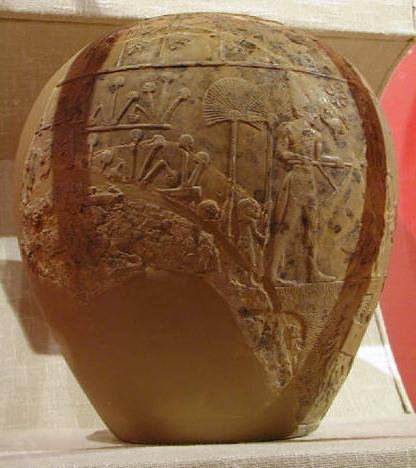
Tête de la massue du roi Scorpion, vers 3000 avant notre ère, Ashmolean Museum.

D'après les nombreuses fouilles archéologiques menées depuis le milieu du XIXe siècle, il est maintenant assez bien établi qu'à la fin de la période Nagada II (vers 3300 avant notre ère), trois villes de Haute-Égypte, Noubt, Nekhen et Thinis rivalisent de puissance entre elles. À Nekhen, les tombes des élites laissent apparaître une utilisation ininterrompue de la nécropole entre la période Nagada I et les débuts de la Ire dynastie. Tout au contraire, à Noubt, les inhumations prestigieuses ne sont pas attestées entre la période Nagada III et la Ire dynastie. Par conséquent, il semble que la ville de Noubt ait été soumise militairement ou diplomatiquement par l'une de ses rivales, par Nekhen ou Thinis, durant la dernière phase de la formation de l'État pharaonique. L'adoption de Hor-Nekheny (le dieu faucon Horus adoré à Nekhen) en tant que divinité protectrice de la monarchie suggère que ce sont les dirigeants de cette cité qui ont impulsé l'unification politique de la vallée du Nil. La localisation exacte de Thinis reste problématique mais les indications funéraires livrées par sa nécropole sur le site d'Oumm el-Qa'ab à Abydos laissent à penser que Thinis a été la puissance politique dominante en Haute-Égypte à la fin de la période Nagada III, très peu de temps avant l'unification. Il est cependant aussi possible de croire que plusieurs roitelets ont exercé simultanément leur domination, chacun sur son territoire, et chacun se réclamant de la totale maîtrise du titre royal. Cette dernière hypothèse est renforcée par la relative abondance des noms royaux à la fin de la période prédynastique. Il est actuellement impossible de donner le nom du souverain sous lequel le pays a été, pour la première fois, placée sous une autorité unique. L'unification s'est probablement réalisée entre le règne du possesseur de la tombe U-j d'Abydos, peut-être Scorpion Ier, et le règne de Narmer (vers 3150 avant notre ère). Quoi qu'il en soit, durant cette période l'influence des souverains de Haute-Égypte s'est progressivement étendu au sud jusqu'en Basse-Nubie et au nord jusqu'à la Palestine méridionale (dans les environs de l'actuelle Gaza).

#### Mény, le pharaon fondateur

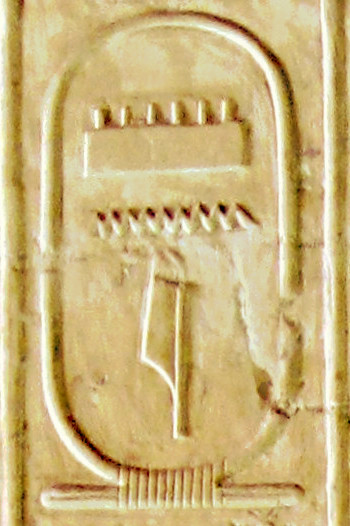
Cartouche du pharaon Mény d'après la Liste d'Abydos,.

Selon les listes royales compilées par les Anciens Égyptiens, le fondateur de la Ire dynastie et du Royaume égyptien est le pharaon Mény. D'après les écrits laissés par les historiens de culture gréco-romaine tels Manéthon de Sebennytos ou Diodore de Sicile, ce personnage est désigné par le nom hellénisé de Ménès. Selon Hérodote, Ménès est le premier pharaon à résider à Memphis, la capitale égyptienne. Il fonda cette ville en détournant le cours du Nil pour permettre son établissement à la frontière entre la Haute et la Basse-Égypte. Un des débats les plus virulents de l'égyptologie vise à identifier la figure semi-légendaire de Mény/Ménès à un souverain historique. Selon le Belge Philippe Derchain, Mény est un nom inventé a posteriori par les Égyptiens eux-mêmes pour doter les annales royales d'une figure de père fondateur. Le nom de Mény signifierait tout simplement « Quelqu'un » et ce souverain serait par définition un personnage non identifiable. Pour le français Jean Vercoutter, Mény est un roi légendaire qui sous la XVIIIe dynastie a été associé aux dieux Min et Amon par rapprochement phonétique.

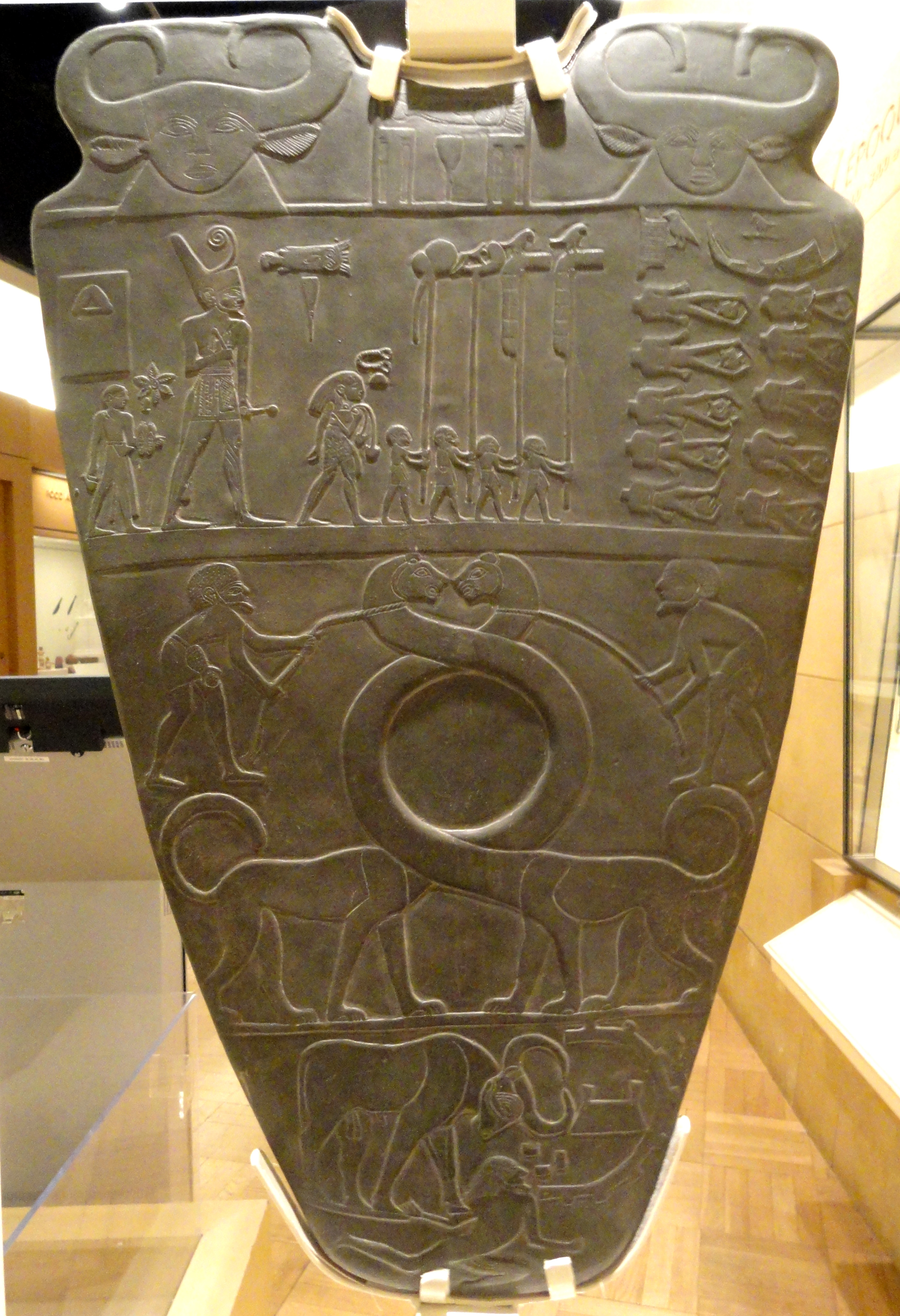
Réplique de la palette de Narmer,, Royal Ontario Museum.

Selon des artéfacts découverts lors de fouilles archéologiques conduites sur la nécropole d'Abydos, on peut conclure que les rois Narmer et Hor-Aha se sont eux-mêmes présentés comme les fondateurs des structures étatiques. Sur une empreinte de sceau, Narmer, le premier roi de la Ire dynastie, est aussi désigné par l'épiclèse de Mén(y) qui signifie précisément « Celui qui établit / qui fonde (l'État) ». Son successeur Hor-Aha a quant à lui visiblement manifesté le désir de parachever cette œuvre fondatrice. Sur une étiquette en ivoire, sa titulature des Deux Maîtresses comporte ainsi le nom de Mény. Selon la tradition égyptienne seule une demi-douzaine de pharaons a fait œuvre de grand législateur. Parmi ces réformateurs figurent Ménès-Narmer qui, entre autres mesures judiciaires, abandonna les prélèvements fiscaux épisodiques pour les remplacer par des ponctions annuelles,. La mise en place du régime pharaonique, dans le dernier quart du quatrième millénaire, résulte de deux facteurs sociaux-économiques principaux. D'une part l'achèvement du processus de néolithisation par l'abandon du nomadisme et de la prédation (pêche, chasse, cueillette) au profit de l'agriculture et de l'élevage sédentaire. D'autre part, le développement du commerce (ivoire, or, poterie) du Soudan à la Palestine a nécessité un contrôle militaire et administratif accru, plus efficace, centralisé et autoritaire sur les lieux de production et le long des axes de circulation pour éviter les pillages et les déperditions.

#### Bâtisseurs de pyramides

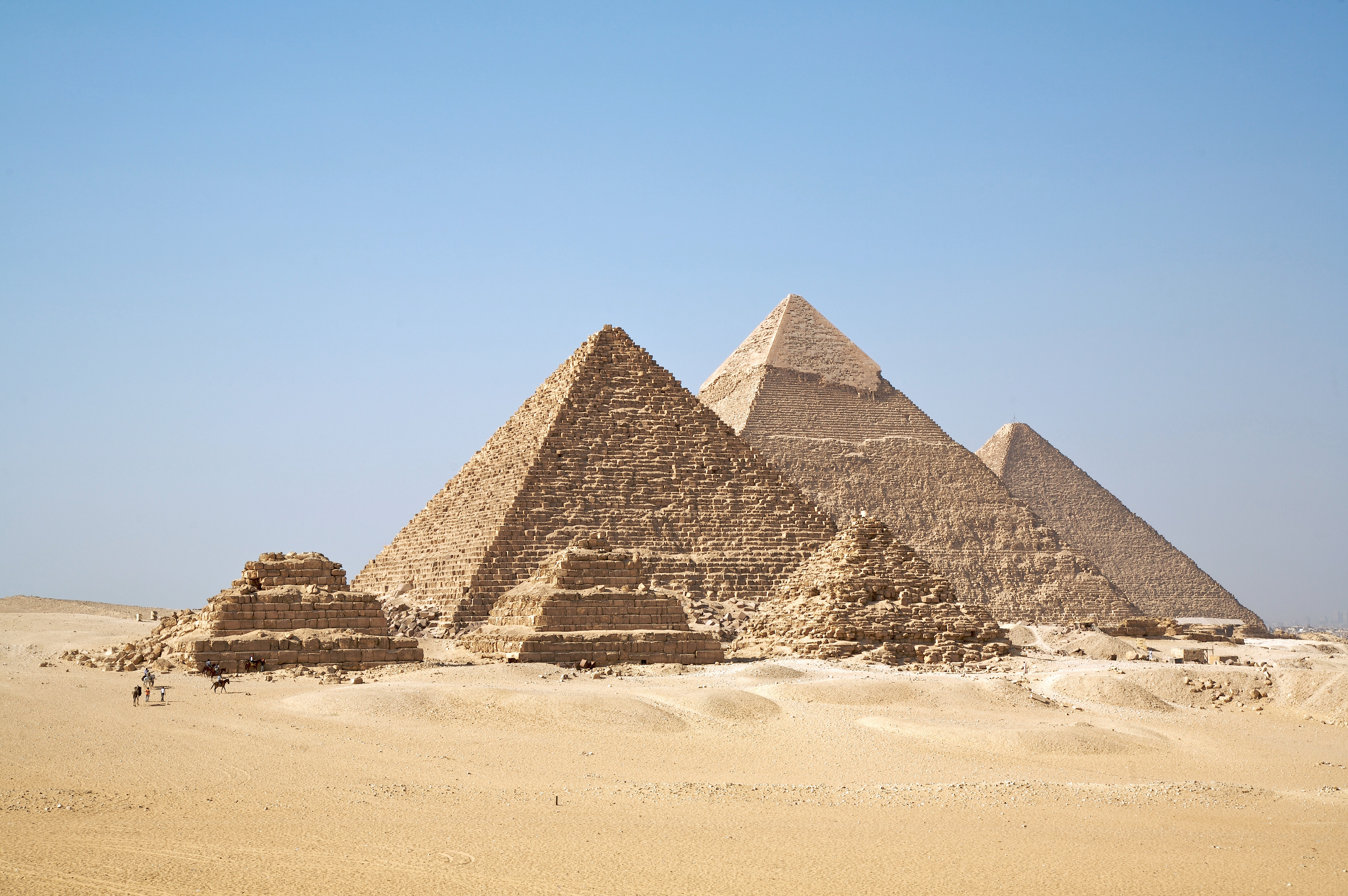
Les pyramides de Gizeh -.

L'Ancien Empire (2700 à 2200 avant notre ère) est la plus longue période de stabilité politique connue par l'Égypte antique. Mis à part quelques incursions nomades, l'ordre intérieur n'est troublé par aucune menace extérieure sérieuse. La centralisation de l'État, la création d'une administration efficace amorcée sous les dynasties thinites parviennent à leur pleine maturité sous les pharaons des IIIe et IVe dynasties. La prospérité agricole basée sur l'irrigation de la plaine nilotique engendre des ressources fiscales considérables. Il en va de même pour le commerce avec la Nubie et les oasis du désert Libyque. Captées par le trésor royal, ces rentrées sont mises au profit de la famille royale et d'une petite élite nobiliaire qui a la haute main sur le pays. Fort de cette puissance, les conceptions religieuses évoluent vers la divinisation de la fonction pharaonique. Le souverain est considéré comme le successeur et l'incarnation du dieu faucon Horus, puis, à partir de la Ve dynastie, également comme le fils de Rê, le brûlant dieu solaire. La maîtrise des techniques de construction et de la sculpture sur pierre permet des développements architecturaux et artistiques considérables. Cette période est surtout connue pour être celle de l'apogée des pyramides. Dans la région memphite, au sein des nécropoles de Gizeh, Dahchour et Saqqarah, il s'est tout d'abord édifiée la pyramide à degré (soixante-deux mètres de haut) du roi Djéser, puis plus tard, la pyramide rhomboïdale (cent-cinq mètres) et la pyramide rouge (cent-dix mètres) de Snéfrou, puis les trois pyramides monumentales de Khéops (cent-quarante-sept mètres), Khéphren (cent-quarante-quatre mètres) et Mykérinos (soixante-six mètres). Ces monuments funéraires, ainsi que le Grand Sphinx expriment la puissance des pharaons de cette époque et la position centrale qu'ils occupent dans la société.
Cette formidable prospérité ne va toutefois pas se maintenir sous les Ve et VIe dynasties. Sous les effets conjugués de la désertification de la savane égyptienne et des rivalités intestines à la famille royale, le pouvoir pharaonique perd progressivement de sa superbe. Face à lui, les dignitaires locaux affirment, eux, de plus en plus leur pouvoir politique régional. Possible reflet des difficultés nationales, la hauteur et la qualité architecturale des pyramides s'amenuisent ; Ouserkaf et Sahourê (≈ quarante-huit mètres), Néferirkarê (soixante-douze mètres), Niouserrê (cinquante mètres). Malgré leur modestie, les pyramides d'Ounas (quarante-trois mètres), de Pépi Ier, Mérenrê Ier et Pépi II (≈ cinquante-deux mètres) présentent l'avantage majeur de voir consignés sur leurs parois sépulcrales les hymnes et formules magiques des Textes des pyramides. Ce corpus, très hétérogène, est le plus ancien témoignage mis par écrit de la pensée humaine au sujet de l'au-delà. Là, sont évoqués l'osirianisation posthume du pharaon et la migration de son âme vers les contrées célestes,.

Pharaons de l'Ancien Empire
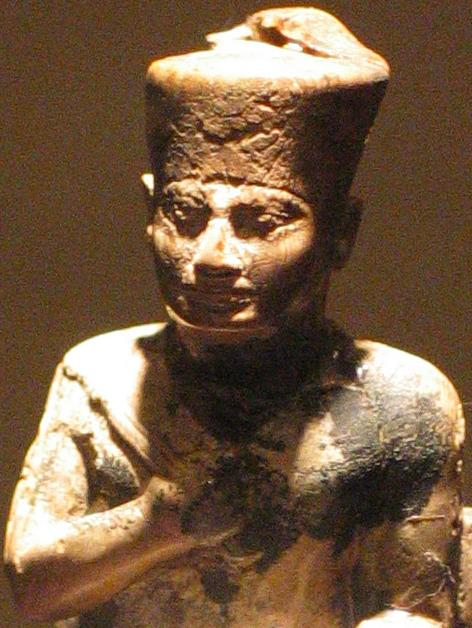
Khéops - IVe dynastie - Musée égyptien du Caire.
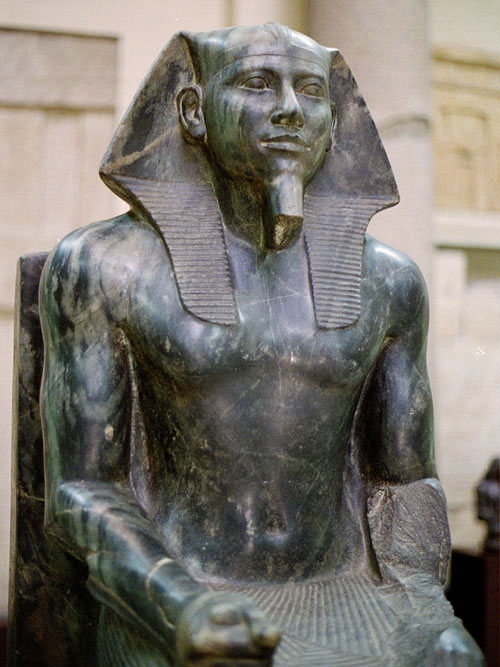
Khéphren - IVe dynastie - Musée égyptien du Caire.
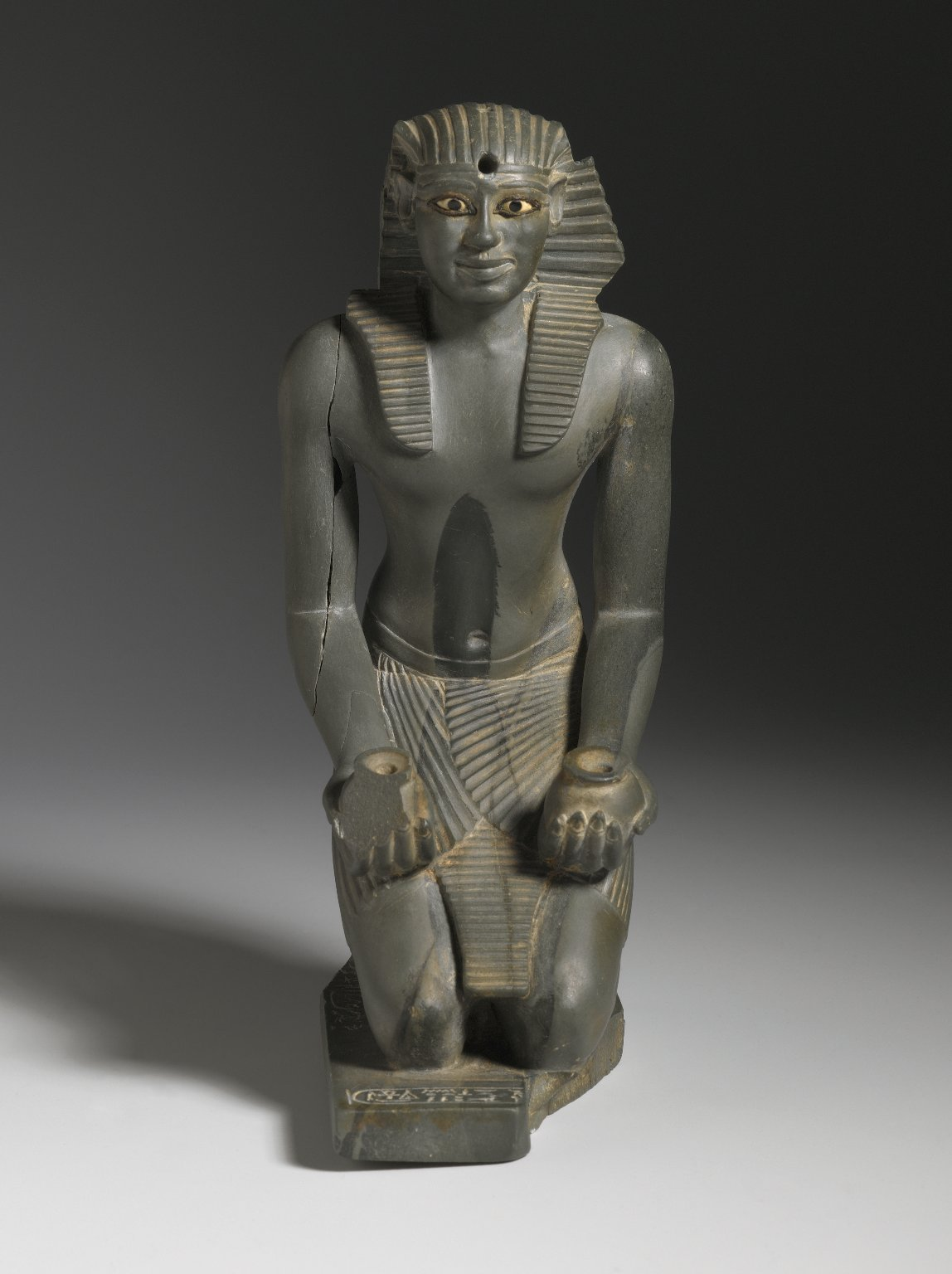
Pépi Ier - VIe dynastie - Brooklyn Museum.
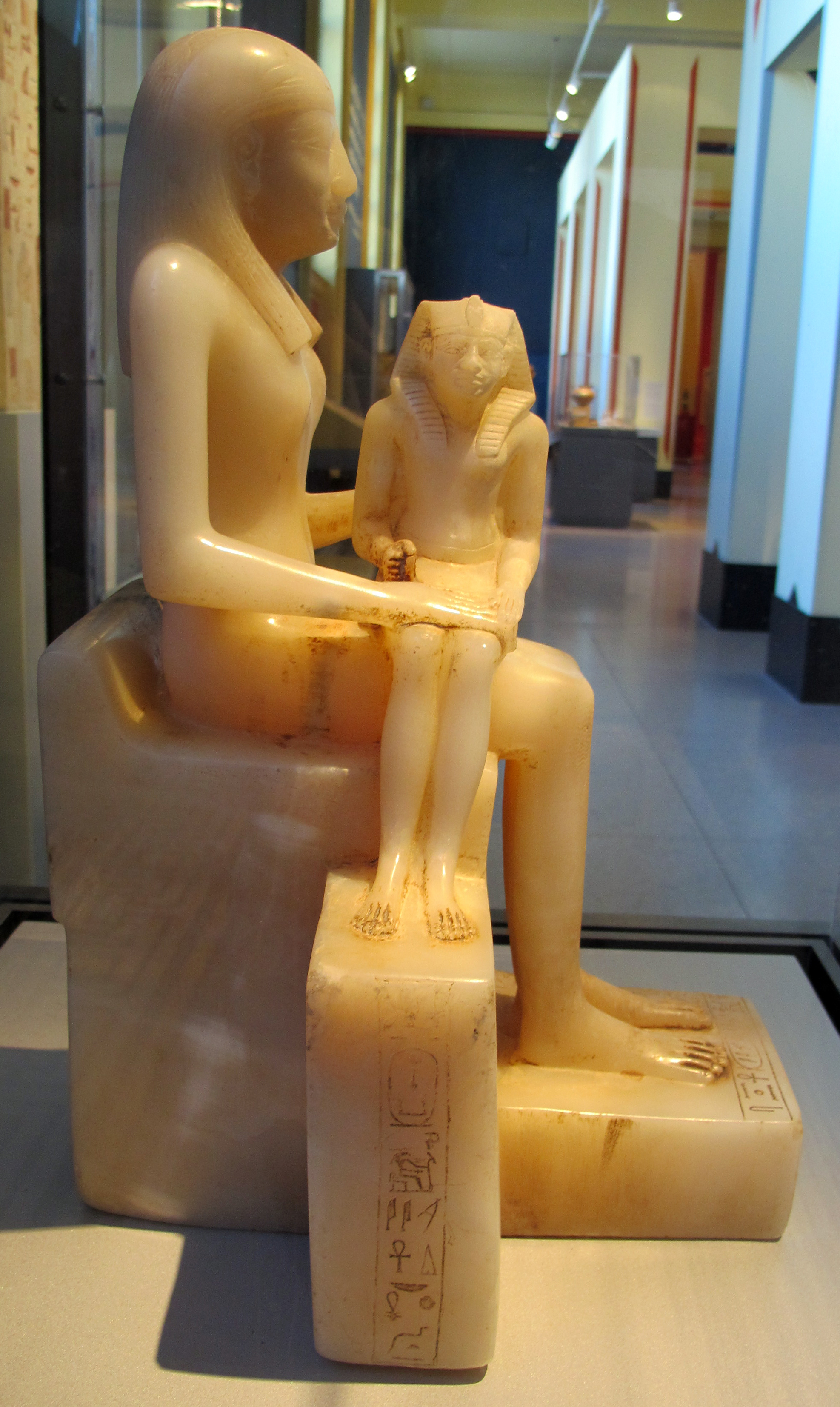
Pépi II sur les genoux de sa mère. - VIe dynastie - Brooklyn Museum.

#### Du chaos à la renaissance
Après le long règne de Pépi II, mort nonagénaire, la monarchie pharaonique s'effondre et l'unité du pays disparaît (vers 2200 avant notre ère). Des troubles sociaux, politiques et dynastiques mettent à mal le pays. L'anarchie s'installe. Les pyramides et nécropoles royales sont pillées de leurs richesses et les lieux cultuels attenants sont dévastés par la violence et les incendies. Les statues royales sont brisées et les momies des pharaons jetées dans le fleuve. L'historien ptolémaïque Manéthon illustre cette confusion extrême en affirmant, par exagération, que la VIIe dynastie voit se succéder soixante-dix rois en soixante-dix jours. La VIIIe dynastie est bien plus certaine. Il s'agit sans doute de descendants de Pépi II qui depuis Memphis exercent une autorité fantomatique (quelque dix-sept rois en vingt ans). Lors de cette confusion émergent deux pouvoirs pharaoniques distincts. Dans le Nord, à Héracléopolis se mettent en place les souverains successifs des IXe et Xe dynastie. Depuis le Sud, la lignée des Antef et Montouhotep de Thèbes (XIe dynastie) étend son autorité jusqu'à Abydos, zone frontalière où se produisent de nombreuses échauffourées militaires.

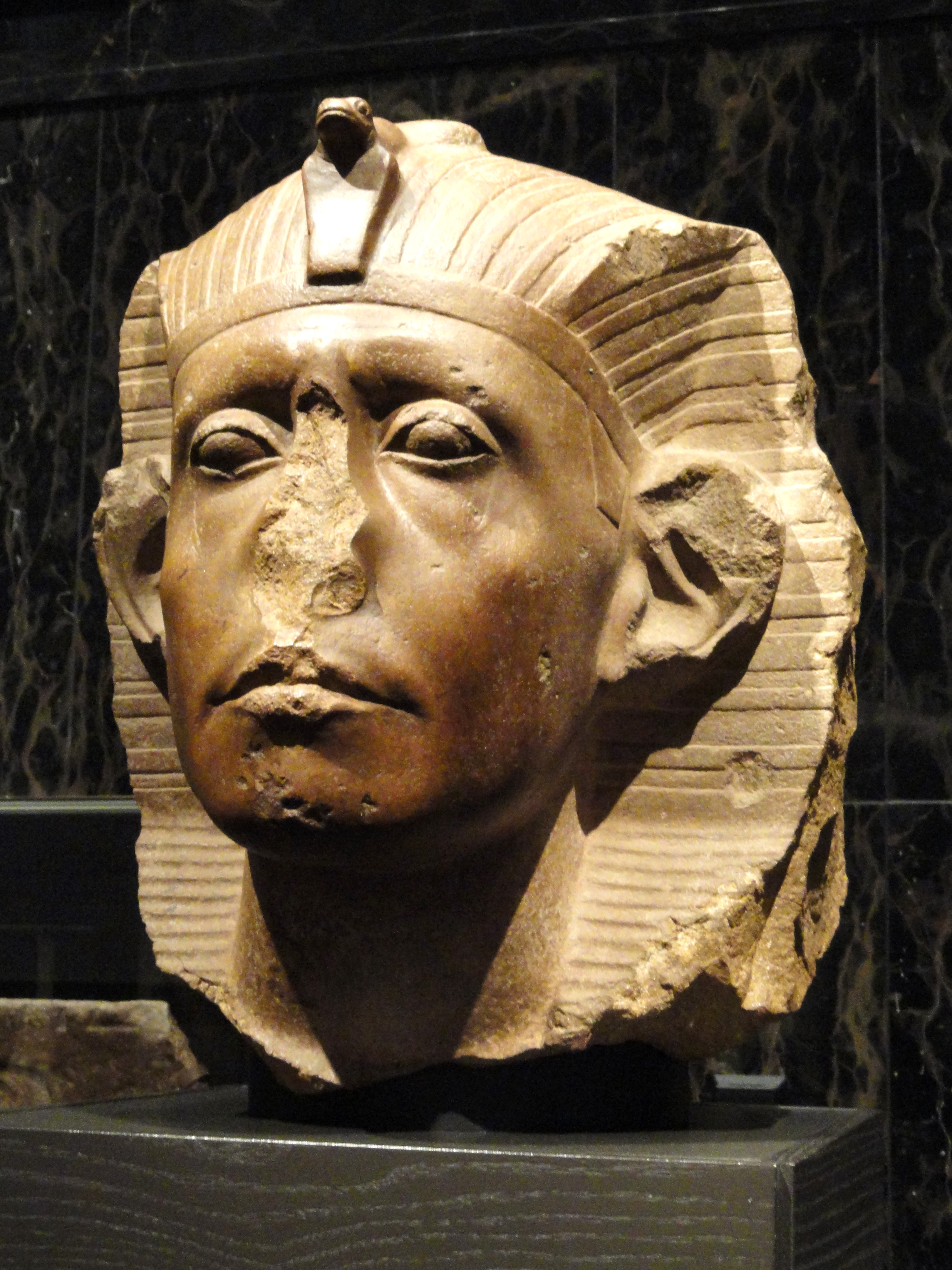
Statue fragmentaire de Sésostris III - - Nelson-Atkins Museum of Art.

Progressivement, l'unité nationale se refait par le succès des armes au profit des Thébains. Sous le règne de Montouhotep II, la réunification est parachevée et débute l'époque prospère du Moyen Empire (≈ 2033 à 1786 avant notre ère). L'apogée de cette deuxième période faste est atteinte sous la XIIe dynastie entamée par Amenemhat Ier après l'éviction de Montouhotep IV, le dernier pharaon de la XIe dynastie. Sur quelque deux-cents ans se succèdent sept pharaons, les différents Amenemhat et Sésostris. À l'extérieur, sous le commandement de Sésostris III, la Nubie est mise au pas et verrouillée par l'édification de forteresses aux points stratégiques. À l'intérieur, l'administration est réformée et placée sous les directives d'un conseil de dignitaires aux ordres de Tjaty (vizir) tandis que les nomarques (dirigeants régionaux) sont réduits dans leur autonomie.
Les conceptions funéraires royales recommandent toujours l'édification de pyramides. L'usage est de les construire en brique avec un revêtement en pierre calcaire à Dahchour, Licht, Saqqarah, Mazghouna et Hawara (hauteur de cinquante à cent-cinq mètres). Moins résistantes et ultérieurement dépourvues de leur revêtement, ces constructions ne sont actuellement plus que des amas informes érodés par les vents. Le Moyen Empire est l'âge glorieux des classiques égyptiens. La littérature est mise au profit de la royauté. Dans les sagesses, inlassablement recopiées par des générations d'élèves, la loyauté des notables envers le pharaon est encouragée voire magnifiée et exaltée, tels dans les instructions de Phtahhotep, de Kagemni et d'Amenemhat.

#### Des Hyksôs aux pharaons conquérants
Avec les pharaons de la XIIIe dynastie (les Sobekhotep et Néferhotep), l'institution monarchique perd une deuxième fois de sa superbe. La confusion politique et la division s'installent à nouveau. Progressivement l'entier contrôle du pays est perdu. Dans l'est du delta du Nil, prend place l'obscure XIVe dynastie puis la lignée des Héqa-Khasout, les « Princes des pays étrangers » ou Hyksôs des XVe et XVIe dynasties. Au cours du Moyen Empire, ces migrants sémites ont acquis une puissance croissante. Vers 1720 avant notre ère, ils mettent Memphis à sac et installent un gouvernement propre à Avaris. En partie égyptianisé, les rois Hyksôs adoptent les symboles de la monarchie pharaonique comme la titulature (les rois Salitis, Yaqoub-Her, Khyan, Apophis, etc.). Leur supériorité militaire repose sur une technique de combat jusqu'alors inconnue des Égyptiens : l'utilisation des attelages à chevaux (charrerie) dans les batailles. Dans le Sud, autour de Thèbes, les princes de la XVIIe dynastie (dont les Antef et Sobekemsaf) entretiennent les traditions égyptiennes. Tout d'abord une sorte de paix s'installe entre les deux camps. Les hostilités débutent avec Seqenenrê Tâa mais le Thébain est tué au combat. Ses successeurs Kamosé et Ahmôsis poursuivent cependant la lutte et les Hyksôs sont finalement expulsés après les prises d'Avaris et Sharouhen (vers 1540 avant notre ère).

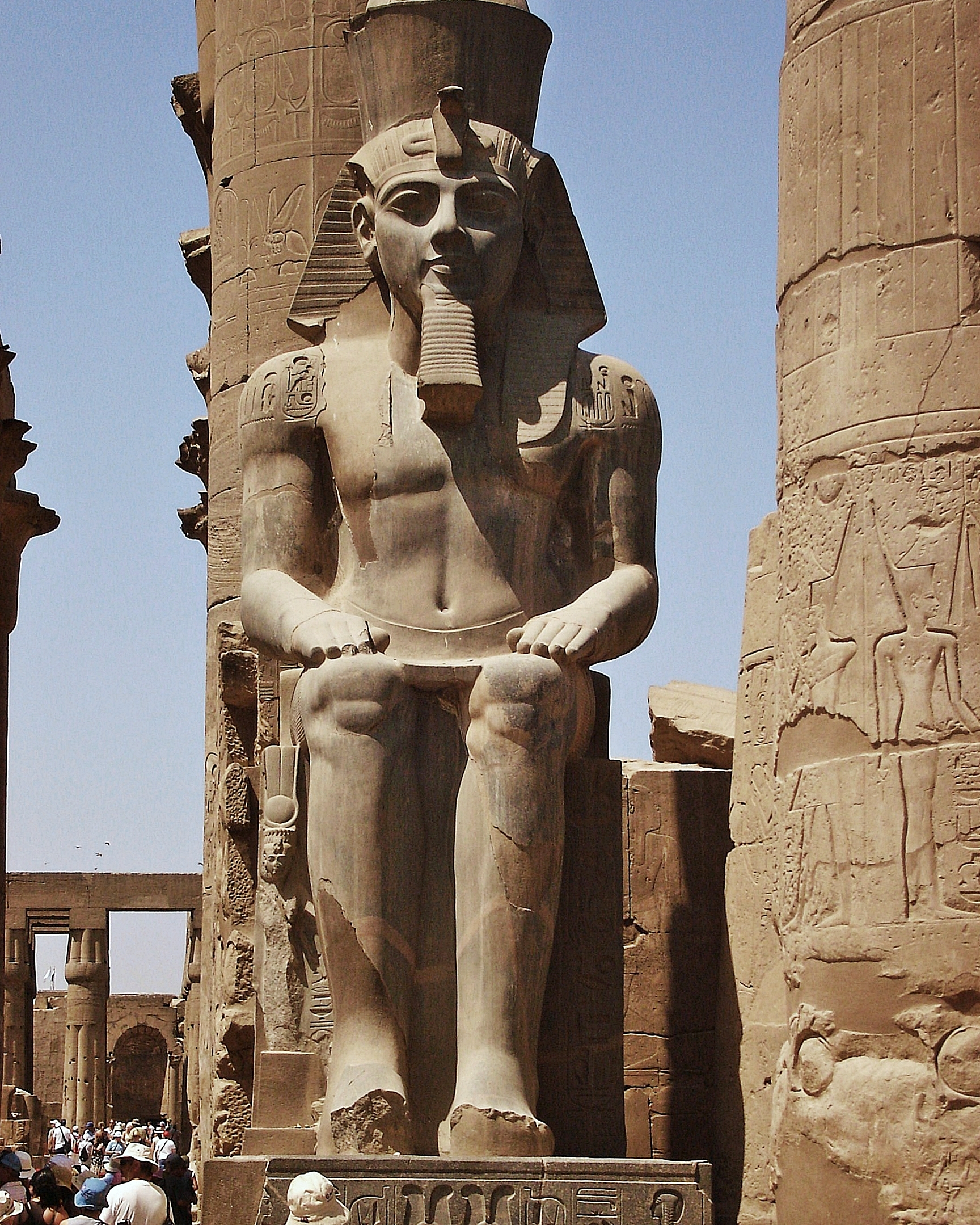
Statue colossale de Ramsès II à Louxor -.

Réunifiée, l'Égypte antique entame sa troisième période de prospérité, le Nouvel Empire. De 1540 à 1070 avant notre ère, soit durant près de cinq-cents ans, trois lignées pharaoniques se font suite : la XVIIIe dynastie des Amenhotep et Thoutmôsis et les XIXe et XXe dynasties des Séthi et Ramsès. Durant cette période, le royaume doit constamment veiller sur sa frontière avec le Proche-Orient. Pour protéger les intérêts égyptiens en Syrie-Palestine face au Mittani, au Hatti et aux Hittites, des pharaons tels Thoutmôsis III, Séthi Ier et Ramsès II entreprennent de fructueuses campagnes militaires (batailles de Megiddo et de Qadesh) ou conduisent d'intenses tractations diplomatiques. Contrairement à leurs prédécesseurs, ces pharaons ne se font plus inhumer dans des pyramides mais dans de profonds hypogées creusés dans la montagne thébaine, la célèbre vallée des Rois. La prospérité du trésor royal est entretenue grâce aux importants tributs versés par les peuples soumis. Les constructions gigantesques abondent, ponctuées de hauts obélisques et de statues colossales. Pour preuve, la démesure des temples de Karnak, Louxor, Abydos ou Abou Simbel. Le vrai visage de ces pharaons nous est connu par leurs momies découvertes en 1881 dans la cachette royale de Deir el-Bahari. La richesse de leur trousseau funéraire n'est plus ignorée depuis 1922 avec la découverte du trésor de la tombe de Toutânkhamon. Malgré l'opulence, le Nouvel Empire est ponctué par de sérieuses crises. Face à la surpuissance du clergé d'Amon, la réforme atonienne, balbutiante sous Amenhotep III et paroxystique sous Akhenaton se termine par son abandon définitif dans un État largement désorganisé,. La monarchie, remise sur pied par Horemheb, Séthi Ier et Ramsès II sombre à nouveau après la mort de Mérenptah du fait des rivalités entre ses descendants ; le pouvoir de Séthi II se voyant contesté dans le sud par Amenmes,,,,.
Un temps rehaussée par Sethnakht et son fils Ramsès III, la monarchie se liquéfie inexorablement sous les règnes de leurs descendants dans un climat de grande corruption (Ramsès IV à Ramsès XI),. Ces pharaons, installés dans le Nord, à Pi-Ramsès, perdent peu à peu toute influence dans le Sud face au pouvoir politique grandissant du clergé d'Amon. Sous le dernier Ramsès, le grand-prêtre Hérihor devient une sorte de pseudo-pharaon.

#### Anarchie libyenne
Le premier millénaire avant notre ère est pour la monarchie égyptienne une ère de déclin qui débute tout d'abord par l'installation de deux lignées rivales (entre 1069 et 945 avant notre ère). Dans le Nord, à Tanis, Nesbanebdjed Ier (Smendès), gendre de Ramsès XI, installe la XXIe dynastie, tandis que dans le Sud, à Thèbes, règnent les prophètes d'Amon. Les liens sont toutefois entretenus par des mariages politiques. Le plus illustre pharaon tanite de ce temps est ainsi Psousennès Ier, fils du grand-prêtre Pinedjem. Les pratiques funéraires royales des souverains de Tanis sont renseignées par la découverte de plusieurs tombes inviolées, le « trésor de Tanis », effectuée en 1939-1940 et 1946 par une équipe d'égyptologues français dirigée par Pierre Montet.

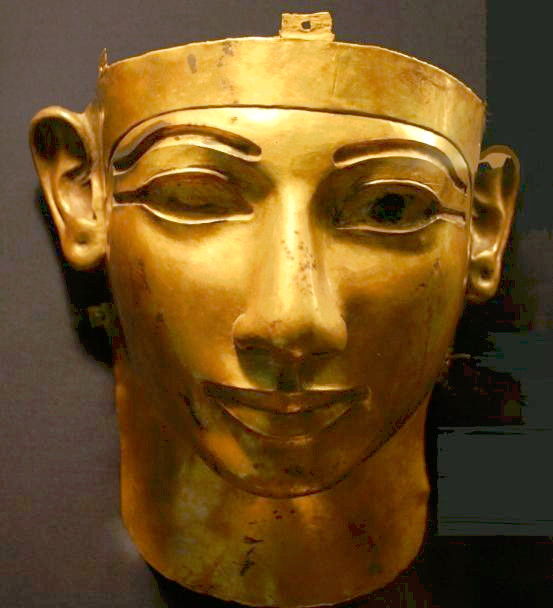
Sheshonq II - Masque funéraire en or -.

Durant près d'un siècle, entre 945 et 850 avant notre ère, des pharaons de souche libyenne sont au pouvoir (Mâchaouach et Libou). À Bubastis, Sheshonq Ier fonde la XXIIe dynastie. Sous son règne, le royaume égyptien retrouve quelque peu sa puissance à l'extérieur. Il part en campagne en Juda où il assiège Jérusalem puis monte en Israël à la poursuite de Jéroboam. L'activité architecturale est relancée par Osorkon II à Memphis, Thèbes, Bubastis, Éléphantine. Les fils royaux reçoivent en apanage la fonction de Grand prêtre d'Amon ou la fonction de gouverneur d'Héracléopolis. Les rivalités entre ces lignées de princes conduisent malheureusement le royaume vers une période troublée connue sous le nom d’« anarchie libyenne » (850 à 730 avant notre ère). Le pays se trouve partagé entre différents pharaons rivaux (jusqu'à cinq roitelets). La XXIIe dynastie règne en parallèle avec les XXIIIe et XXIVe dynasties. Le nord est fortement morcelé entre une dizaine de Grand-chefs qui, au mieux, reconnaissent la suzeraineté de l'un des pharaons. Entre 730 et 656 avant notre ère se déroule le conflit pour la réunification sous l'impulsion de la XXVe dynastie nubienne issue de Napata. Les pharaons nubiens parviennent à annexer le sud mais piétinent dans le nord face aux XXIVe et XXVIe dynasties libyennes fortement installées dans le Delta. Sous l'autorité du nubien Chabaka sont érigés de nombreux monuments dans les principaux centres religieux égyptiens : à Memphis, Abydos, Dendérah, Esna et Edfou. Les souverains nubiens, très attachés à leur patrie d'origine, se font inhumer dans de petites pyramides érigées dans la nécropole d'El-Kourrou près de Napata (Soudan actuel). À cette période, l'Assyrie émerge puis se développe comme la grande puissance militaire du Proche-Orient. En 671 avant notre ère, sous le règne du nubien Taharqa, les Assyriens d'Assarhaddon pénètrent en Égypte et prennent Memphis ; en 663 avant notre ère, sous Assurbanipal, ils mettent en déroute l'armée de Tanoutamon et pillent Thèbes de ses riches trésors cultuels,.

#### Renaissance saïte
Avec ses obscurs premiers représentants, la XXVIe dynastie de Saïs n'est d'abord qu'une simple autorité régionale qui se doit de coexister avec les derniers membres de la XXVe dynastie nubienne. Cette situation change dès les débuts du long règne de Psammétique Ier (664 à 610 avant notre ère). Profitant de l'affaiblissement assyrien, il parvient à réunifier l'Égypte ; d'abord en liquidant les chefferies du Delta avec des mercenaires juifs et grecs (ioniens, cariens et doriens), ensuite en annexant la Thébaïde par la nomination de sa fille Nitocris comme Divine adoratrice d'Amon et le ralliement du grand-prêtre Montouemhat.

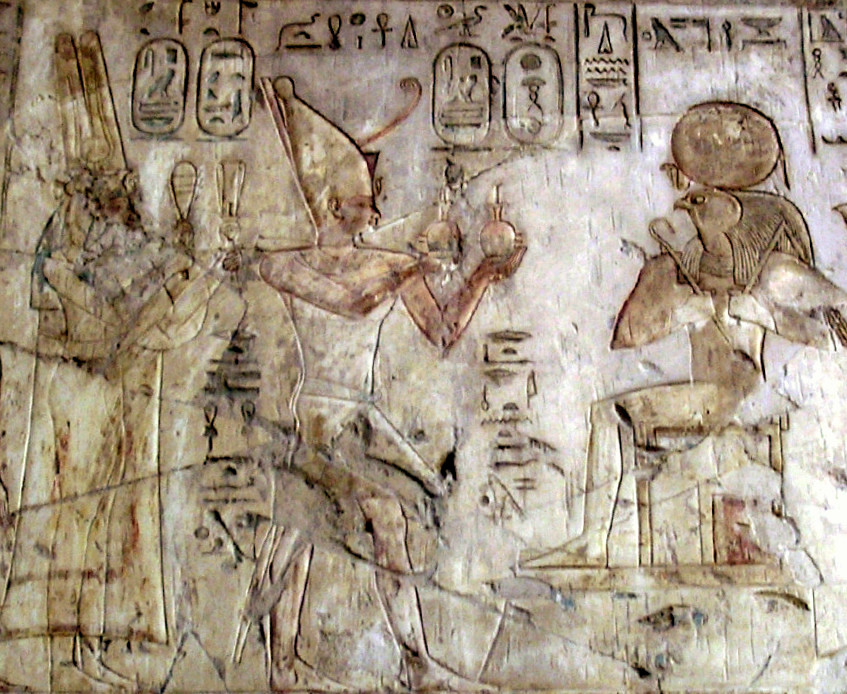
Psammétique Ier et sa fille Nitocris faisant des offrandes à Rê-Horakhty - Tombe de Pabasa à El-Assasif (Thèbes) -.

Avec le retour de la stabilité et de la paix, le pays s'ouvre au commerce méditerranéen avec la Phénicie et les villes grecques. Les vieilles valeurs religieuses sont maintenues. Dans le domaine de l'art, les artistes se glissent dans un moule archaïsant en copiant les œuvres des Ancien et Moyen Empires. Sous Nékao II, l'Égypte domine pendant trois ans la Palestine après sa victoire à la bataille de Megiddo contre Josias, roi de Juda. La défaite que lui inflige Nabuchodonosor II à Karkemish, en 605 avant notre ère, l'oblige à abandonner cette possession. Psammétique II mène une campagne en Nubie en 592 avant notre ère où il descend jusqu'à la troisième cataracte du Nil. Son fils Apriès conduit des interventions en Palestine, notamment pour contrer les Babyloniens. En 570 avant notre ère, il est tué lors d'une guerre civile qui l'oppose au général Amasis. Devenu pharaon, ce dernier règne durant quarante-cinq ans de 571 à 526 avant notre ère. Il est probable que l'ensemble des pharaons saïtes se soient fait inhumer dans leur ville, dans l'enceinte du temple de Neith dont il ne reste aujourd'hui plus grand-chose. Aussi, seuls quelques-uns de leurs ouchebtis sont connus.
En 525 avant notre ère, les Perses de Cambyse II envahissent l'Égypte après leur victoire à Péluse face au jeune Psammétique III. Ce dernier est déporté à Suse, la capitale perse. Durant 121 ans, les Perses prennent en charge l'administration du pays (XXVIIe dynastie achéménide). Profitant de déchirements internes à la famille royale perse, l'égyptien Amyrtée, prince de Saïs, se proclame pharaon en 404 avant notre ère puis étend son autorité jusqu'à Assouan (seul représentant de la XXVIIIe dynastie). Son rival Néphéritès Ier parvient au pouvoir (398 à 393 avant notre ère), fonde la XXIXe dynastie et déplace la capitale à Mendès. Après son décès, éclate une crise de succession qui voit Achôris remporter la mise (393 à 380 avant notre ère). Les pharaons Nectanébo Ier (380 à 362 avant notre ère) et Nectanébo II (360 à 343 avant notre ère) de la XXXe dynastie, originaires de Sebennytos, sont les deux derniers plus illustres pharaons de souche égyptienne. Le premier parvient à refouler les Perses mais le second est défait par Artaxerxès III après s'être fait déborder à Péluse. Il s'enfuit en Nubie où l'on perd sa trace. Selon une légende rapporté par le Roman d'Alexandre dans la version du Pseudo-Callisthène, Nectanébo se serait exilé en Macédoine, dans le camp anti-perse.

#### Période ptolémaïque

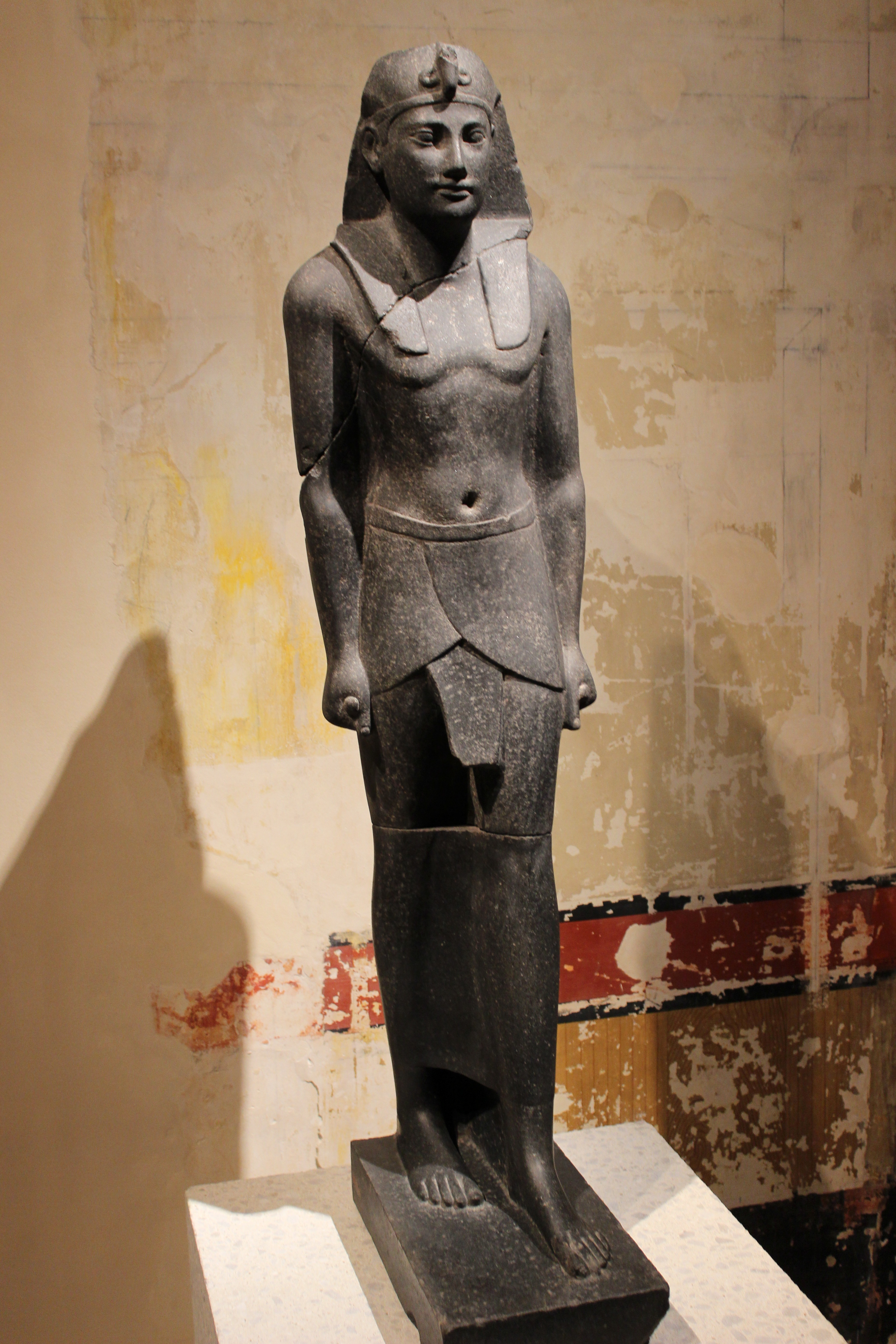
Ptolémée III représenté en pharaon - période lagide - Neues Museum.

La seconde domination perse (XXXIe dynastie) ne dure qu'une décennie (343 à 332 avant notre ère). Lorsque Alexandre le Grand, roi de Macédoine, dans sa guerre contre les Perses, pénètre en Égypte, le pays est livré sans grands heurts par le satrape Mazakès. Le conquérant se rend, de suite, dans l'oasis de Siwa où un oracle le reconnaît comme fils du dieu Amon et pharaon. Après la mort d'Alexandre en 323 avant notre ère, le diadoque Ptolémée fils de Lagos, s'empare de l'Égypte. Avec lui s'ouvre la période ptolémaïque longue de plus de trois siècles (323 à 30 avant notre ère). Quatorze de ses descendants prennent sa suite sous le nom de Ptolémée (XXXIIe dynastie égyptienne). Leurs reines jouent un grand rôle politique dans le cadre de mariages consanguins (les différentes Bérénice, Arsinoé et Cléopâtre). Le dernier représentant de la lignée est Ptolémée XV issu de la relation entretenue par Cléopâtre VII avec Jules César. Implantés à Alexandrie, les Ptolémée sont avant tout des rois de culture grecque et leur capitale appartient pleinement à la civilisation hellénistique. Leur politique extérieure est tournée vers le monde méditerranéen. À l'instar des pharaons égyptiens, les trois premiers Ptolémée conquièrent la Palestine et la Syrie. Cependant leur véritable horizon est grec. Ils se constituent ainsi un empire maritime avec l'annexion de la Cyrénaïque, de la Cilicie, de la Carie, de Chypre et d'îles Égéennes. La période n'est pas exempte de révoltes égyptiennes. Sous Ptolémée V, les pharaons autochtones Hourounnéfer et Ânkhounéfer en viennent à émanciper la Thébaïde. Dans la capitale, sous les derniers lagides, l'agitation politique est surtout le fait de la famille royale elle-même. La lignée est secouée par innombrables complots, intrigues, trahisons et assassinats. En province, de nombreux temples sont agrandis ou reconstruits dont ceux d'Edfou et Philæ. La faiblesse du gouvernement alexandrin favorise l'autonomie d'un clergé égyptien qui profite régulièrement de larges exemptions fiscales,. Après la défaite navale d'Actium en 31 avant notre ère, le suicide de Cléopâtre VII et l'assassinat de Ptolémée XV en 30 avant notre ère, l'Égypte passe sous domination romaine en devenant une province de l'Empire administrée par un préfet.

## Symboles de la royauté pharaonique
Le pouvoir de Pharaon vise à maintenir la cohésion d'un double royaume constitué par la Haute et la Basse-Égypte ; chaque partie ayant ses propres symboles héraldiques et ses propres divinités protectrices. Lors du couronnement, sont remis à Pharaon un ensemble d'objets symboliques de la royauté : couronnes, coiffes, sceptres. Ses liens avec la sphère divine se manifestent par l'élaboration d'un nom sacré composé de cinq titres différents.

### Réunion des Deux-Terres
La pensée égyptienne accorde une grande place au concept de la dualité. Toute réalité s'exprime comme l'union de deux modalités contraires mais appairées. Dans le mythe osirien, Horus et Seth sont les « Deux Combattants » ou les « Deux Compagnons » tandis qu'Isis et Nephtys sont les « Deux Sœurs » ou les « Deux Pleureuses ». La monarchie pharaonique est elle aussi imaginée comme une institution duelle dans laquelle la Haute et Basse-Égypte sont unifiées. En tant que symbole politique de l'unité égyptienne, le pharaon est le « Maître des Deux-Terres » (neb-taouy) car il est avant tout le personnage dans lequel se manifeste l'union politique des deux parties du pays. Cette unité des Deux Terres est fréquemment évoquée par la scène dite du Séma-taouy ou « Réunion des Deux-terres ». Ce motif décoratif figure fréquemment sur les deux flancs latéraux du trône royal. La plante du Sud, le lys blanc et celle du Nord, le papyrus, sont vigoureusement nouées ensemble par Horus et Seth ou par deux Hâpy (esprit de l'inondation) autour du hiéroglyphe de la trachée artère (séma), un idéogramme qui évoque les notions d'unité et de réunification. Dès les débuts de l'histoire égyptienne, les déesses Nekhbet et Ouadjet sont les deux déesses tutélaires de la double-monarchie pharaonique. Les deux déesses figurent pour la première fois ensemble sur une étiquette en ébène découverte dans une tombe datée du règne de Hor-Aha (Ire dynastie). Cette fonction protectrice leur est ensuite assignée jusqu'à la fin de la royauté pharaonique et même par-delà. Dans le temple d'Esna, Tibère (empereur romain de 14 à 37) est ainsi figuré entre elles deux tel un pharaon couronné du Pschent.

Dualité monarchique
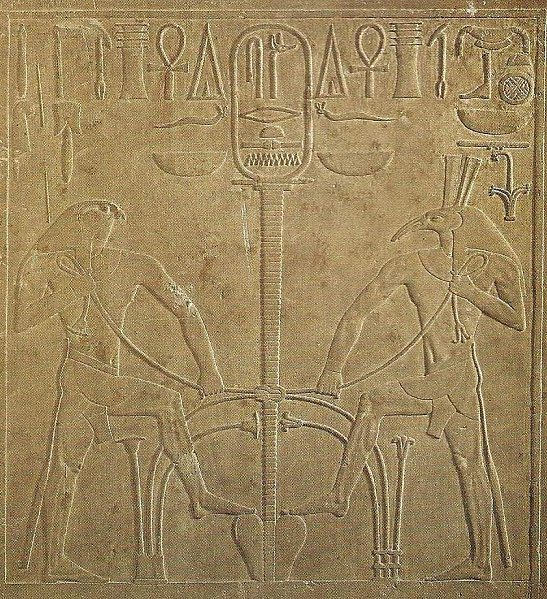
Scène du Séma-taouy. Trône de Sésostris Ier, XIIe dynastie, Musée égyptien du Caire.
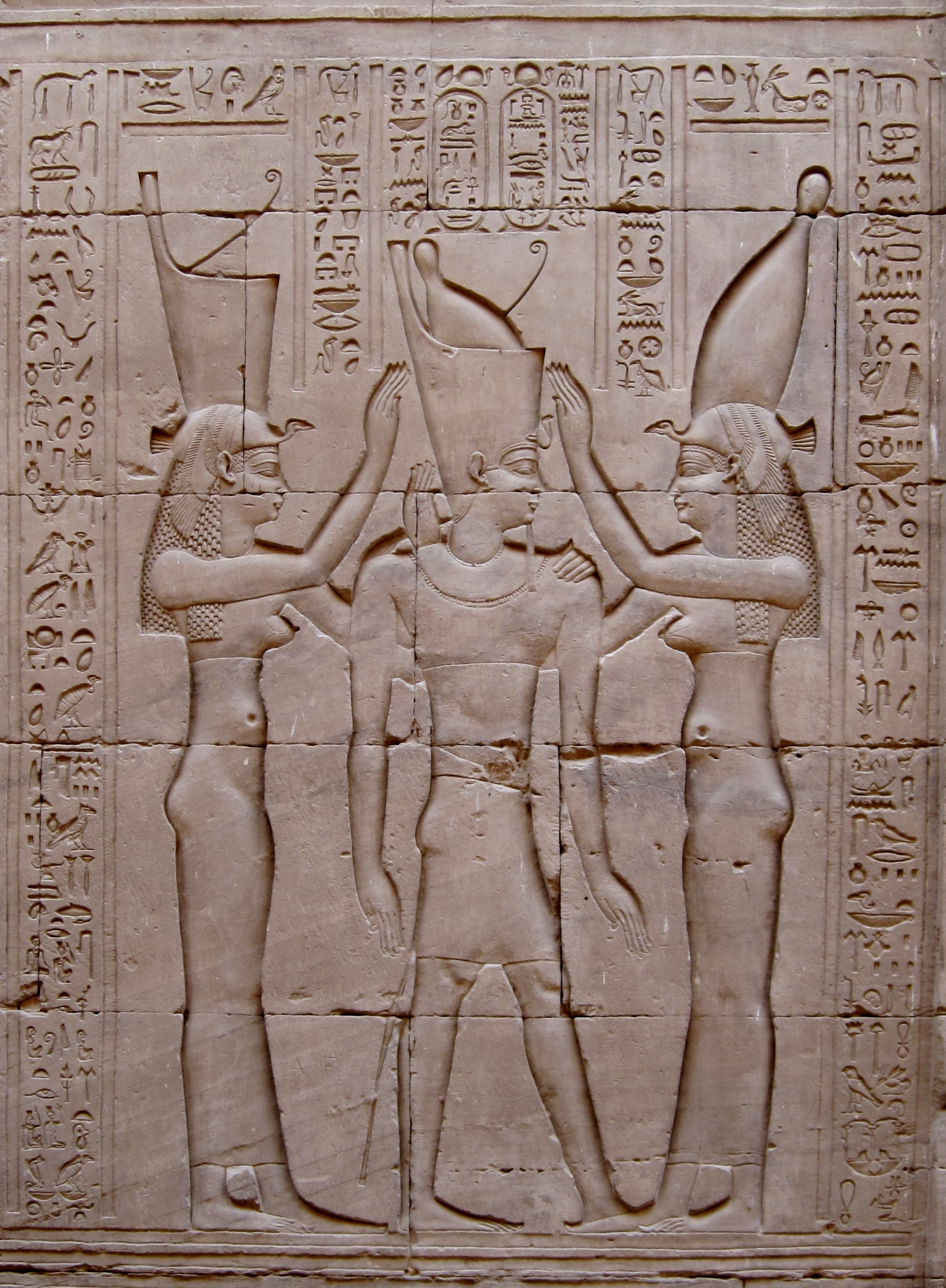
Couronnement de Ptolémée VIII, Edfou.

### Regaliapharaoniques

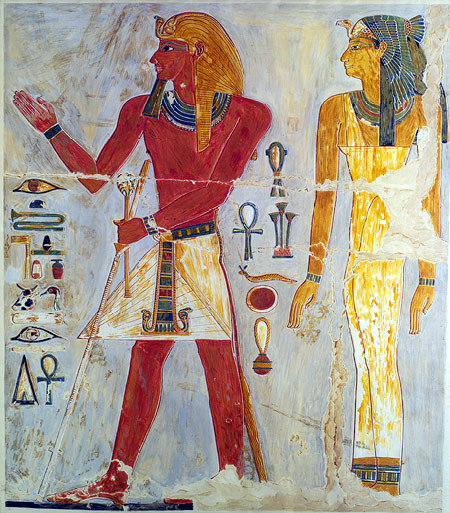
Représentation du pharaon Thoutmôsis Ier et de son épouse. Copie d'une fresque de Deir el-Bahari, XVIIIe dynastie.

Les attributs du pharaon ou regalia pharaoniques sont un ensemble d'objets symboliques de la royauté égyptienne. Dans l’iconographie, les pharaons se distinguent de leurs sujets par des attributs qui sont autant de symboles de leur fonction. Les dieux, détenteurs originels du pouvoir royal, peuvent également porter certains de ces insignes. Pharaon ne paraît jamais tête nue en public eu égard à sa fonction divine. Dès la Ire dynastie, la couronne blanche de Haute-Égypte est portée très couramment ; de même que la couronne rouge de Basse-Égypte et la double-couronne pschent. Cette dernière s'adapte parfois à la coiffe-némès, un linge plissé et rayé. Plus tardive, la coiffe bleue khépresh est assez fréquente sous le Nouvel Empire. Puissant symbole de protection, le serpent-uræus ceint immanquablement le front royal en toute occasion. Les sceptres sont d'autres symboles de domination. La crosse-héqa et le flagellum-nekhekh, aux aspects pastoralistes, démontrent que le pharaon est le berger de son peuple, le guidant et le protégeant. Parmi les autres attributs figurent la queue de taureau fixée à l'arrière du pagne (symbole de fécondité et de virilité), la barbe cérémonielle (symbole d'autorité et de sagesse), les écharpes, les sandales et les pagnes. Tous ces insignes sacrés ont conféré à leur détenteur une autorité civile en tant que commandant suprême de l'administration étatique, une autorité militaire en tant chef des armées et une autorité religieuse en tant que représentant terrestre des dieux. Chaque regalia est porteuse de sa propre signification symbolique. Chacune d'elles est une puissante amulette magique dont le rôle est de protéger le pharaon de tout danger et d'éloigner loin de lui les forces hostiles qui hantent l'univers (démons invisibles, rebelles égyptiens, pays ennemis).

### Titulature royale

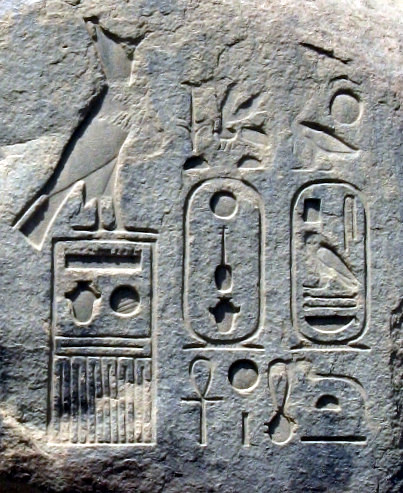
Titulature de Psammétique II à Assouan -.

En Égypte antique comme dans d'autres sociétés anciennes ou primitives, donner un nom à une personne est lourd de signification. Le nom de l'enfant est généralement donné par la mère à la naissance. Il est choisi en fonction des croyances religieuses locales ou est le reflet de préoccupations familiales plus particulières. À partir de l'Ancien Empire, lors du couronnement, chaque nouveau pharaon se voit attribuer une titulature officielle composée de cinq noms successifs. Ces derniers définissent la nature de la personne royale et constituent en même temps une idéologie du pouvoir. Ils se suivent dans un ordre invariable ; le nom d'Horus, le nom de Nebty, le nom d'Horus d'or, le nom de Nesout-bity et le nom de Sa-Rê. Les noms royaux sont tout naturellement imprégnés d'un fort symbolisme politico-religieux car ils visent à intégrer le détenteur de la charge pharaonique dans la sphère du sacré. Au cours du règne, lorsqu'un événement d'importance advient (victoire militaire, célébration d'un jubilé), la titulature peut être amendée afin de l'évoquer. Tout au long de la civilisation, certains concepts sont immanquablement mentionnés dans les titulatures comme la puissance, la compétence, la fécondité, la vitalité ou la justice (Maât). Dans la pensée égyptienne, le nom donne vie à la chose qu'il désigne et le détruire revient à anéantir magiquement son possesseur. D'où l'importance qu'attachent les pharaons aux noms qui les désignent et l'acharnement avec lequel ils ont fait marteler ceux d'un prédécesseur honni.
Pour d'exemple, nous donnons à lire ci-dessous la titulature du pharaon Psammétique II, un représentant de la XXVIe dynastie qui a régné entre 595 et 589 avant notre ère :
- Nom d'Horus : Menekh ib, Celui qui est loyal,
- Nom de Nebty : Ouser-â, Celui dont le bras est puissant
- Nom d'Horus d'or : seneferou taouy, Celui qui rend les Deux Terres parfaites.
- Nom de Nesout-bity : nefer ib rê, Le cœur de Rê est parfait
- Nom de Sa-Rê : psametik (Psammétique)[60].

La titulature royale est intimement liée aux statues et aux autres représentations iconographiques de Pharaon. Une statue anonyme est inconcevable car l'absence du nom du détenteur de la charge royale revient à lui dénier l'exercice de la royauté terrestre. Tout comme l'image, le nom est le signe de la présence de Pharaon. Aussi, dans les temples, le nom de Pharaon est omniprésent et figure gravé sur les parois, sur les plafonds, sur les colonnes.

## Rites de la monarchie

### Couronnement
Le sacre (ou couronnement) de Pharaon est un cérémonial complexe formé d'un ensemble de rites destinés à inaugurer un nouveau règne. Il s'agit d'une fête religieuse organisée par les prêtres après les funérailles du roi précédent dans un délai de soixante-dix jours après la mort du roi (délai nécessaire à la momification de la dépouille). La luxuriance de la cérémonie est telle qu'il est jusqu'à présent impossible aux égyptologues de la reconstituer dans ses moindres détails. La documentation disponible (iconographie et textes) insiste sur quelques faits saillants ; sortie du palais, lustration, entrée dans le temple, imposition des couronnes, intronisation, proclamation de la titulature. En tout premier lieu se tient l'avènement qui est la prise de pouvoir effective le lendemain matin après la mort du pharaon précédent. L'avènement peut donc se dérouler à n'importe quel moment de l'année. Ce jour est aussi le début du comput des années de règne. Par contraste, la date du couronnement est mise en relation avec un événement cosmique favorable. Au Moyen Empire, le couronnement se tient le Jour de l'an au début de l'inondation du Nil (fin juin). Au Nouvel Empire, la date coïncide avec la réapparition de la Lune dans le ciel comme l'attestent les textes au sujet d'Amenhotep Ier, Thoutmôsis Ier, Amenhotep II, Amenhotep IV (Akhenaton) et Ramsès II. La cérémonie peut aussi se tenir lors des solstices et des équinoxes,.
Dans les textes égyptiens, l'acte du couronnement est présenté comme une apparition divine dans le monde : khâou nesout « apparition du roi de Haute-Égypte », khâou bity « apparition du roi de Basse-Égypte » et khâou nesout-bity « apparition du roi de Haute et Basse-Égypte ». Le terme khâou « apparition » sert aussi à désigner les couronnes que porte le souverain. Il s'agit d'un dérivé substantivé du verbe khâi qui signifie « apparaître, briller ». Ce verbe sert à décrire le lever du soleil au petit matin lorsqu'il étincelle au-dessus de l'horizon. D'emblée, Pharaon est ainsi assimilé à Rê, le dieu solaire. Dans l'écriture hiéroglyphique, khâi et khâou sont deux notions restituée par l'idéogramme d'une colline surmontée d'une sorte d'auréole en éventail. Cette auréole peut être interprétée comme les premiers rayons du soleil sur la terre. Dans les plus anciennes occurrences cette auréole contient quatre bandes concentriques de couleur différentes (bleu, vert et rouge) ; aussi peut-on y voir une représentation plausible de l'arc-en-ciel.

Couronnement
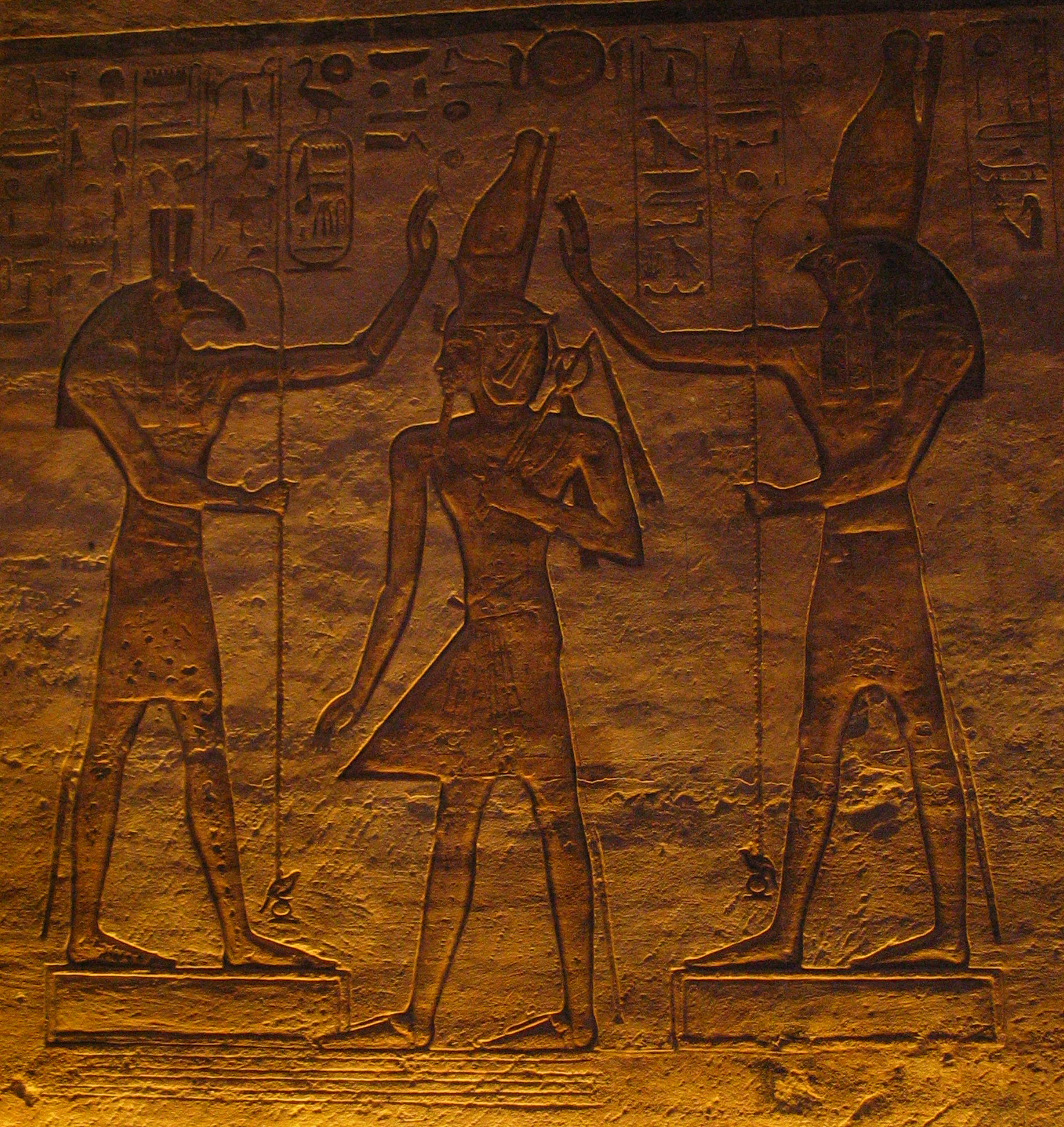
Ramsès II couronné par Seth et Horus. Grand temple d'Abou Simbel, XIXe dynastie.
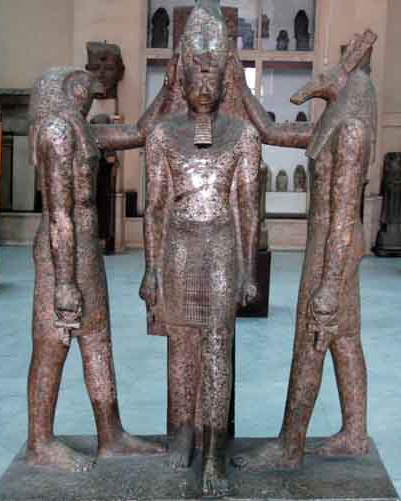
Horus et Seth couronnant Ramsès III, XXe dynastie, Musée égyptien du Caire.

### Confirmation du nouvel an
Selon la vision cyclique du temps des anciens Égyptiens, la fin de l'année est une période de danger et de rupture. Durant les cinq jours épagomènes, le pouvoir bénéfique des divinités et de Pharaon, leur héritier, connaît un affaiblissement auquel des rites de régénération doivent remédier. L'essentiel de la liturgie est documenté par un papyrus conservé au Brooklyn Museum. La langue employée remonte au Moyen Empire mais la copie plus tardive date de la Basse Époque en suivant une liturgie remaniée au Nouvel Empire. Par allusions, le rite est aussi consigné sur l'embrasure des portes des temples de l'époque ptolémaïque à Karnak, Edfou et Philæ et un hymne d'offrande figure dans le Livre des Morts (chapitre 168 A/B).

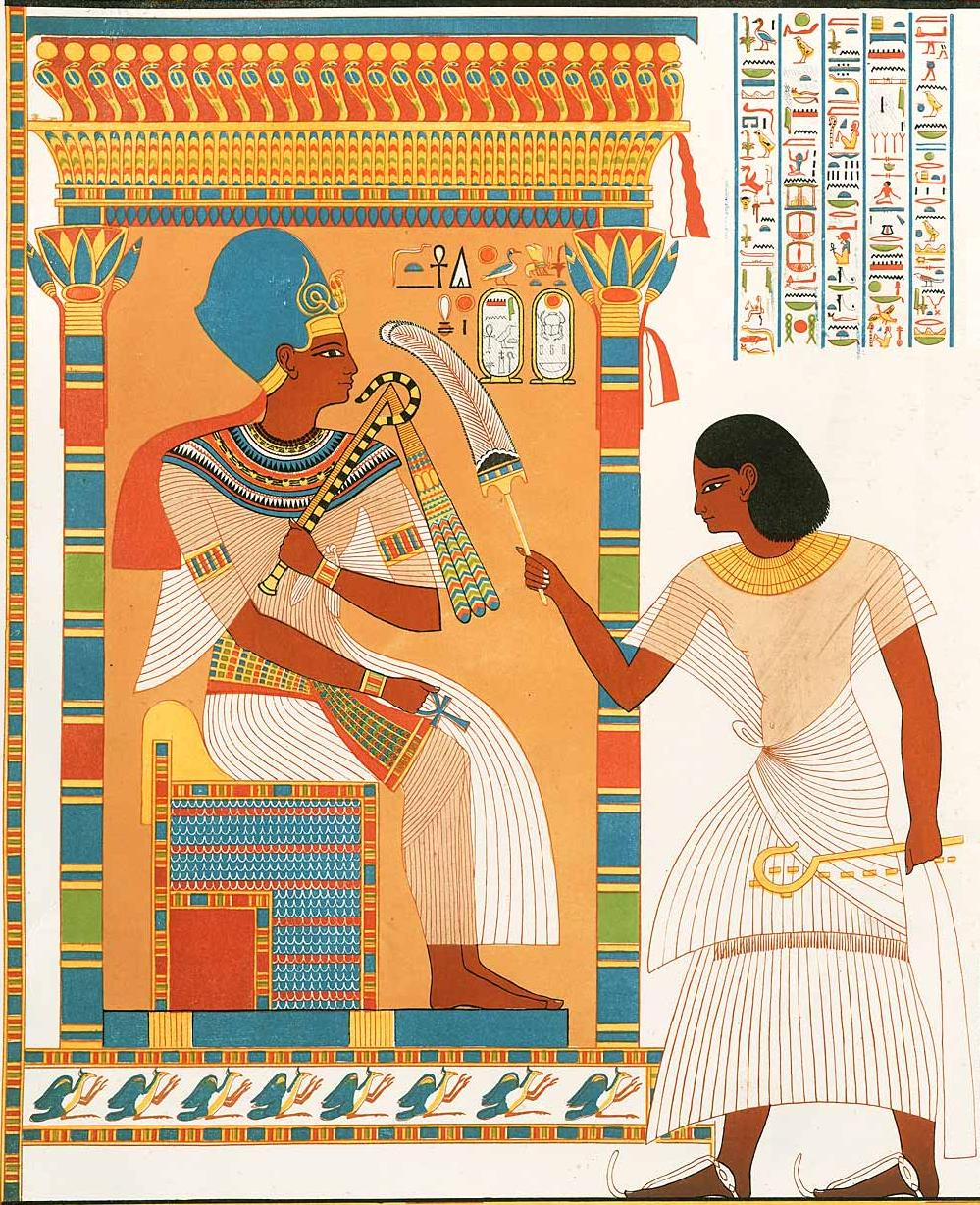
Le pharaon Toutânkhamon assis sous un dais cérémoniel - XVIIIe dynastie - Copie d'un relief par K. Lepsius.

La cérémonie est une reprise de certains gestes cérémoniels d'intronisation. Elle se déroule près et dans la cour de la Maison de vie, sur une quinzaine de jours, avant la venue de la crue du Nil, entre le premier des jours épagomènes et le 9 du mois de Thout. La ville d'origine du rite n'est pas connue, peut-être Héliopolis, mais il s'est diffusé à travers le pays et a été mis en œuvre dans les grands temples provinciaux. À Edfou, la confirmation se tient aussi le premier du mois de Tybi, date anniversaire du couronnement d'Horus, avant l'ensemencement des champs et en lien avec l'investiture annuelle du Faucon sacré. Le pharaon ou à défaut son substitut rituel (le prêtre-du-roi) subit un long cérémonial de renaissance où le pouvoir monarchique est confirmé par l'assimilation de la personne royale à Rê le dieu solaire d'Héliopolis et à Horus, fils d'Osiris. Dans une première phase, durant le Cérémonial du Grand Siège, le pharaon est purifié des miasmes de l'année écoulée. Il reçoit des amulettes en faïence (les glyphes ânkh et ouas, vie et puissance) ainsi que des parures régalienne (écharpe, couronnes, pagne). À neuf reprises, Pharaon est oint avec des onguents prophylactiques destinés à repousser les esprits malins (morts en colère, envoyés de Sekhmet, démons massacreurs de Bastet) et toute chose néfaste. Dans une seconde phase, durant les journées des Rites de l'Adoration d'Horus qui confère l'héritage, se met en place une magie opératoire où le glyphe iaout « fonction royale » est dessiné sur la main du roi. Ce même emblème est confectionné en mie de pain mâchée que le roi doit ingérer. Après l'incorporation de la « fonction » dans le corps du roi, l'année passée est symboliquement enterrée sous la forme d'une galette enrobée dans du limon de l'année nouvelle. La confirmation se parachève par la remise de quatre sceaux, deux au nom de Geb et deux au nom de Maât et Neith, placés sous la tête du roi. Ce dernier est couché sur un lit d'apparat durant un sommeil simulé qui évoque la mort. Le matin du jour de l'an, Pharaon se réveille, jeune et renouvelé.
Le rituel se poursuit par divers gestes dont le massacre des ennemis par la décapitation symbolique de sept plantes, des offrandes aux dieux souterrains et aux ancêtres royaux que sont les Suivants d'Horus et par le déploiement de neuf oiseaux au-dessus de la tête du roi.

### Fête-Sed (jubilé)
| s | d · N21 | O23 | W4 |

| s | d · N21 | O23 | W4 |

Comme tous les êtres humains, Pharaon est soumis au vieillissement et à l'amoindrissement de ses forces. Cependant, en raison de sa proximité avec les dieux, il peut surmonter ces aspects néfastes grâce à des rituels de régénération dont il a le privilège. Dès les débuts de la monarchie pharaonique, les pharaons ont pris pour habitude de célébrer au bout de trente ans de règne une fête jubilaire dénommée Heb-Sed (ou Fête de Sed), ensuite répétée à des intervalles plus rapprochés ; généralement tous les deux-trois ans. Malgré l'importance de la documentation égyptienne, il est très difficile de se faire une idée précise du déroulement de la fête-Sed qui semble s'étendre sur au moins cinq journées consécutives. Sa signification est plus profonde que la simple célébration de la longévité du roi. Dans son essence, il s'agit d'un rituel de régénération dans lequel la puissance magique et la force physique du pharaon en exercice sont renouvelés ainsi que ses relations avec les divinités et avec le peuple.

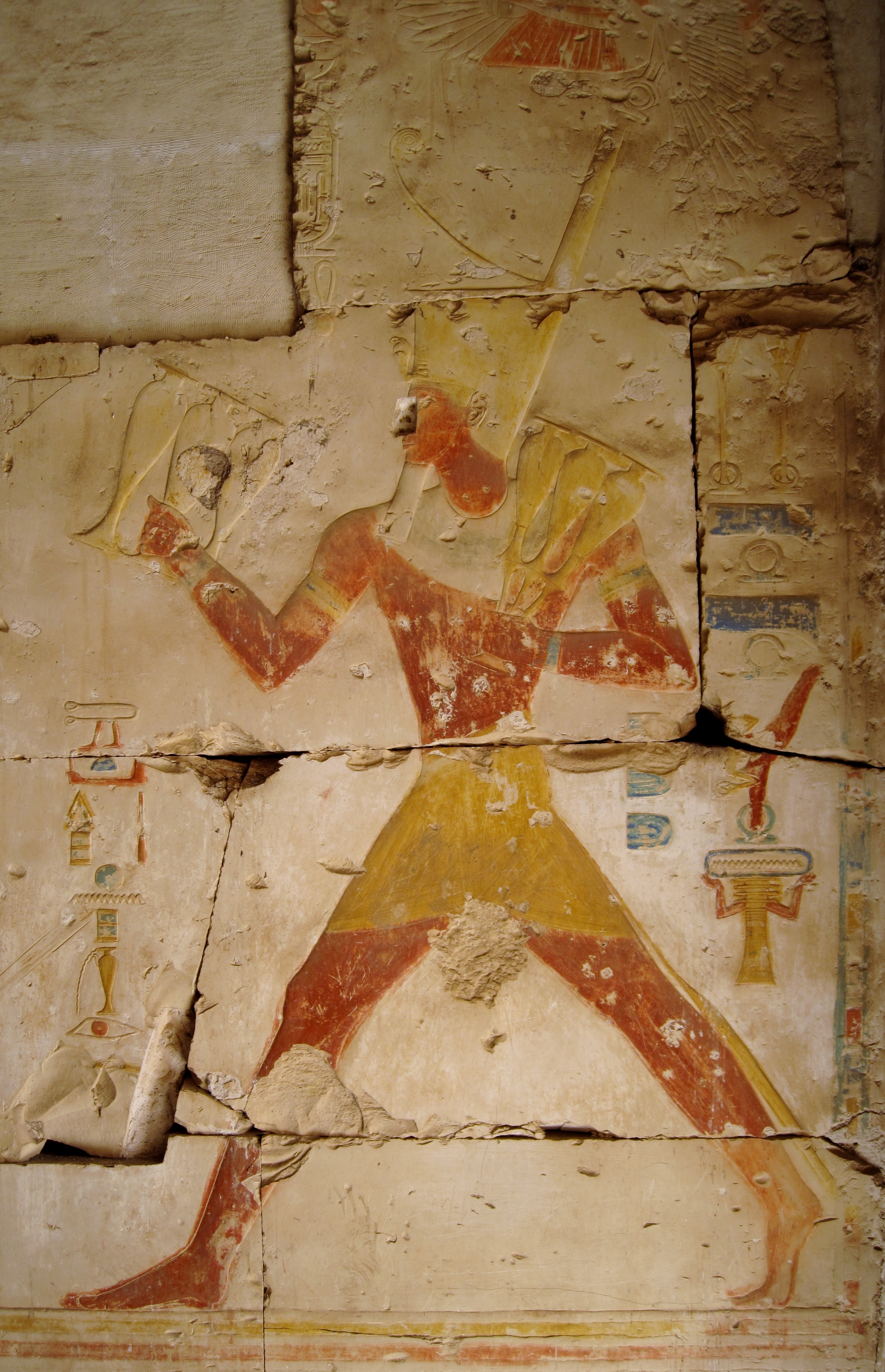
Djéser effectuant la course rituelle - - Saqqarah.

Une partie du jubilé réaffirme le pouvoir séculier du pharaon par un rite de revendication territoriale connue sous le nom de « dédicace du champ ». Au sol, deux bornes délimitent un champ de course orienté sud-nord. Cet espace symbolise les limites territoriales du pays dans lesquelles est exercé le pouvoir pharaonique. À quatre reprises, Pharaon se déplace à grandes foulées entre les deux bornes afin de réaffirmer ses prétentions territoriales sur le pays et sur l'ensemble de la création. Cette course n'est cependant pas le rituel central du jubilé. Dans l'écriture hiéroglyphique, le jubilé s'écrit avec le sigle de la tjentjat qui représente deux estrades accolées. Par ce moyen est signifié que l'acte rituélique central est le renouvellement du double couronnement de Pharaon, une fois en tant que roi de Haute-Égypte, une seconde fois en tant que roi de Basse-Égypte. Lors de la fête, Pharaon traverse différents états d'être lors d'un parcours mystique. Chaque étape est symbolisée par le port d'un costume spécifique. Ces différents costumes cérémoniels apparaissent dans ce qu'il est convenu d'appeler les piliers « osiriaques ». Ces éléments décoratifs appartiennent à l'architecture des temples du culte royal édifiés durant les Moyen et Nouvel Empires. Par le moyen de statues colossales (hautes de 1,95 m à 9,50 m) adossées à des piliers, Pharaon apparaît debout et statique les deux bras croisés sur la poitrine ; par exemple Hatchepsout à Deir el-Bahari et Ramsès II au Ramesséum. Cette attitude n'est pas sans rappeler les figurations du dieu Osiris, surtout lorsque Pharaon est vêtu du suaire mortuaire qui le fait ressembler à une momie. Les textes gravés sur les piliers attestent cependant très clairement le contexte jubilaire : « Première fois de la fête-Sed ; qu'il soit un doué de vie ! », « Première fois de la fête-Sed ; puisse-t-il en célébrer de très nombreuses comme Rê éternellement ! »

Fête-Sed
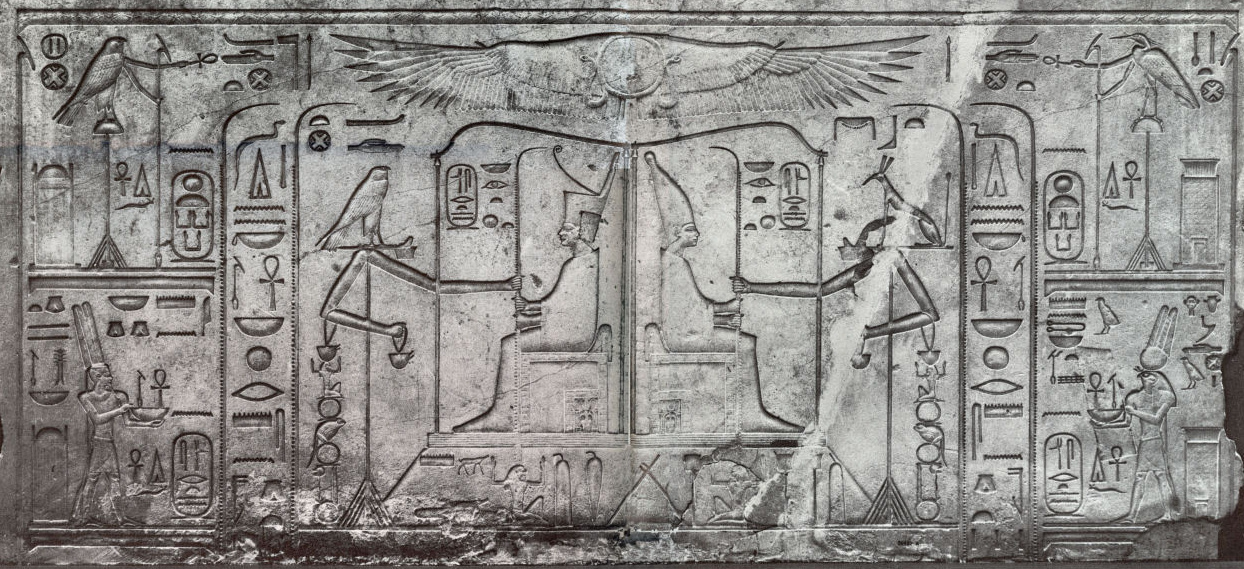
Évocation du double couronnement lors de la fête-Sed de Sésostris III. Les années de règnes (palmes) sont données par les enseignes d'Horus et Seth - XIIe dynastie - bloc sculpté découvert à Médamoud.
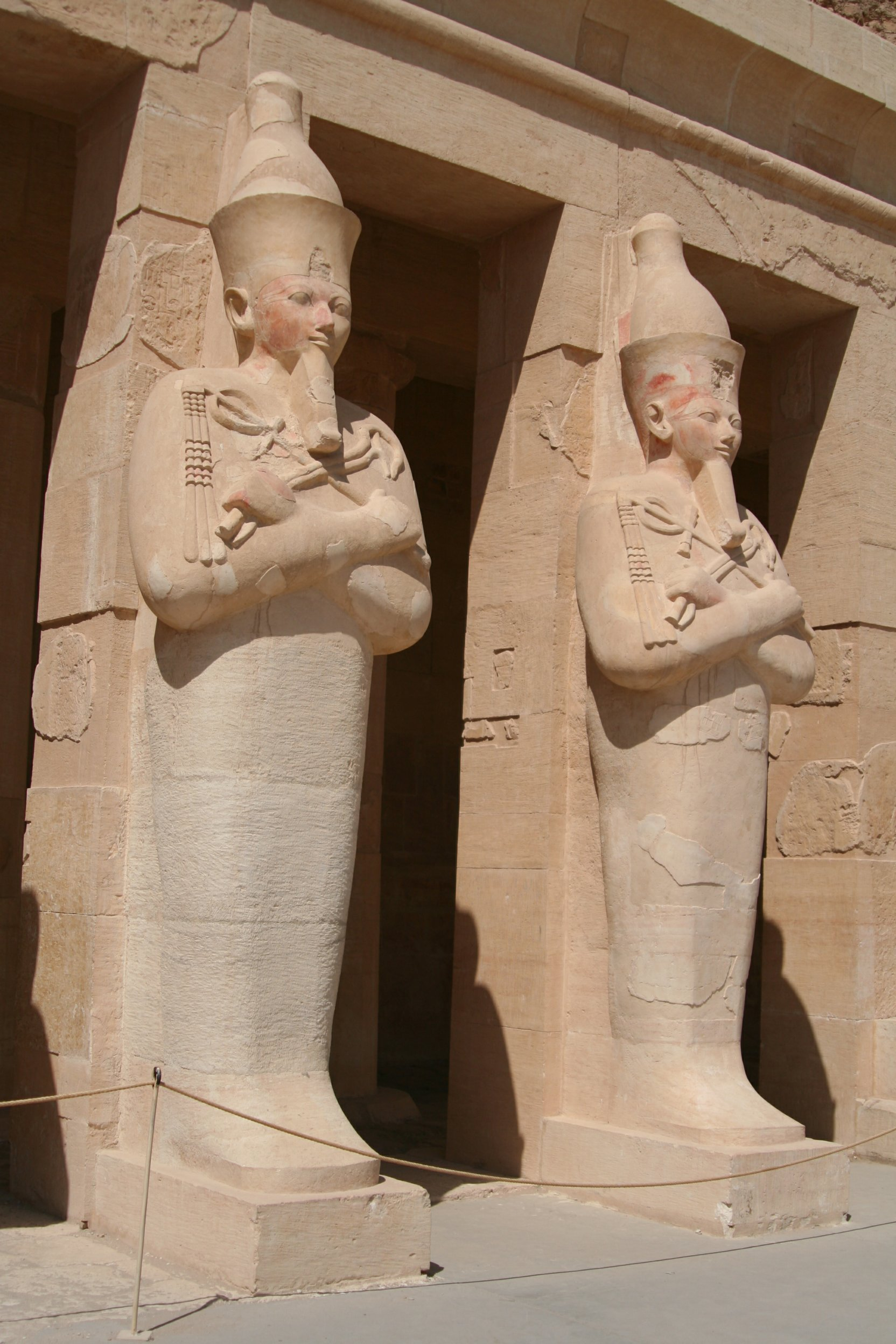
Piliers « osiriaques » d'Hatchepsout à Deir el-Bahari - XVIIIe dynastie.

## Idéologie du pouvoir pharaonique

### Maât, la référence

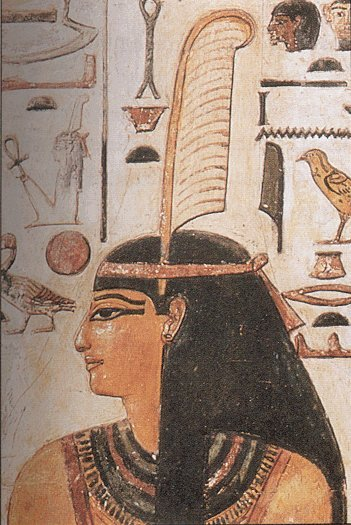
Personnification de la déesse Maât, la référence du pouvoir pharaonique.

L'État pharaonique résulte de la conjonction de plusieurs éléments : à savoir l'autorité unique du pharaon, le territoire délimité de l'Égypte, l'homogénéité culturelle de la population, le centralisme gouvernemental et administratif, la déconcentration régionale des quarante-deux nomes, l'écriture commune des scribes, les structures judiciaires et militaires et d'abondante ressources agricoles et artisanales. La Maât est l'idéologie de référence, la norme qui légitime toutes les institutions et tous les comportements humains. Cette référence s'exerce à tous les niveaux de la hiérarchie sociale de la plus humble à la plus élevée.
Le pharaon est un monarque absolu et sacré qui concentre en sa personne les pouvoirs exécutif, législatif et judiciaire. Les dérives despotique et tyrannique lui sont interdites par le jeu de la Maât. La littérature égyptologique désigne généralement cette notion par les concepts de « Vérité-Justice » et d'« harmonie cosmique » mais il faut aussi lui ajouter les notions de la « prospérité » et de la « victoire guerrière ». En résumé, la Maât est un principe de vie ; l'ensemble des conditions qui font apparaître et se renouveler la vie. Son exact contraire est isefet manifestation des aspects déchaînés de la vie sociale (vol, mensonge, avidité, cruauté, colère, crise, violence). D'après des textes comme les Lamentations d'Ipou-Our et la Prophétie de Néferti, les périodes de grande crise se caractérisent par l'absence conjointe de la Maât et de Pharaon. Ce dernier est son garant terrestre, celui qui par son discours et ses comportements incite chaque individu à observer des pratiques justes.
Tout au long de l'histoire de la monarchie égyptienne, le discours pharaonique se caractérise par l'antinomie entre les concepts de Maât et isefet. Dès les Textes des pyramides, le pharaon est « celui qui met Maât à la place d’isefet » et « celui qui amène la Maât, qui repousse l’isefet ». Selon Bernadette Menu cette assertion résume les deux fonctions essentielles du roi égyptien. En tant que combattant, pharaon repousse isefet par la guerre contre les envahisseurs et la chasse contre les bêtes sauvages. Pour réussir cela, il se doit de disposer d'un appareil militaire (troupes, police). Dans son rôle nourricier, le pharaon amène la Maât en accomplissant des rites agraires et en garantissant, par sa neutralité, une bonne justice (scribes, juges) ; en particulier au sujet du bornage des champs après l'inondation annuelle.

### Rassemblement des nomes (provinces)

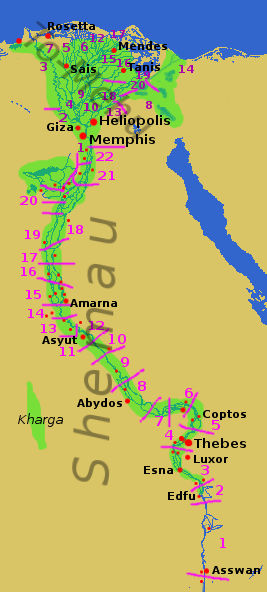
Carte des quarante-deux nomes de Haute et Basse-Égypte.

Les civilisations antiques de la Grèce et de Rome ont fondé leurs sociétés politiques sur le concept de la communauté de citoyens libres (polis et civitas). En Égypte antique, où le phénomène est plus ancien, la fondation des groupes humains ne s'est pas appuyé sur la citoyenneté mais sur le concept du lignage. Le lignage ne repose pas tant sur les liens du sang que sur celui du partage en commun d'un culte spirituel dédié à un ancêtre commun (paternel ou maternel). Chaque lignage dispose de sa propre personnalité juridique qui, comme personne morale non physique, a des droits et des obligations avec un mandat de représentation pour un ensemble de familles évoluant sur un même territoire. Le mandataire du lignage est celui qui exerce l'autorité politique et celui qui officie aux cultes des ancêtres. Il est aussi chargé d'accomplir les rites agricoles de la fertilité car avant de cultiver les champs, il est nécessaire de s'adresser aux ancêtres pour espérer de bonnes récoltes. Durant la Période prédynastique, les lignages villageois se sont progressivement fédérés entre eux pour constituer des aires plus vaste. Ces territoires sont désignés sous le terme égyptien de sepat (nome en grec), un mot qui est déterminé dans l'écriture hiéroglyphique par l'image d'un champ irrigué. Ces nomes, d'abord territoires tribaux autonomes, sont devenus, sous les premières dynasties, des divisions régionales administrées par un fonctionnaire : le nomarque dont la charge est d'appliquer la volonté royale et les coutumes traditionnelles des anciens lignages.
Tout au long de l'histoire égyptienne, les nomes ont conservé leur légitimité propre basé sur le culte des dieux locaux (Anubis à Cynopolis, Horus à Edfou, Hathor à Dendérah, Seth à Noubt, etc. Pour les Égyptiens, une communauté humaine est avant tout une large famille placée sous la protection d'ancêtres communs ; à savoir, in fine, les grandes divinités égyptiennes. En période forte (Ancien, Moyen et Nouvel Empires), le pharaon partage le pouvoir avec les dieux des nomes qu'il domine. Cette suprématie royale s'incarne dans le faucon Horus, dieu emblématique de la monarchie et vainqueur de Seth, le semeur de trouble. En période faible (les trois Périodes intermédiaires), la royauté se morcelle entre les dieux des Nomes et leurs représentants (nomarques) dans l'attente d'un nouveau roi fort capable de fédérer l'ensemble du pays.

Les triades de Mykérinos
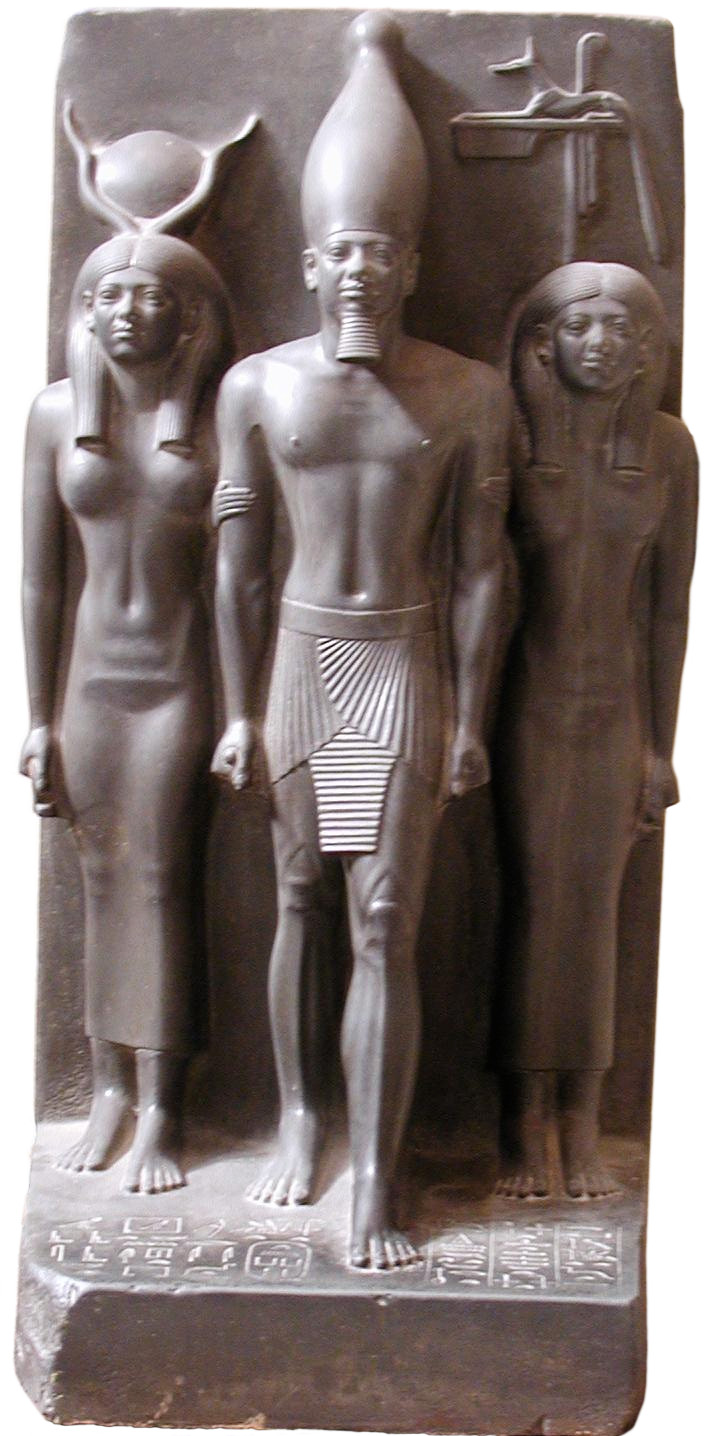
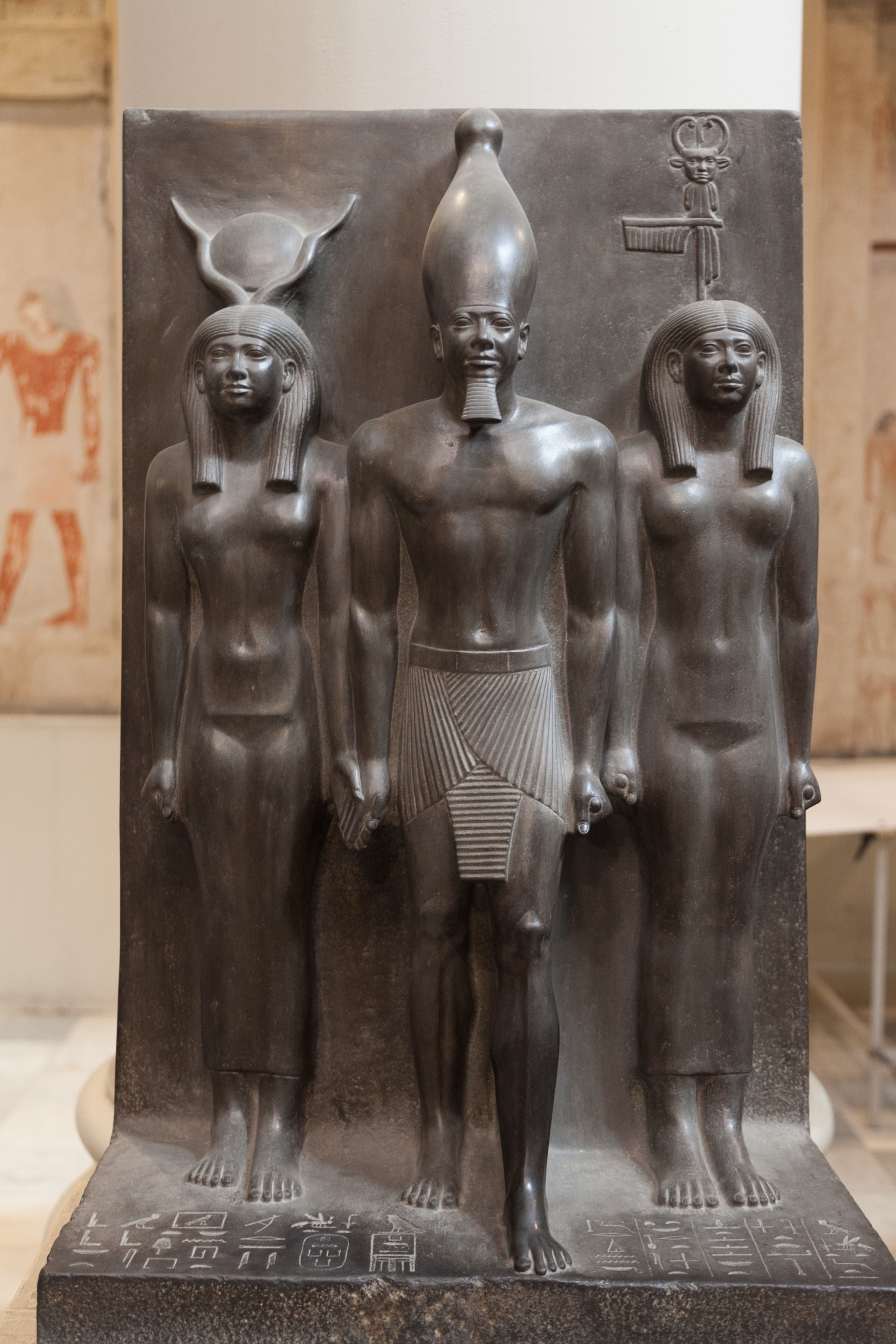
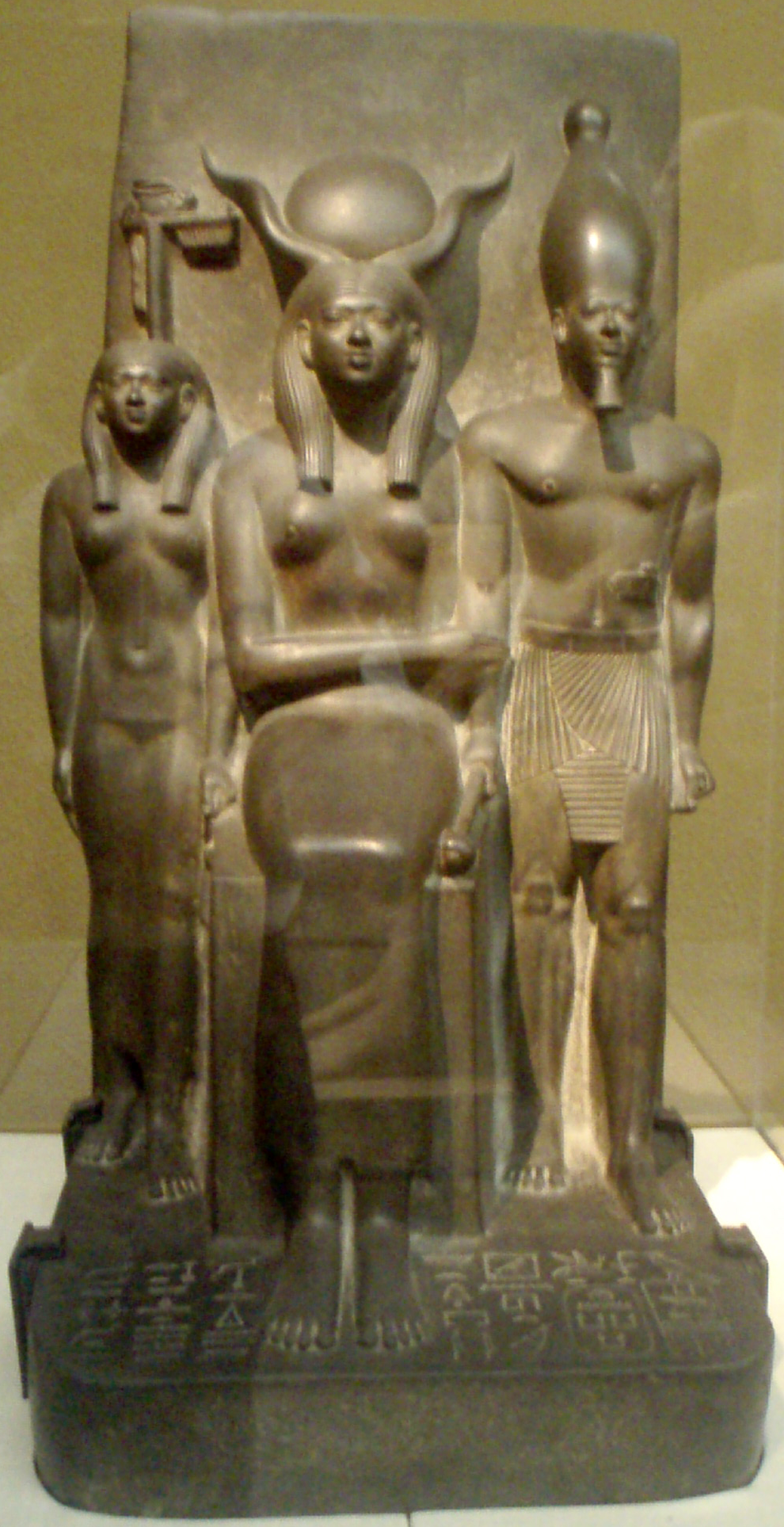

### Loyalisme
Parmi les textes légués par l'Égypte antique figure le genre des prophéties où un sage capable de prédire l'avenir s'adresse à Pharaon en des termes pathétiques. Deux textes majeurs sont connus ; les Lamentations d'Ipou-Our et la Prophétie de Néferti. Ils décrivent un royaume égyptien dévasté par d'horribles événements où les voleurs règnent en maître, où tout bonheur est absent et où les cycles naturels sont bouleversés :

« On prendra les armes de guerre, le pays vivra dans le tumulte. On fabriquera des pointes de flèches en cuivre, on demandera du pain avec du sang. On s'esclaffera devant la souffrance, on ne pleurera plus devant la mort, on n'observera plus le jeûne rituel lors d'un décès. Le cœur de l'homme ne se préoccupera que de lui-même. […] Je te décris le fils comme un adversaire, le frère comme un ennemi, l'homme assassinant son père. Chaque bouche sera emplie de cette parole : « Seul compte mon intérêt ». »

— La Prophétie de Néferti (extraits). Traduction de A. Fermat et M. Lapidus.

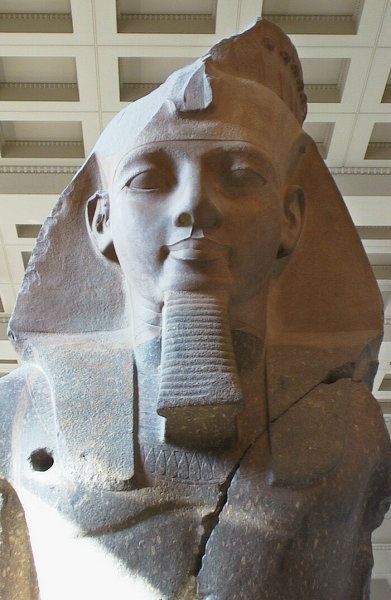
Buste colossal de Ramsès II - - British Museum.

Le milieu égyptologique considère généralement ces deux textes comme la description des graves troubles politiques et sociaux de la Première Période intermédiaire qui a entre autres vu le pillage des pyramides de l'Ancien Empire. Selon l'égyptologue Miriam Lichtheim les prophéties égyptiennes s'inscrivent plutôt dans une perspective symbolique. Seul un pharaon juste et puissant est capable de mettre fin au chaos. Si le gouvernement de Pharaon est mauvais, s'il n'observe pas la Maât (la loi divine) alors le chaos-isefet prend le dessus, le malheur se répand et l'injustice règne en maître. La lecture du Livre de l'Exode nous a habitué à voir en Pharaon un être injuste qui gouverne ses sujets par la violence et l'assujetissement. Les sages égyptiens ont cependant eu une perception toute contraire de l'institution pharaonique. Dans le ciel, les forces cosmiques sont incapables de fonctionner sans Rê, le maître des dieux. Sur terre, les Égyptiens ne peuvent prospérer sans Pharaon, le maître des hommes. Toute action humaine doit nécessairement s'insérer dans les structures de l'État pharaonique imaginé comme la transposition terrestre du gouvernement céleste de Rê. Dans ce cadre idéologique, la réussite d'une existence individuelle découle forcément de son loyalisme envers Pharaon ; lui-même étant assimilé aux dieux vivificateurs :

« […] unissez-vous à Sa majesté dans vos cœurs ; car il est le dieu Sia qui réside dans les cœurs, et ses yeux sondent chaque corps. Il est Rê, grâce aux rayons duquel on voit, et il illumine le Double Pays plus que le disque solaire. Il est aussi celui qui fait reverdir la terre plus que le Nil en sa crue, après qu'il a empli les Deux Terres de force et de vie. […] Il donne la force à ses compagnons et des nourritures à ceux qui suivent son chemin. Le roi est un ka ; sa bouche, c'est l'abondance. C'est lui qui crée ce qui sera. C'est Khnoum pour tous les corps, qui a engendré les êtres venus à l'existence. C'est Bastet qui protège le Double Pays. Celui qui l'adorera trouvera assistance. Mais c'est Sekhmet pour qui transgresse son ordre ; et celui qu'il hait sera accablé de misère. Combattez pour son nom, témoignez du respect pour sa vie ; ainsi vous serez exempts de toute action dommageable ; celui qui est aimé par le roi sera un imakhou. Il n'y a pas de tombe pour qui se révolte contre Sa Majesté, et son cadavre est jeté à l'eau. Agissez donc ainsi et votre corps sera sain et prospère. Vous découvrirez que ceci est valable pour l'éternité. »

— Instruction royaliste de Séhotepibrê (extrait). Traduction de Claire Lalouette.

### Pharaon comme dieu
Selon les concepts de l'idéologie royale, la nature de Pharaon est double : humaine et divine. La notion de la divinité de Pharaon a évolué selon les époques. Sous L'Ancien Empire, Pharaon est par essence un dieu chargé de maintenir en ordre la création. Selon la théologie dominante, il est comme le dieu solaire Rê dont il est le fils. Après les bouleversements politiques de la Première Période intermédiaire, sous le Moyen Empire, Pharaon se rapproche de ses sujets. Il est choisi par Rê et joue le rôle de médiateur. Au Nouvel Empire, Pharaon est le fils charnel du dieu, sa semence. Les liens filiaux entre le roi et les dieux sont mis en avant. À partir de Thoutmôsis III, la divinité de pharaon devient un instrument du pouvoir et la légitimité est, au besoin, prouvée par le mythe de la théogamie ou entérinée par le recours à un oracle dans le temple d'Amon. À toutes les époques la divinité de Pharaon est exploitée à des fins politiques et de propagande. Moins l'accession au trône est justifiée, plus le roi régnant prend la peine de démontrer qu'il a été choisi entre tous et que les dieux l'ont désigné, parfois même dès sa naissance.

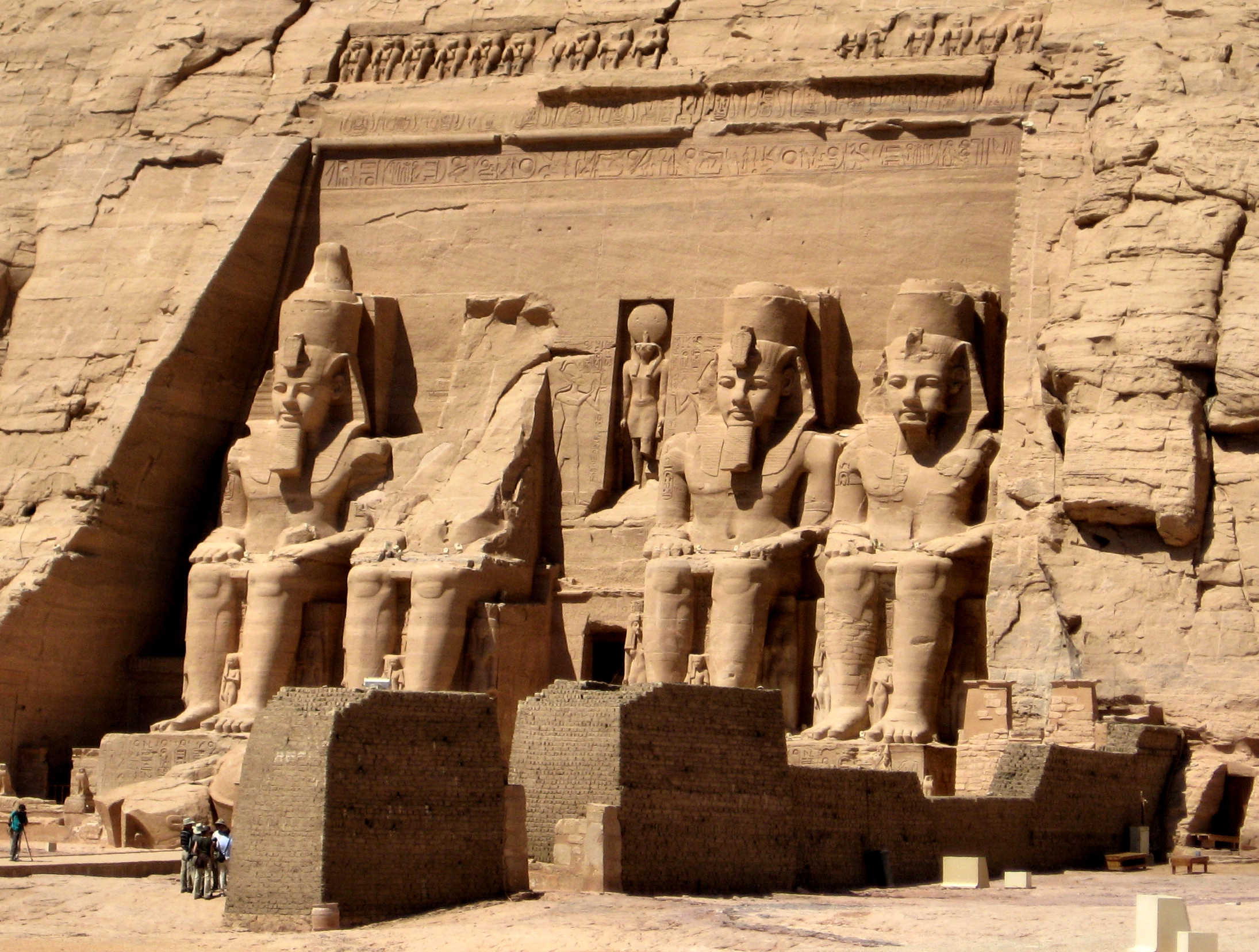
Les quatre colosses de Ramsès II à Abou Simbel.

L'aspect divin de la personnalité de Pharaon s'exprime à travers le concept du Ka Nesout ou « Ka du roi ». Le Ka est l'autre corps du roi, son tempérament, son double, son élément immortel. Par son Ka, le pharaon est lié aux dieux et s'intègre dans toute la lignée de ses prédécesseurs royaux. Dans les scènes de la théogamie, le Ka apparaît en même temps que le corps lors de la conception. Cependant Pharaon ne devient divin qu'à partir du moment où il s'unit à son Ka, lorsque sa forme humaine fusionne avec cet élément immortel. Cette fusion se produit lors du couronnement lorsque l'individu prend place sur le trône d'Horus. Pharaon est en effet perçu comme la personnification du Ka d'Horus. C'est la fonction royale qui fait du roi un dieu, c'est-à-dire lorsque le roi s'identifie pleinement à Horus, fils d'Osiris et à Rê, le dieu créateur, dont il est le fils. Le Ka du roi peut être matérialisé de différentes manières. La forme la plus spectaculaire est la statue-colosse haute de plusieurs mètres. Plus que tous les autres pharaons, Ramsès II a usé de ce moyen de propagande ; à Memphis, à Thèbes, à Pi-Ramsès ou à Abou Simbel en les plaçant à l'entrée des temples. Ces colosses sont plus que des objets de décoration. Il s'agit d'objets du culte destiné à la vénération du peuple. Ces statues jouent le rôle d'intercesseur auprès des dieux car elles portent en elles une part de l'essence divine du souverain.

## Fonctions

### Prêtre suprême

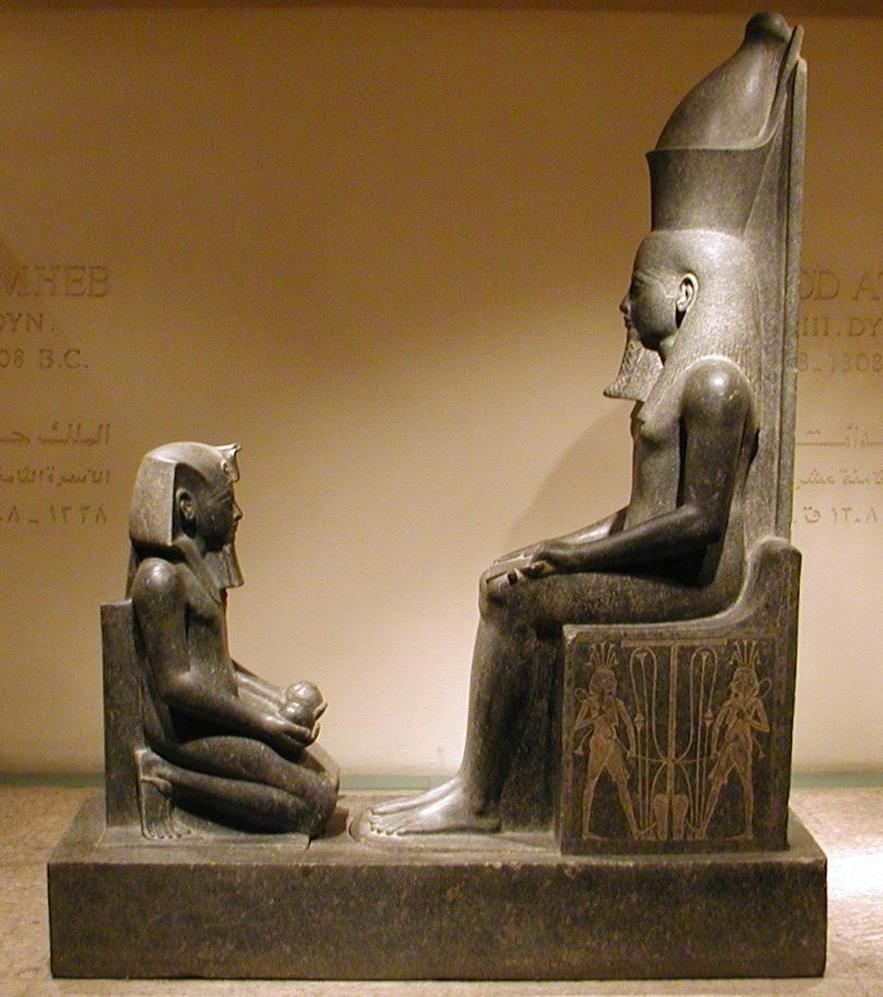
Horemheb agenouillé devant Atoum avec deux pots d'offrandes dans les mains - fin de la XVIIIe dynastie - Musée de Louxor.

Le temple égyptien est un lieu sacré qui accueille sur terre une parcelle de l'éternité divine. Au plus profond du sanctuaire, la statue divine concentre en elle le mystère des forces cosmiques à l'œuvre dans l'univers. À heure fixe, les prêtres prodiguent à la statue des soins domestiques précis. D'une manière théorique, Pharaon est seul autorisé à approcher la statue. Dans les faits, physiquement absent, il est remplacé par les prêtres, ses substituts. Pharaon est toutefois omniprésent par l'image. L'entière décoration des murs est consacrée à sa rencontre avec la divinité. De multiples gestes d'offrande sont accomplis. Boissons, nourritures, parures, onguents et minéraux sont apportés afin d'entretenir les forces divines qui assurent la prospérité au pays,. D'après certains textes, Pharaon se place avec ferveur et sincérité sous la dépendance des dieux. Dès la IVe dynastie, la statuaire royale le montre dans des attitudes serviles ; à genoux avec des objets rituels dans les mains ou les levant dans un geste d'offrande et d'adoration. Cette soumission a pour corollaire l'obéissance. Pharaon se doit d'appliquer les ordres reçus par les dieux. Ces ordres divins sont très divers ; construire un temple, monter une expédition, ériger une paire d'obélisques, creuser un puits dans le désert, etc.
Le rythme biologique des divinités est calqué sur celui des humains avec son alternance de sommeil et de veille, s’ajoute à cela la nécessité de se nourrir. Le rôle de Pharaon est d’entretenir cette vitalité. Toutes les richesses, tous les vêtements, toutes les nourritures qui convergent vers le temple et ses entrepôts sont un devoir contractuel entre les dieux et les humains mais Pharaon en est le seul garant et responsable. En tant que concept référentiel, la Maât permet à Pharaon de maintenir un contact intime avec les forces divines à l'œuvre sur terre depuis le ciel. Dans l'iconographie des temples, l'offrande de la Maât est une scène qui montre Pharaon tendre à une divinité une corbeille sur laquelle est assise Maât. Par ce geste, Pharaon déclenche les cycles divins qui assurent la vie. En offrant la Maât terrestre telle une nourriture, il montre à la divinité à laquelle il s'adresse qu'il est capable d'organiser le bien-être général. En retour de ce don, sans doute le plus précieux de tous, Pharaon obtient des dieux que le système perdure par l'envoi de la Maât cosmique que sont les cycles du temps et des saisons.

### Nourricier

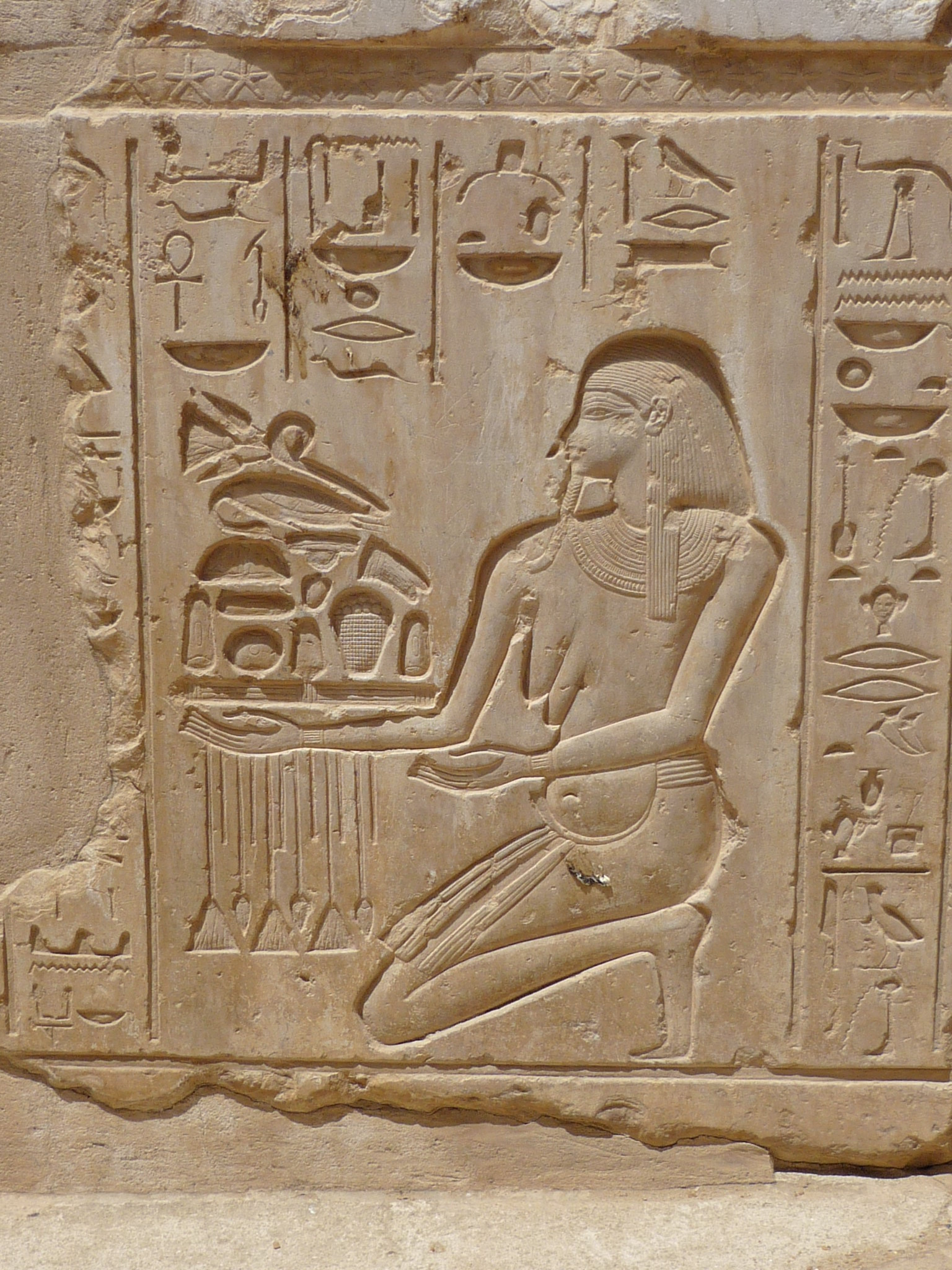
Hâpy agenouillé et portant un plateau d'offrandes - Médinet Habou -.

L'Égypte antique a fondé sa prospérité sur les eaux du Nil. Le régime annuel du fleuve est marqué par deux extrêmes ; la crue et l'étiage qui sans cesse se répètent. Chaque année au mois de juin, la crue est attendue avec fébrilité et impatience. Avec fatalisme, un bon niveau d'inondation est espéré. Les Égyptiens n'ont jamais imaginé que Pharaon était capable de commander (tel un dieu) le phénomène de l'inondation. Son rôle est moindre et se limite à obtenir la bienveillance des divinités ; la régularité et l'abondance des eaux étant assurées par le moyen des offrandes cultuelles. La coopération entre Pharaon et les dieux est une question de survie mutuelle. Au sein des temples, l'approvisionnement des autels dépend de l'inondation et celle-ci n'est accordée qu'à la condition d'un service régulier et généreux. Affilié aux dieux, Pharaon est le garant de la fertilité des terres et de la fécondité des troupeaux d'élevage. Le bien-être général de la population est, entre-autres, assuré par la mise en œuvre de rituels festifs annuels destinés à provoquer la prospérité agricole avant la mise en culture des sols. Lors de la montée des eaux de la crue, Pharaon dirige des rituels où la force fécondante de Hâpy est encouragée par des offrandes jetées dans le fleuve ; pains, gâteaux, fleurs, fruits, statuettes à l'image du dieu. En tant que prêtre suprême, il peut aussi ordonner des sacrifices supplémentaires si la crue est jugée insuffisante. Dès l'Ancien Empire, des famines sont toutefois évoquées. La providence royale est cependant présentée comme le contraire exact des calamités de la famine. En ordonnant l'ouverture des réserves, Pharaon met fin à la pauvreté et telle une puissance surnaturelle assure l'abondance générale.

### Guerrier

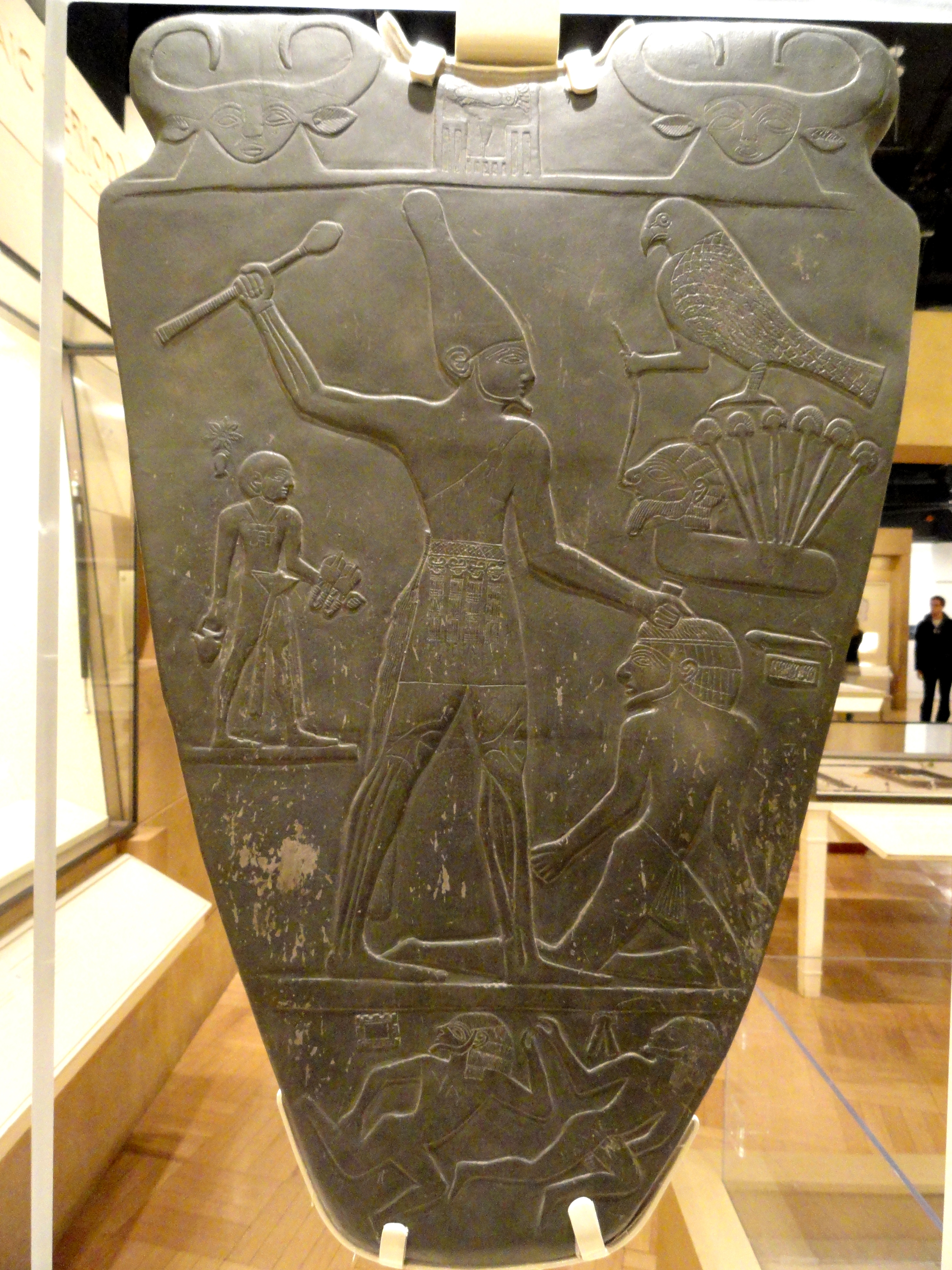
Réplique de la Palette de Narmer,, Royal Ontario Museum.

L'imaginaire religieux égyptien est dominé par le mythe du conflit originel entre Rê et le serpent Apophis. Dans cette vision pessimiste d'un univers sans cesse menacé, l'expression courante « le banc de sable d'Apophis » est une métaphore qui sert à désigner la « famine » et d'une manière générale la « détresse ». Or, pour ce peuple antique, à la pensée très globalisante, les crises mythiques, politiques, sociales et individuelles se réfèrent les unes aux autres. Aussi, quand dans le mythe, Rê triomphe d'Apophis alors, sur terre, c'est Pharaon qui triomphe de toute famine, épidémie, rébellion et guerre. Dans cette optique, tout rebelle, envahisseur et pillard est une manifestation du chaos primordial. Chaos que Pharaon se doit d'éradiquer par sa puissance guerrière. La scène du « massacre de l'ennemi » est une représentation du triomphe royal dont la reproduction perdure sur les trois millénaires de la civilisation pharaonique. Pharaon est montré debout, armé d'une massue et tenant par les cheveux un ennemi agenouillé. La massue est brandie bien haut, prête à fracasser le crâne d'un captif apeuré, les bras levés dans un ultime geste défensif. Le char de combat est introduit en Égypte durant la Deuxième Période intermédiaire lorsque le Delta du Nil est sous la domination des Hyksôs. Ces derniers sont chassés hors du royaume par Ahmôsis au début de la XVIIIe dynastie. Le char de guerre jouant dès lors un grand rôle au cours des opérations militaires, celui-ci devient le nouveau symbole du pouvoir pharaonique. Le roi est montré debout sur son char et crible de flèches ses ennemis. Les représentations historiques de ce genre sont relativement peu nombreuses jusqu'à Thoutmôsis III mais elles se multiplient sous Ramsès II à Karnak, à Louxor, au Ramesséum et dans les temples nubiens. Symbole de l'oppression égyptienne, l'image de Pharaon sur son char est battue en brèche dans le Livre de l'Exode lorsque la charrerie égyptienne est engloutie dans la mer, victime de la puissance du Dieu de Moïse.

### Législateur

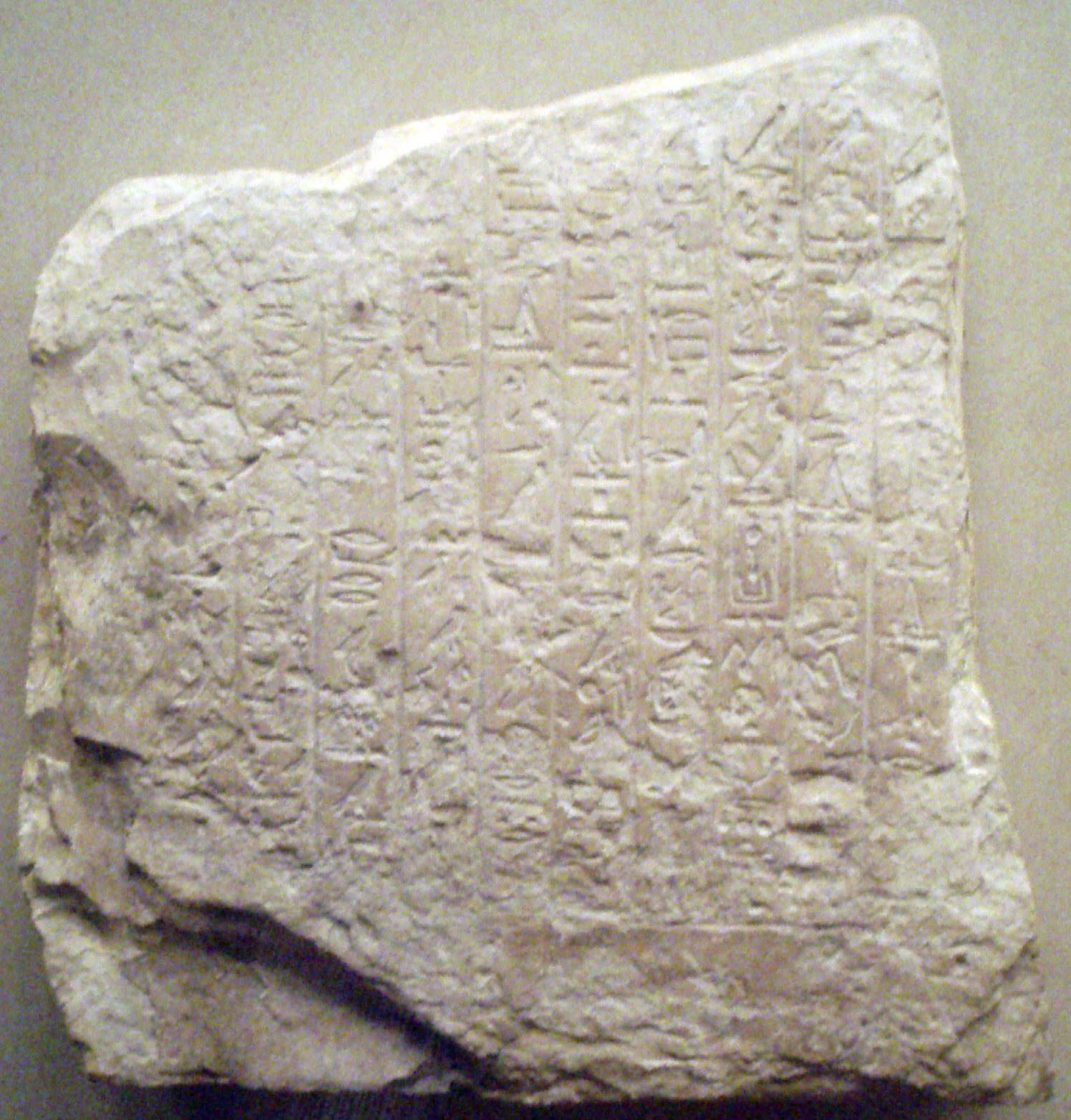
Fragment d'un décret d'exonération fiscale en faveur du temple de Min accordé par Pépi II - - Metropolitan Museum of Art.

L'Égypte antique est une civilisation qui n'a pas connue de magistrats professionnels. Quel que soit leur rang hiérarchique, les fonctionnaires de Pharaon exercent un pouvoir judiciaire lié à leur fonction. Aucune distinction n'est faite en justice et religion ou entre droit pénal et droit civil. La pratique de la palabre domine et une solution de médiation est tentée afin d'assurer la paix sociale. Pour s'assurer de la véracité des paroles de l'accusé, celui-ci doit prêter serment sur la Vie de Pharaon ou sur la Vie des dieux. Trahir ce serment, c'est s'exposer à la peine de mort. Dans les cas les plus graves, la procédure devient inquisitoriale avec le recours à la torture. Tel est le cas dans l'affaire du Complot du Harem où les criminels ont visé la personne de Ramsès III. En dernière instance, le droit de juger revient à Pharaon surtout lorsqu'il est question d'appliquer la peine de mort. Au cours du premier millénaire avant notre ère s'est aussi largement pratiqué le recours juridique aux dieux par le moyen des pratiques oraculaires. L'État égyptien se caractérise par une organisation basée sur un vaste ensemble de lois écrites conservées dans des archives mises sous la responsabilité du vizir ; le plus proche collaborateur du souverain. D'une manière générale, les hymnes apologétiques chargent Pharaon de « raffermir » les lois, de les « parfaire », de les « promulguer » et de les « faire appliquer ». Le fonctionnement effectif de la monarchie est assuré par les lois (hépou) promulguées au moyen de décrets royaux (oudjou nesout ; littéralement, les « ordres du roi »). Ces décrets recouvrent une vaste réalité de décisions tels les annonces d'un nouveau règne, les lettres à des fonctionnaires ou à des courtisans, les arrêtés de nomination ou de destitution, les ordres à l'administration comme l'organisation d'une campagne militaire, d'une expédition minière, de l'élévation d'un obélisque ou de la levée d'un impôt exceptionnel. Le souverain peut aussi décider de favoriser un temple en le dotant de terres, de desservants et de cheptels supplémentaires voire d'ordonner son embellissement, sa rénovation ou sa complète reconstruction. Les décrets concernent aussi l'organisation du culte funéraire de ses proches courtisans par le don d'un sarcophage, d'un mastaba ou d'une fondation agricole destinée à la production des offrandes alimentaires. Il apparaît ainsi que les décrets ont soit une portée générale comme l'amélioration des conditions sanitaires, soit une portée particulière comme l'exemption fiscale d'un seul domaine. La composition des décrets fait appel au discernement royal après discussion et consultation des notables, des courtisans mais aussi par la consultation des écrits d'archives.

## Famille royale
À l'image des dieux, les pharaons ont brouillé les liens familiaux en pratiquant à l'occasion des unions incestueuses ou rituelles. Grand polygame, Pharaon dispose de nombreuses concubines ; la première de toutes étant la Grande épouse royale. Garante du sang royal, certaines princesses ont endossé la charge monarchique à l'image d'Hatchepsout. Évoluant dans un harem, ces concubines sont parfois des étrangères, filles de rois voisins. Lieu de rivalités intestines, le harem fut parfois secoué par des conspirations visant à éliminer un pharaon sénescent.

### Pratiques matrimoniales

#### Inceste royal

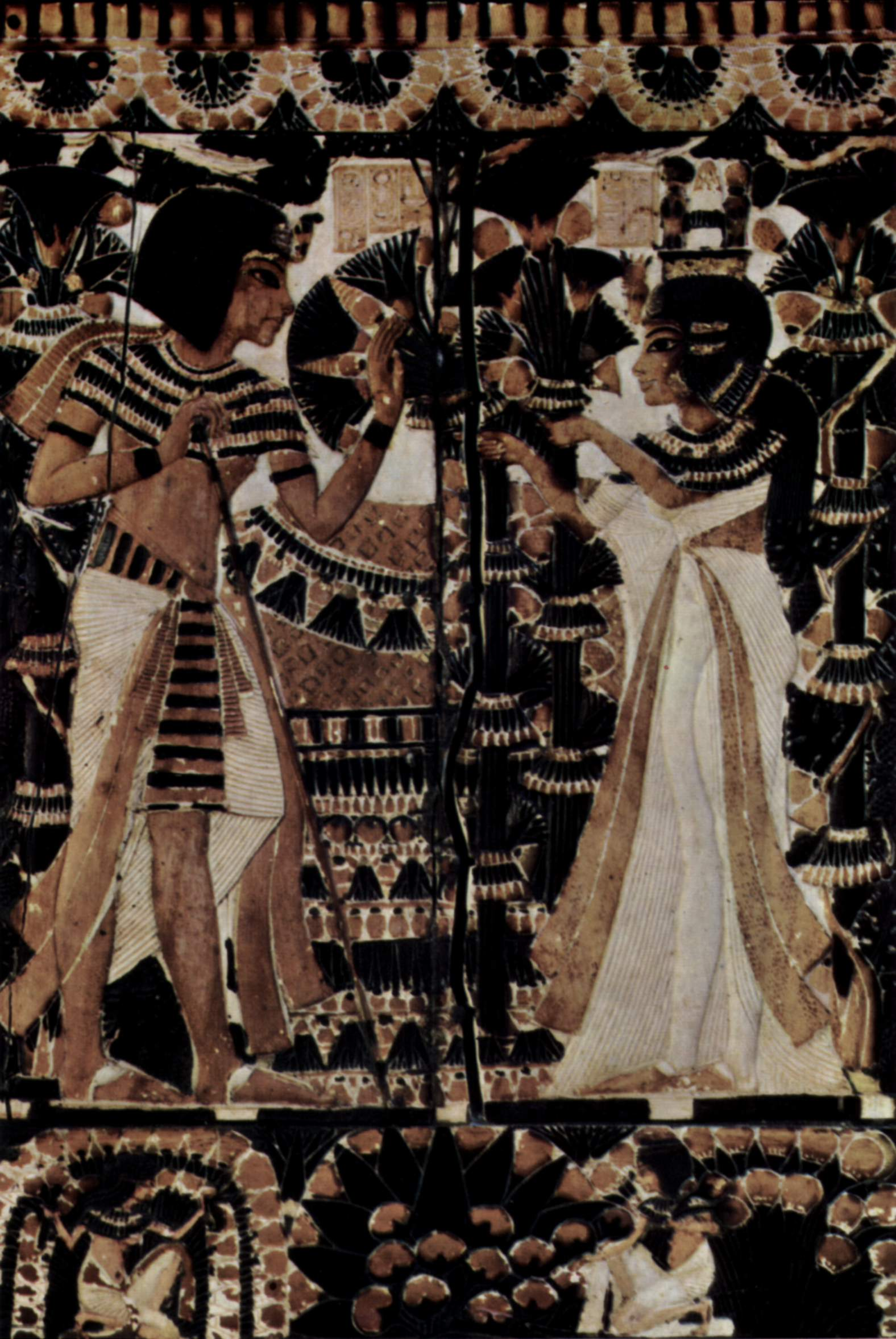
Toutânkhamon et sa sœur-épouse Ânkhésenamon - XVIIIe dynastie - Musée égyptien du Caire.

Nombre de travaux ethnologiques réalisés depuis la fin du XIXe siècle ont mis en avant les fondements structurels des royaumes africains. D'une manière générale, en Afrique, toute société humaine (petites communautés de quelques villages ou vastes royaumes) se caractérise par son organisation lignagère. Symbole d'une unité réalisée à partir de la diversité, le roi africain est l'arbitre suprême de la société qu'il gouverne. Il est un individu isolé car placé en dehors des lignages de l'édifice social. Son pouvoir sacré, magique et religieux s'établit sur une distanciation morale en rupture avec les règles matrimoniales traditionnelles. Aussi, dans plusieurs États africains, au moment de l'intronisation, le roi réalise un acte rituel transgressif ; un inceste avec une sœur ou une tante qui, par son horreur et sa bestialité, le rejette en dehors des lignages,.
Ce retournement ou ce brouillage des règles matrimoniales se retrouve déjà dans les pratiques royales de l'Égypte pharaonique. Dans les mythes, les unions frère-sœur sont bien attestées de même pour d'autres relations scabreuses ; Shou avec sa sœur Tefnout, Geb avec sa sœur Nout, viol de Tefnout par son fils Geb, relations homosexuelles entre Seth et son neveu Horus. Quant à Osiris et Isis, ils sont les principes de la fertilité et selon Plutarque, ils s'unissent déjà dans le sein maternel de Nout. Dans la famille royale, le mariage frère-sœur est bien documenté, notamment sous l'Ancien Empire et plus particulièrement sous les IVe et VIe dynasties. Cette constatation est tout aussi valable pour les Moyen et Nouvel Empires. Sous la XVIIIe dynastie, le roi Toutânkhamon est issu de l'union d'Akhenaton avec sa sœur, une princesse pour nous encore anonyme (momie de la Jeune Dame). En âge de se marier, Toutânkhamon épouse sa demi-sœur Ânkhésenamon et conçoit d'elle deux enfants mort-nés. Il faut cependant se garder d'ethnocentrisme car le tabou de l'inceste varie fortement d'une société à l'autre. L'horreur de l'union frère-sœur n'a ainsi pas eu cours en Égypte sous annexion romaine. D'après les recensements de cette époque, ce type d'union est même assez fréquent dans le Fayoum où il représente près d'un tiers des mariages. Cette pratique n'a pas été introduite par les Romains. Pour les époques antérieures, en Égypte, ce type d'union est toléré sans être fréquemment attesté. Certains types d'inceste sont malgré tout réprimés. Les unions parents-enfants sont condamnées de même que les relations maritales ou adultérines entre un individu avec deux consanguins à savoir un homme avec deux sœurs ou inversement une femme avec deux frères (inceste de second type). De ces interdits les pharaons se sont largement affranchis et cela à toutes les époques ; sans doute par rite d'inversion. Sous l'Ancien Empire, il est possible de penser que Khéops ait fait de ses filles ses épouses rituelles ; ces dernières disposant d'un tombeau près de sa pyramide. On sait de manière certaine que Pépi Ier a épousé deux sœurs Ânkhésenpépi Ire et Ânkhésenpépi II (inceste de second type). Au Nouvel Empire, il est attesté qu'Amenhotep III, Akhenaton puis Ramsès II et Ramsès III ont convolé rituellement avec plusieurs de leurs filles,.

#### Transmission de la royauté
Après une révolte humaine, le dieu-roi Rê s'est retiré vers le ciel en laissant aux dieux de l'Ennéade la direction du monde, puis à des rois semi-divins et enfin à des monarques humains, les pharaons, qui sont ses fils et représentants sur terre. La légitimité de Pharaon se fonde donc sur une ascendance divine. Selon le Mythe de la théogamie, chaque fois que le démiurge Amon-Rê désire engendrer un représentant terrestre, il prend l'apparence du pharaon régnant et s'unit charnellement à une humaine qui, de ce fait, devient la reine mère. En Égypte ancienne, il n'existe aucun mot pour désigner l'institution du mariage et aucune cérémonie publique ou privée n'a existé pour les particuliers. Le mariage est un état de fait, une cohabitation d'un homme et d'une femme au sein d'une même maison. Grand polygame, Pharaon dispose d'un grand nombre de concubines. Au sein des temples, ce fait est généralement passé sous silence dans l'iconographie où l'accent est surtout mis sur la relation entre le roi et son épouse principale, cette dernière jouant un rôle rituel d'importance. Au niveau de la famille royale, la règle successorale est la primogéniture illustrée par le mythe d'Osiris et son fils Horus. Dans les faits, de par la grande mortalité infantile, une grande souplesse a prévalu et nombre de princes issus d'un même souverain mais de mères différentes ont ainsi pu se prévaloir du titre de « fils aîné du roi ».

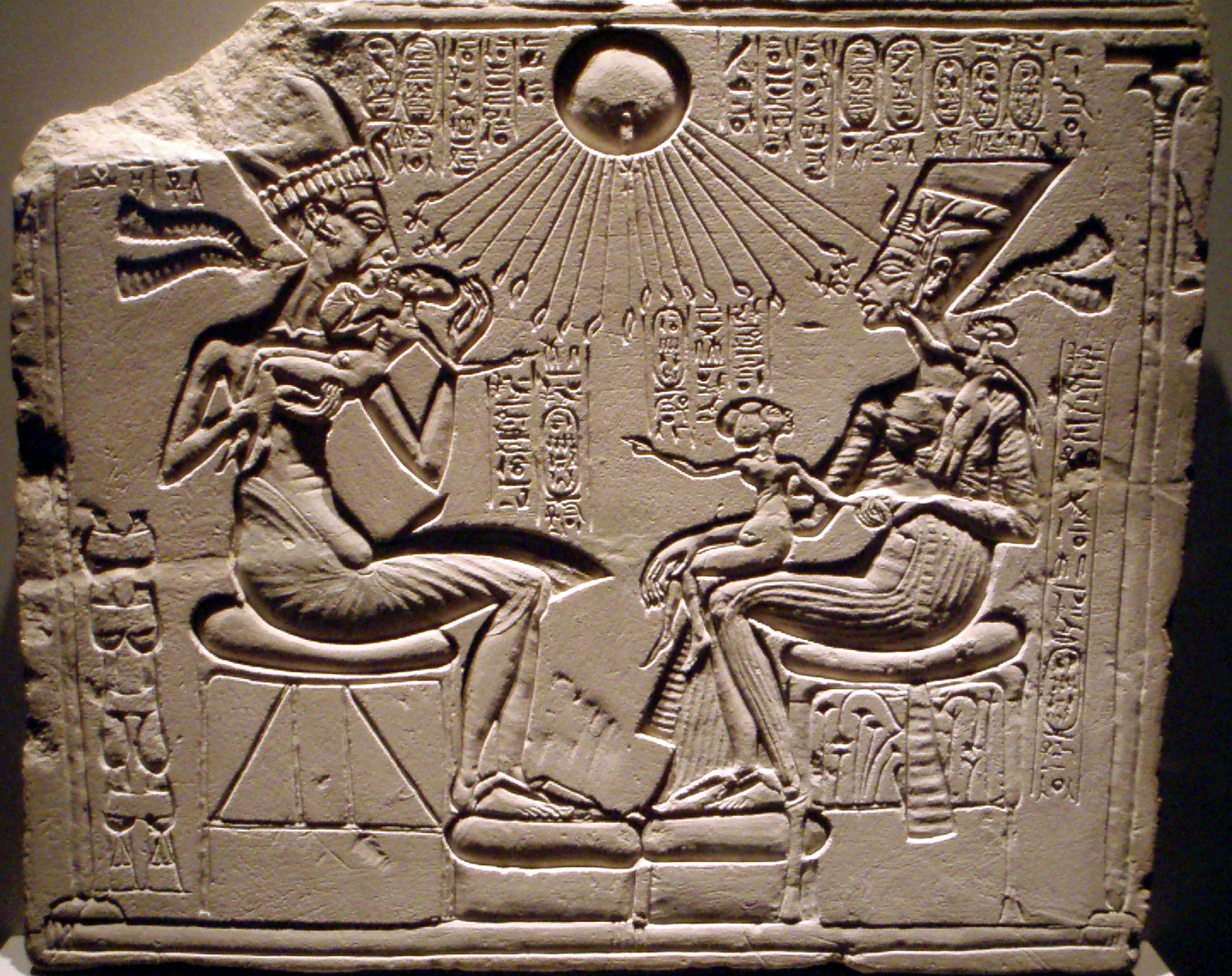
Akhenaton en compagnie de son épouse Néfertiti et de trois princesses - XVIIIe dynastie - Altes Museum.

Selon toute apparence, les petits-fils royaux dont le père n'a lui-même pas régné sont exclus de la succession. À défaut d'héritier mâle, la transmission s'effectue au plus proche parent par droit d'aînesse, de frère aîné à frère cadet. Si une lignée est épuisée, la transmission peut passer à une autre branche de la famille royale. Une même famille peut ainsi se répartir sur plusieurs dynasties, comme les IVe et Ve dynasties, les XVIIe et XVIIIe dynasties et probablement aussi les XIXe et XXe dynasties.
Dans l'idéal, la légitimité de l’héritier de la couronne est garantie, tout à la fois, par l'origine royale du père et de la mère. Contrairement à une idée largement répandue, il n'existe pas de matriarcat et la transmission n'est pas véhiculée par la lignée de la mère. L'épouse n'est que la gardienne de la pureté royale donnée au futur héritier. Si l'héritier est issu d'une épouse secondaire ou d'une concubine, il se doit d'épouser sa demi-sœur née de la Grande épouse royale. Dans ce cas, la continuité de la dynastie passe par l'épouse mais le pouvoir revient à l'époux. C'est donc à la fois le souci d’assurer la légitimité de l’héritier du trône et la volonté de souligner la nature divine de Pharaon qui explique la prérogative royale de l’inceste. Le mariage avec une princesse du sang royal n'est cependant pas une obligation et nombre de pharaons ont pris des roturières pour Grande épouse. De plus, tel pharaon dont la légitimité était douteuse ou contestée pouvait légitimer sa prise du pouvoir en faisant valoir qu'elle avait été voulue par la divinité. Le dieu marquait son choix par un signe, une naissance prodigieuse (théogamie) pour les rois de la Ve dynastie et pour Hatchepsout, un rêve de l'heureux élu tel Thoutmôsis IV au pied du Grand Sphinx ou un oracle rendu par Amon au bénéfice d'Horemheb et d'Alexandre le Grand.

### Place des femmes

#### Cinq pharaonnes
Sur les quelque 345 pharaons qui ont gouverné l'Égypte durant plus de trois millénaires, on ne connaît que cinq femmes qui ont réussi à accéder à la charge suprême. D'après l'historien Manéthon de Sebennytos (IIIe siècle avant notre ère), le principe juridique qu'une femme puisse devenir pharaon a été accepté par les Égyptiens sous le règne de Nynetjer, le troisième souverain de la IIe dynastie (XXVIIIe siècle avant notre ère).
À toutes les époques, la suprématie masculine fut affirmée. Aussi, le règne des femmes est souvent associé à la déliquescence du pouvoir monarchique et se présente comme la prolongation d'une dynastie en proie aux difficultés.

Buste de la pharaonne Néférousobek - - Musée du Louvre.

La pharaonne Nitocris semble n'être qu'un personnage légendaire. Les sources grecques parlent de ce souverain comme d'une femme (Hérodote, Manéthon, Ératosthène) mais le nom grec de Nitokris semble dériver du nom égyptien Nétikerti, un roi de la fin de la VIe dynastie mentionné par le Canon royal de Turin et assimilable au roi Netjerkarê de la Table d'Abydos. Aucun autre document archéologique égyptien ne mentionne Nitokris. Selon la tradition grecque, Nitokris aurait régné à la fin de la VIe dynastie après l'assassinat de son frère Mérenrê II. Au moyen d'une ruse, elle se serait vengée des meurtriers en tuant un grand nombre d'Égyptiens puis, pour éviter des représailles, se serait suicidée,.
Le personnage de Néférousobek « la beauté de Sobek » est incontestable ; elle est la fille du pharaon Amenemhat III et la sœur-épouse d'Amenemhat IV auquel elle succède. La fin de son règne marque la fin de la XIIe dynastie et le début de la XIIIe dynastie. Selon le Canon royal de Turin son règne se limite à trois années et dix mois. Le Musée du Louvre conserve d'elle une statue fragmentaire, acéphale et se réduisant au buste. Elle porte une robe féminine et, par-dessus, le pagne masculin des pharaons. Sur les épaules, on devine qu'elle porte aussi la coiffe némès. Sa sépulture est une petite pyramide édifiée à Mazghouna,.

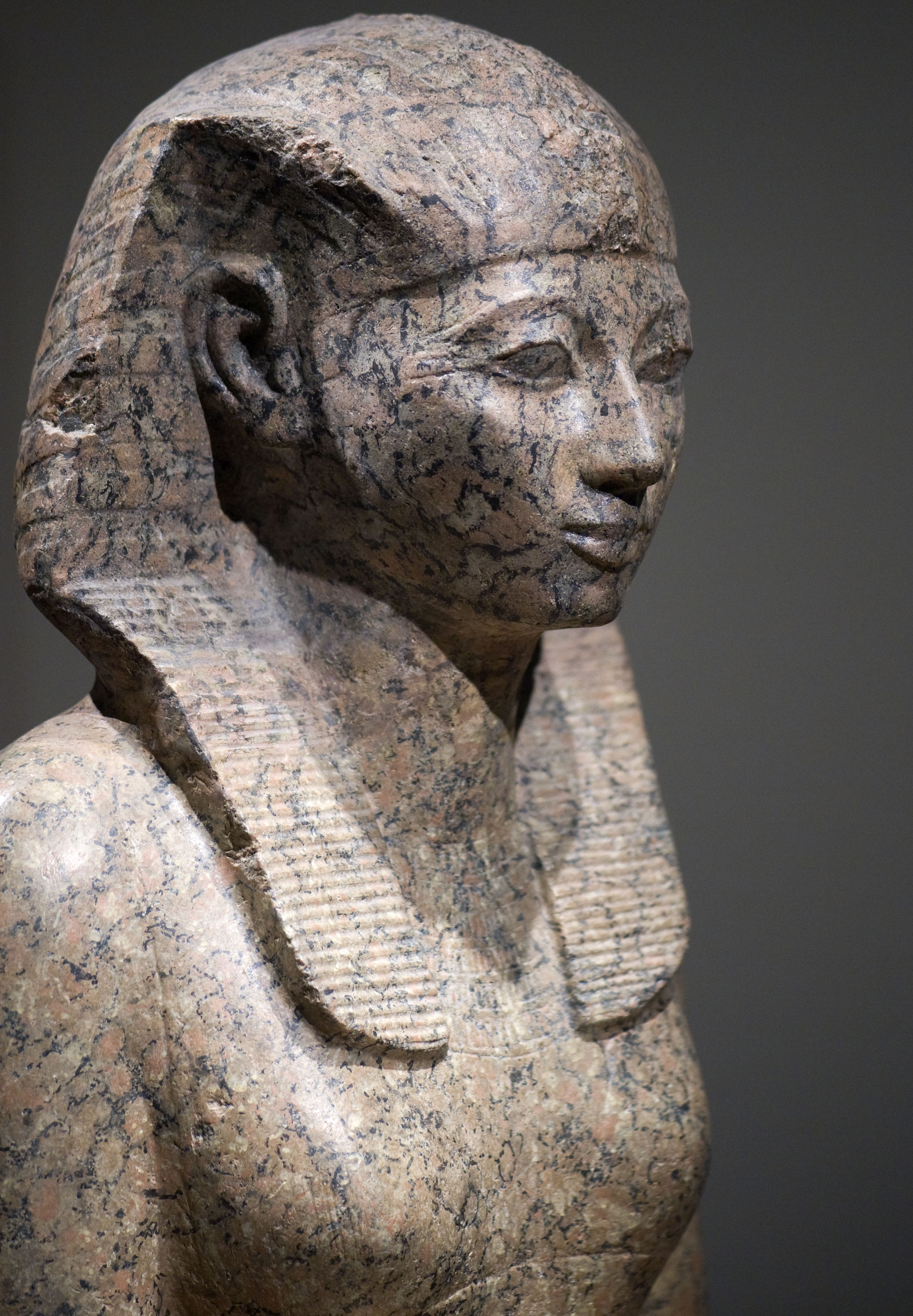
Statue d'Hatchepsout - XVIIIe dynastie - Rijksmuseum van Oudheden.

La plus célèbre des cinq pharaonnes est Hatchepsout « Celle qui est à la tête des nobles dames » (XVIIIe dynastie). Fille aînée de Thoutmôsis Ier et épouse de son demi-frère Thoutmôsis II, elle devient après la mort de son époux la régente du très jeune Thoutmôsis III, son beau-fils. La septième année de la régence, elle s'empare du pouvoir, se fait couronner et établit une titulature royale. Thoutmôsis III est, dans les apparences, associé au pouvoir et tous les événements restent datés par rapport à son règne. Hatchepsout conserve le pouvoir jusqu'à sa mort en l'an XXII. Son règne n'est pas marqué par des conquêtes mais par nombre de restaurations architecturales à Thèbes et en province. Son nom est surtout associé à son temple funéraire de Deir el-Bahari dont les parois relatent, entre autres, l'expédition navale vers le pays de Pount. Considérée comme une usurpatrice par ses successeurs mâles, ses cartouches ont été martelés et son nom écarté des annales royales officielles,.
Une autre pharaonne, plus hypothétique et dont l'identité n'est pas connue avec certitude, est Ânkh-Khéperourê « Les manifestations de Rê sont vivantes ». Elle appartient à la même XVIIIe dynastie qu'Hatchepsout (qui en était le cinquième pharaon), mais elle est plus tardive puisqu'elle en serait le onzième pharaon. On sait en tout cas que c'est probablement une Reine qui succède à Akhenaton, le pharaon d'une réforme théologique contestée s'orientant vers le monothéisme. À la mort de celui-ci, elle monte sur le trône pendant une période trouble soumise à la pression de l'offensive des Hittites, l'empire concurrent de l’Égypte de l'époque. Elle aurait régné seulement trois années, entre 1338 et 1335 avant notre ère environ (dates elles aussi controversées). Un débat existe sur la question de savoir qui fut cette pharaonne de transition : était-ce Mérytaton, la fille aînée d'Akhenaton et de Néfertiti, devenue grande épouse royale de son père à la mort de sa mère (c'est l'hypothèse la plus fréquemment retenue) ? Ou bien serait-ce Néfertiti elle-même qui aurait survécu à son royal époux, alors qu'une majorité d'égyptologues ont longtemps pensé qu'elle serait morte avant Akhenaton mais dont l'hypothèse est défendue au XXIe siècle ? Par ailleurs cette pharaonne aurait peut-être partagé le trône en l'an II de son règne avec Smenkhkarê, un roi dont l'identité et l'existence sont encore plus hypothétiques que les siennes : serait-il un des fils d'Amenhotep III ou d'Amenhotep IV-Akhenaton et demi-frère de Mérytaton ? Peut-être était-il plutôt Zannanza, prince hittite qu'Ânkh-Khéperourê aurait mandé comme époux à l'empereur hittite Suppiluliuma Ier, pour rétablir des relations diplomatiques et apaiser le conflit avec l'adversaire ? À moins que cette demande de prince hittite comme nouvel époux d'une pharaonne ou d'une reine n'ait émané un peu plus tard d'Ânkhésenamon, troisième fille d'Akhenaton et alors jeune veuve de son demi-frère le pharaon Toutânkhamon. En tout cas, quelles que fussent leurs identités, ce règne (conjoint ?) est bref : quelques mois tout au plus pour Smenkhkarê, et tout juste trois ans pour Ânkh-Khéperourê qui aurait peu survécu à son éventuel époux. Rappelons que selon l'hypothèse la plus courante, Mérytaton meurt très jeune, à 17 ans, mais on n'a pas encore retrouvé sa tombe ni sa momie ; et c'est Toutânkhamon qui lui succède. Selon une hypothèse récente (2019) de l'égyptologue Valérie Angenot de l'université du Québec, qui s'appuie sur une longue analyse iconographique de nombreuses représentations, ce ne serait pas une seule « mais deux reines qui auraient pris la succession d'Akhenaton. Deux des six filles du pharaon, Mérytaton et Néfernéferouaton Tasherit, qui auraient été couronnées de façon conjointe pour régner sur l'Égypte, [... parce] qu'à la mort de son père Akhenaton, Toutânkhamon, âgé de quatre à cinq ans, était trop jeune pour régner ». Toujours est-il aussi que cette période est marquée par une grande confusion à la fois religieuse, politique, dynastique et militaire.
Bien moins fameuse qu'Hatchepsout est la pharaonne Taousert « La Puissante » dont le règne clos la XIXe dynastie, une quinzaine d'années après la mort de Ramsès II dont elle est une probable petite-fille. Fille de Mérenptah, elle épouse son demi-frère Séthi II et s'empare du pouvoir après la mort du chétif Siptah. Elle adopte une titulature royale et fonde un temple funéraire à Thèbes. Son nom est écarté des annales et sa tombe est réutilisée par son successeur, le roi Sethnakht de la XXe dynastie.

#### Grande épouse royale

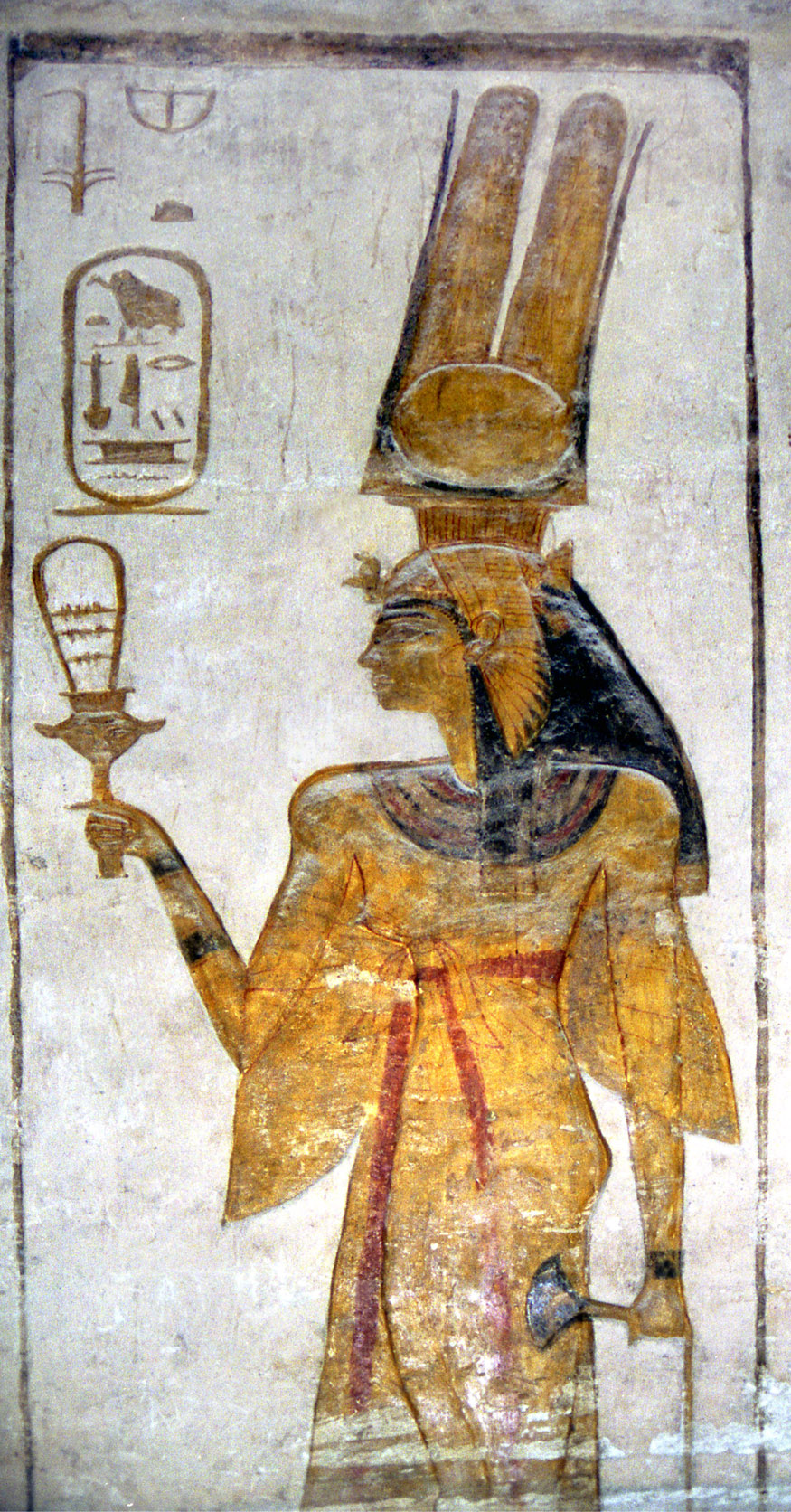
Néfertari, épouse de Ramsès II - - Petit temple d'Abou Simbel.

En Égypte antique, l'accès d'une femme au pouvoir suprême est un fait hors norme. D'une manière générale, les femmes de la famille royale sont des personnes qui, contrairement aux hommes, n'occupent pas de positions dans la hiérarchie administrative de l'État. De par ses titres, la reine n'est pas un personnage indépendant. Bien au contraire, elle se définit de par ses liens parentaux avec le souverain en tant que mout nesout « mère du roi », sat nesout « fille du roi » ou hemet nesout « épouse du roi ». Grand polygame, Pharaon peut multiplier les mariages mais seule la hemet nesout ouret ou « Grande épouse du roi » joue un rôle d'importance dans l'idéologie politico-religieuse de la monarchie. Les héritiers du trône doivent en principe être les fils de la Grande épouse, mais par défaut, ils peuvent être issus d'une épouse secondaire. Dès la Ire dynastie, les reines ont joué le rôle de proche conseillère du roi. Certaines ont mis à profit leur compétence politique en tant que reine-mère, régente ou tutrice. Tel est le cas de la reine Ânkhésenpépi II dont le fils Pépi II est monté sur le trône à l'âge de six ans (VIe dynastie). À partir du Nouvel Empire, en tant que hemet netjer « épouse du dieu » ou djeret netjer « main du dieu », la reine incarne l'aspect féminin du démiurge Amon-Rê ; le principe qui entretient les ardeurs sexuelles et créatrices du maître de l'univers. Ces reines, en tant qu'incarnation terrestre de la déesse Mout sont venues à porter une perruque arborant une dépouille de vautour (symbole des qualités maternelles). Parmi ces grandes dames, on peut retenir les noms de Tétishéri l'ancêtre des rois de la XVIIIe dynastie, d'Ahmès-Néfertary la première des Divines adoratrices, de Tiyi l'épouse d'Amenhotep III, de la belle Néfertiti l'épouse d'Akhenaton, de Néfertari l'épouse de Ramsès II. Pour cette dernière, son époux lui a consacré le petit temple d'Abou Simbel et une tombe thébaine qui a conservé son admirable décoration murale d'origine.

#### Harem

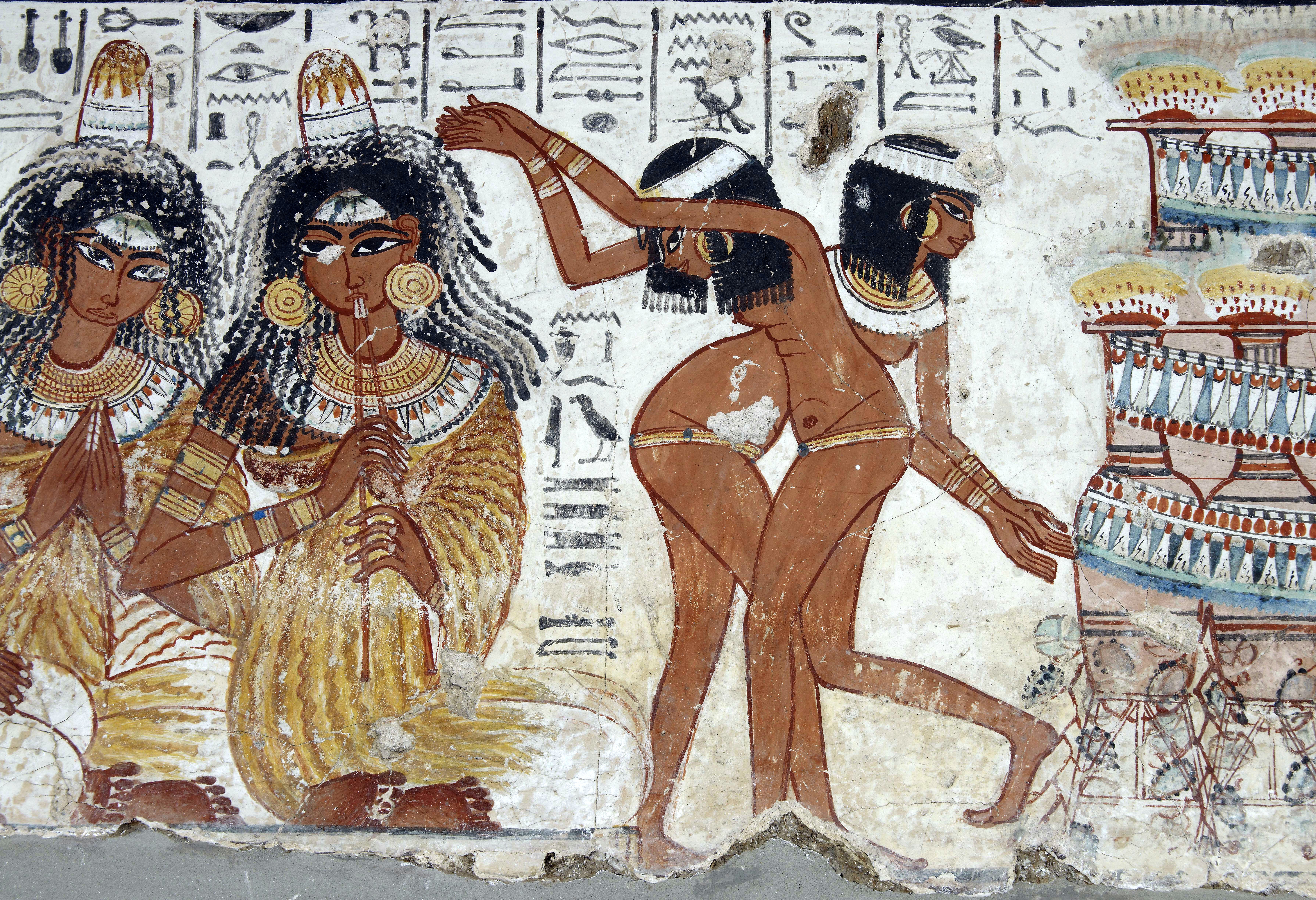
Musiciennes et danseuses - Nouvel Empire - British Museum.

L'institution de l’ipet-nesout « appartement du roi » ou per khener « maison de la réclusion » est approximativement traduite par le mot « harem » en référence à la résidence des concubines des sultans musulmans de l'Empire ottoman. En Égypte antique, le harem est une institution parallèle à l'administration royale et indépendante de celle-ci. C'est le lieu de résidence de la Grande épouse royale, des épouses secondaires, des khékérout nesout « Ornements du roi » et des néferout « les Beautés ». En ce lieu vivent aussi les enfants royaux, les veuves des pharaons défunts ainsi que leurs suivantes et leurs servantes. Ce vaste groupement humain dispose de sa propre structure de gestion assurée par une hiérarchie administrative de scribes, de percepteurs et de gardiens masculins ; le tout sous la mainmise de la Grande épouse. Le harem possède son propre domaine agricole qui lui assure des revenus réguliers et considérables (troupeaux, pâturages, champs, pêcheries, chasses). Durant leurs journées, les femmes pratiquent le filage et le tissage d'une manière industrielle et leurs productions alimentent les temples et la cour royale. Il n'existe pas qu'un seul harem car cette institution se trouve dans les principales villes du royaume ; à Thèbes, à Memphis et à Akhetaton (sous Akhenaton). Il semble aussi avoir existé une structure itinérante placé dans la suite de Pharaon et l'accompagnant à chaque instant, même durant les guerres en territoires étrangers. Ramsès II a ainsi été accompagné d'une partie de sa famille durant la bataille de Qadesh. Un des harems le plus considérable a été édifié en Moyenne-Égypte, dans le Fayoum à Mer-Our, l'actuelle Médinet Gourob. Ce lieu fondé par Thoutmôsis III a été très florissant sous Amenhotep III et, selon toute apparence, a encore fonctionné sous les ramessides,,. Le harem égyptien n'est pas qu'un lieu de villégiature royale et une unité économique florissante. Les princes royaux y sont éduqués aux côtés des fils des grands dignitaires locaux et étrangers. Les compagnons d'enfance du futur pharaon sont généralement destinés à de brillantes carrières professionnelles en tant que directeur administratif, commandant militaire, héraut ou échanson. Entre le début de la XIIe et la fin de la XVIIIe dynastie, le palais et le harem forment ces jeunes gens dans le Kep ; une salle des appartements royaux spécialement réservée à l'instruction.

#### Épouses étrangères
Dès l'Ancien Empire, des princesses étrangères sont devenues les épouses secondaires des rois égyptiens. Sahourê semble ainsi avoir reçu auprès de lui une princesse de Byblos. Inversement, durant le Moyen Empire des Égyptiennes ont été envoyées auprès des dirigeants de cette ville phénicienne. Les unions diplomatiques sont cependant mieux renseignées pour la période du Nouvel Empire. Durant tout le deuxième millénaire avant notre ère, les pharaons successifs ont échangé avec leurs homologues du Moyen-Orient une intense correspondance en akkadien, la langue diplomatique de l'époque ; pour preuve les tablettes cunéiformes découvertes à Amarna en Égypte, à Ougarit dans l'actuelle Syrie et à Hattusa dans l'actuelle Turquie.

Carte du Moyen-Orient au -.

D'après une tombe commune découverte en 1916 par des pilleurs dans la Vallée des Singes, on sait que Thoutmôsis III a épousé trois cananéennes ; les princesses Manheta, Manouai et Marouti. En son temps, Thoutmôsis IV épouse une princesse du Mittani, la fille du roi Artatama Ier. Son fils et successeur Amenhotep III épouse au moins quatre princesses étrangères de haute lignée. Giloukhepa, fille de l'empereur Shuttarna II du Mittani arrive en l'an 10 avec une escorte de 317 dames et servantes. En l'an 36, elle est suivie par sa nièce Tadukhipa, sœur de l'empereur Tushratta. Il est aussi attesté qu'Amenhotep III a épousé une sœur et peut-être une fille du roi Kadashman-Enlil Ier de Babylonie. Après la mort d'Amenhotep III, la princesse Tadukhipa, vu son haut rang devient une épouse secondaire d'Akhenaton. Par la suite, ce dernier a aussi épousé une babylonienne, fille de Burna-Buriash II. Parmi les nombreuses épouses secondaires de Ramsès II figurent des princesses nubiennes du pays de Ouaouat et des princesses asiatiques, filles des rois vassaux. La mariage le plus prestigieux est célébré en la 34e année de règne lorsque l'empereur hittite Hattusili III envoie en Égypte sa fille aînée Maâthornéferourê.

## Pratiques et croyances funéraires

### Pyramides d'Égypte

#### Monuments funéraires

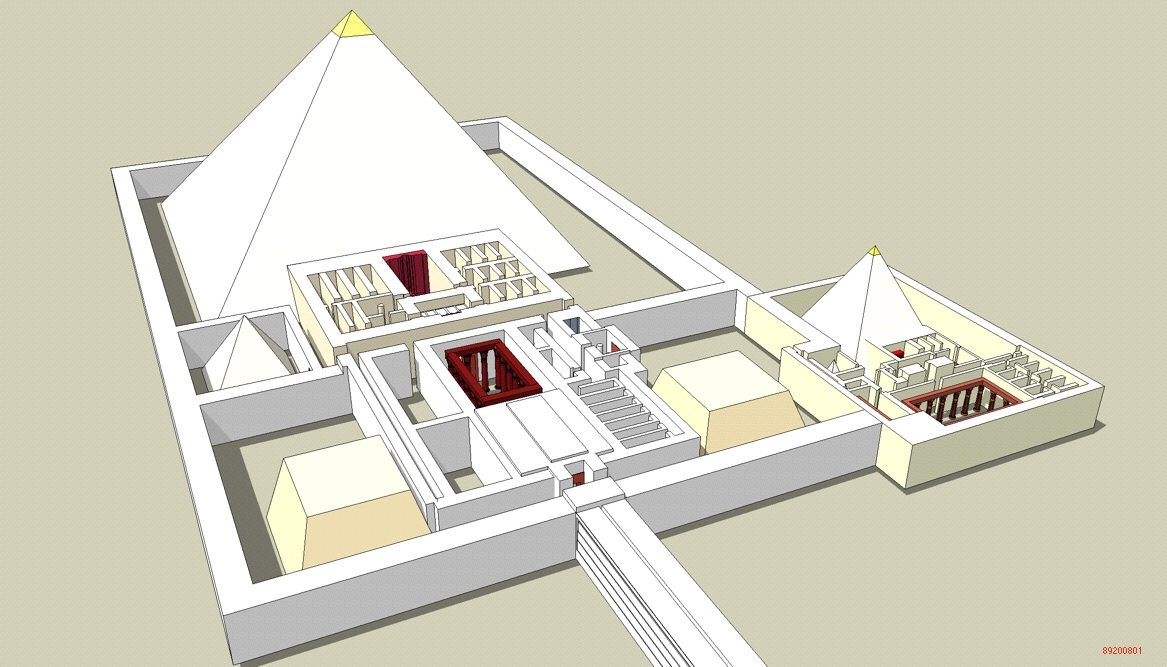
Essai d'élévation du complexe de la pyramide de Djedkarê Isési et de sa reine restée anonyme.

Dans l'imaginaire collectif contemporain, les pyramides sont le symbole de l'Égypte antique. La pyramide est le monument où le corps du pharaon mort est déposé dans un sarcophage afin de le préserver. Là, s'opère une transformation mystique où la dépouille passe de l'immobilité de la mort vers une vie nouvelle auprès des grands dieux du panthéon égyptien. L'origine du tombeau pyramidal remonte à l'Ancien Empire. Durant la période thinite (Ire et IIe dynasties), chaque pharaon se fait inhumer dans un tombeau surmonté par un mastaba de forme rectangulaire. Sous Djéser, premier roi de la IIIe dynastie, la superposition de six mastabas de pierre donne la pyramide à degrés. Le passage vers la pyramide à faces lisses est réalisé par étapes sous le règne de Snéfrou (IVe dynastie) : pyramide à sept degrés à Meïdoum, pyramide rhomboïdale à Dahchour (Sud) et pyramide parfaite à Dahchour (Nord). Ses successeurs, Khéops et Khéphren se font édifier les plus imposantes à Gizeh (cent-quarante-sept et cent-quarante-quatre mètres de haut). Les pharaons qui suivent se contentent de monuments plus modestes à Gizeh, Saqqarah et Abousir. Les puissants pharaons du Moyen Empire poursuivent la pratique, à Licht notamment. Les pillages de la fin de l'Ancien Empire ont incité les architectes à doter ces édifices de mesures de sécurité plus compliquées avec des corridors à herses et des impasses. Le pharaon Ahmôsis (fondateur de la XVIIIe dynastie) est le dernier souverain à bénéficier d'une pyramide, grâce à son cénotaphe d'Abydos. Toute pyramide bénéficie d'une substructure intérieure qui comprend des couloirs qui relient une succession de chambres funéraires. Dès la fin de la IVe dynastie, l'intérieur se normalise et suit une règle stricte d'une enfilade de trois chambres successives. Chaque pyramide est desservie par un temple haut adossé à son pied et qu'une chaussée couverte relie à un temple bas aménagé en bordure d'un canal en liaison avec le Nil. Généralement de plus petites pyramides sont édifiées autour de celle du pharaon pour recevoir les dépouilles de la mère ou des épouses royales,. La mémoire du pharaon défunt est entretenue par l'intermédiaire d'un culte funéraire rendu dans les temples haut et bas par un personnel de prêtres spécialement affecté à cette charge. Ces derniers sont rémunérés par les revenus d'une fondation et sont logés, le temps de leur office, dans des cités dortoirs, les villes de pyramide.
| Éléments du complexe pyramidal pyramide rhomboïdale du pharaon Snéfrou (IVe dynastie) à Dahchour. |                                                                                         |
|                                                                                                   | 1. Pyramide 2. Pyramide satellite 3. temple haut 4. chaussée cérémonielle 5. temple bas |

#### Textes des pyramides

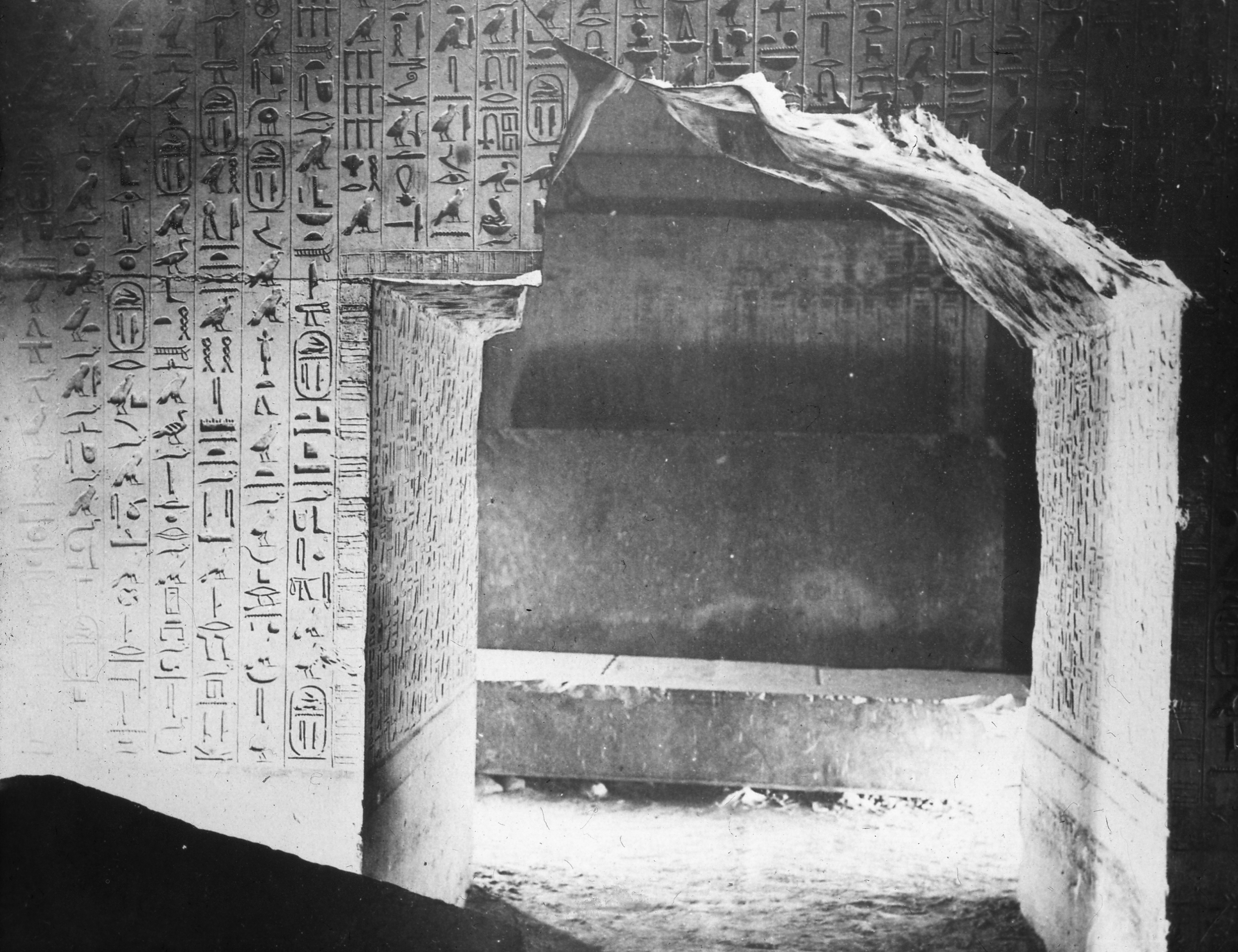
Chambre intérieure de la pyramide d'Ounas couverte de textes -.

Les chambres funéraires de la plupart des pyramides sont restées anépigraphes (sans inscriptions). Les pyramides des pharaons Ounas, Téti, Pépi Ier, Mérenrê Ier, Pépi II et Qakarê-Ibi présentent toutefois l'intérêt exceptionnel de voir figurer sur leurs parois les Textes des pyramides. Ces inscriptions sont les plus anciens textes religieux connu à ce jour[Quand ?] et sont à la base de nos connaissances sur les fondements de la religion égyptienne. Les formules magiques et liturgiques qui composent cette collection sont très disparates. Elles témoignent de différents courants de pensée mais toutes se rejoignent dans une préoccupation unique ; assurer à Pharaon une survie éternelle. Les moyens pour parvenir à l'éternité sont multiples. Dans certains passage, le défunt est identifié à Osiris et règne sur les morts dans le sombre royaume de l'Occident. Dans d'autres, influencé par la doctrine des prêtres d'Héliopolis, Pharaon est le dieu solaire Rê qui parcourt glorieusement le ciel dans ses barques diurne et nocturne. Dans l’Hymne cannibale, la force magique de Pharaon est entretenue par l’absorption du corps des dieux débités en morceaux. À l'occasion de dialogues ésotériques avec un passeur récalcitrant, la traversée d'un canal est assimilé à un voyage vers les contrées de l'Au-delà. Dans d'autres formules, encore, Pharaon désire sortir de sa pyramide et monter vers les étoiles afin de briller éternellement, sans fatigue, dans le ciel nocturne. Le thème majeur de tous ces textes est la montée de Pharaon vers les contrées céleste. Pour ce faire de nombreux moyens d'ascension sont mis à sa disposition, le pharaon grimpe à une corde ou à une échelle fixée entre ciel et terre, navigue dans des barques mythiques, devient flamme ardente ou fumée d'encens, se transforme en oiseau (faucon, oie, pélican, vautour, etc), en taureau sauvage, en serpent, en insecte, marche, nage, bondit ou pagaye dans des attitudes sportives ; devient nuage, orage, lumière, vent ou air.

### Nécropole thébaine
Avec les pharaons du Nouvel Empire prend fin la période de construction des pyramides d'Égypte. Durant près de 500 ans, sous les XVIIIe, XIXe et XXe dynasties se met en place une pratique funéraire qui consiste à effectuer une scission géographique entre la tombe et le temple mémoriel (ou Temple des millions d'années).

#### Hypogées de la vallée des Rois

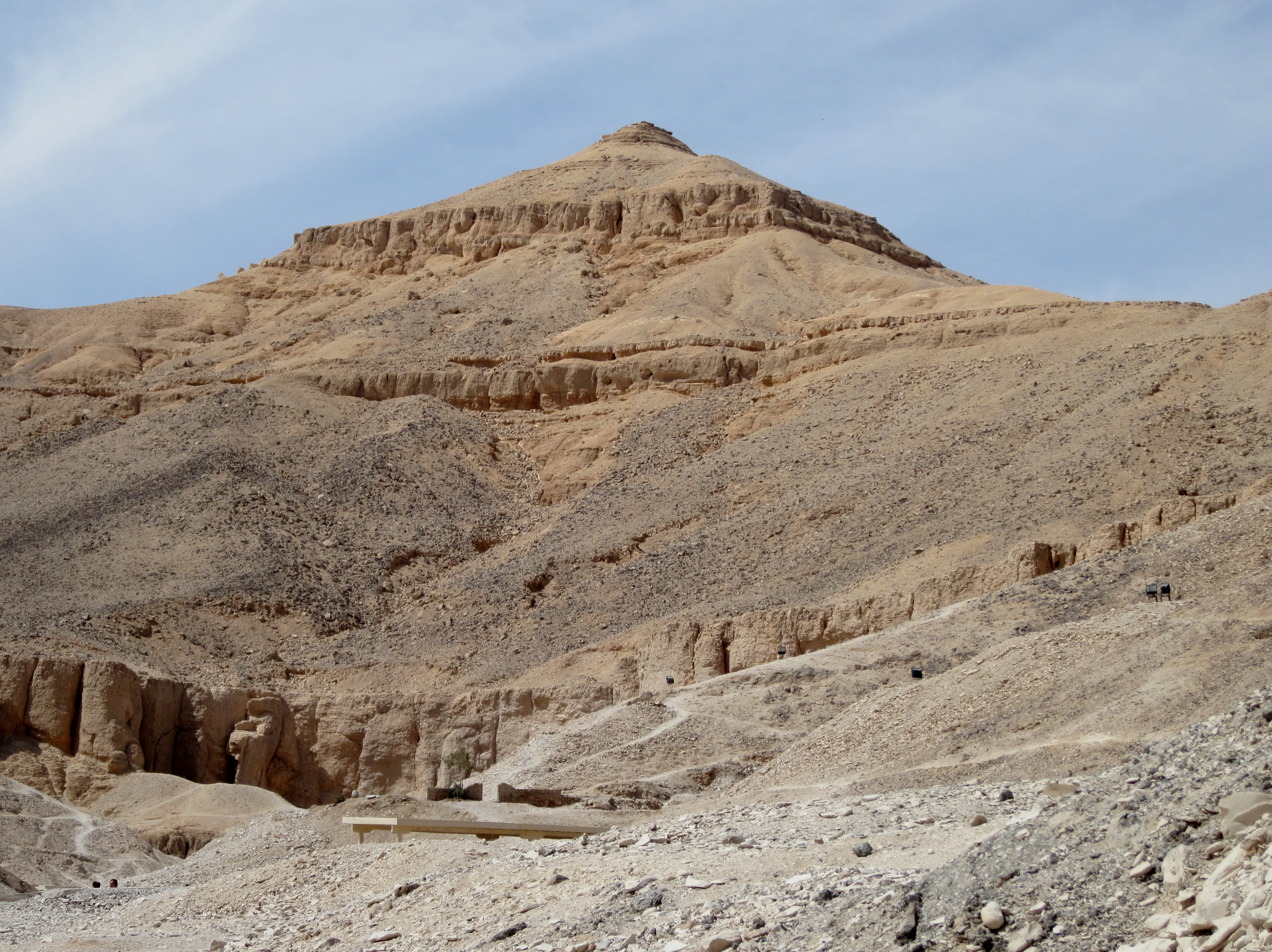
Vue sur la montagne thébaine.

Durant tout le Nouvel Empire, la plupart des pharaons ont été inhumés à l'ouest de Thèbes. Leurs tombes souterraines (hypogées) ont été creusées au sein de la vallée des Rois, un oued situé au nord-est de « La Cime », une colline pyramidale qui culmine à 300 mètres de haut. Les Anciens Égyptiens ont probablement vu dans cette élévation naturelle un symbole du tertre primordial sur lequel s'est éveillé Rê à l'aube des temps. Sur les trente-deux pharaons de cette époque, au moins vingt-six ont fait le choix de ce lieu. La plus ancienne tombe royale connue sur le site est celle de Thoutmôsis Ier (Tombe no 20), la dernière étant celle qui a été apprêtée pour Ramsès XI (Tombe no 4). Vers la fin, la vallée était percée par une soixantaine de tombes royales ou princières ce qui ne manqua pas de poser des problèmes de place et d’empiétement. Le choix du lieu de creusement revenait aux architectes et aux carriers. Ce choix était ensuite approuvé par le vizir et le pharaon. Une fois le lieu choisi, se déroulait un rituel de purification et de fondation par le creusement de quatre à cinq petits puits dans lesquels étaient déposés des offrandes (outils, vases, amulettes). Il n'existe pas deux tombes royales semblable. La taille d'une tombe n'est pas corrélée avec la longueur du règne même si des considérations de temps et de ressources ont pu entrer en jeu. Son plan dépend bien plus des notions théologiques élaborés par les prêtres pour le pharaon défunt car les textes et les scènes pariétales qui y figurent servent à son âme comme des guides sur les chemins de l'au-delà. La vie des ouvriers et artisans chargés de creuser puis décorer ces tombes est relativement bien documentée. Ceci grâce aux vestiges archéologiques de leur lieu d'habitation ; le village de Deir el-Médineh composé de près de soixante-dix maisons regroupées à l'intérieur d'un mur d'enceinte.

Plans de quatre tombes de la vallée des rois
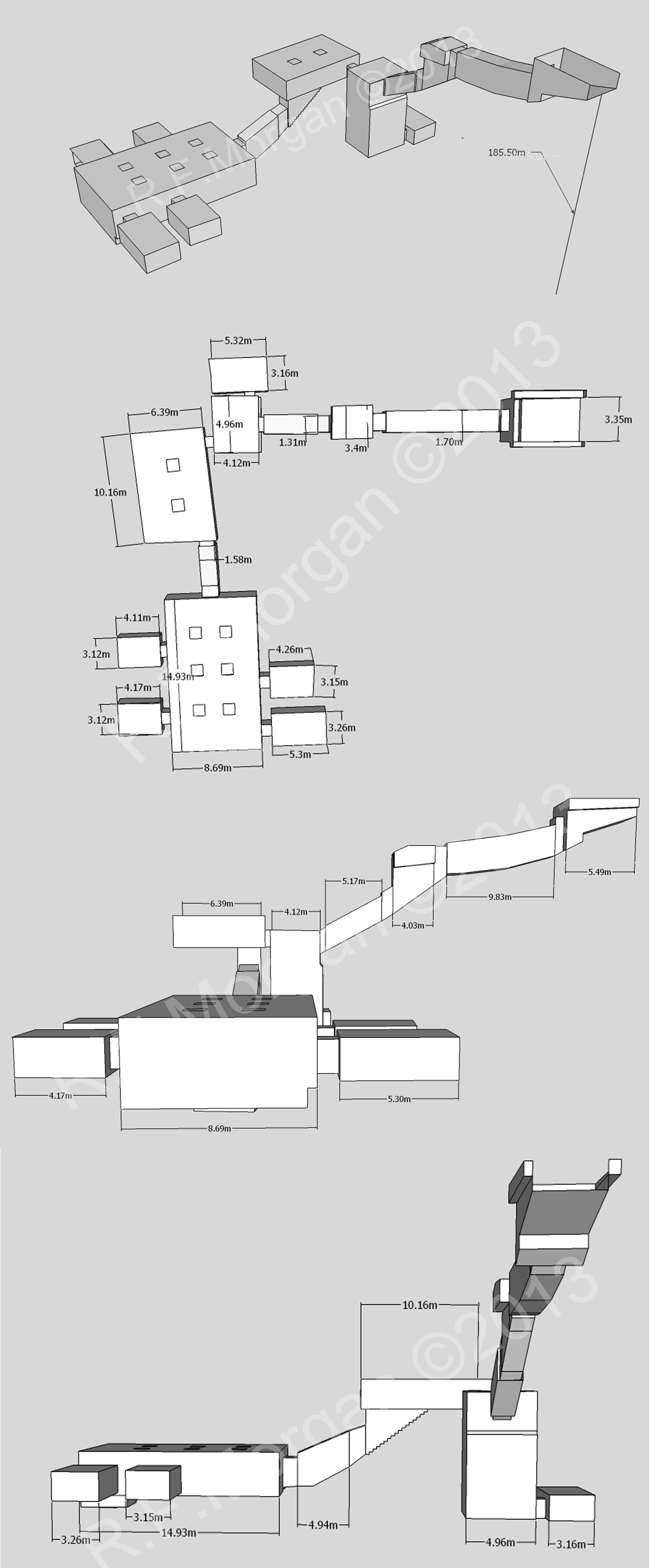
tombeau d'Amenhotep II - XVIIIe dynastie.
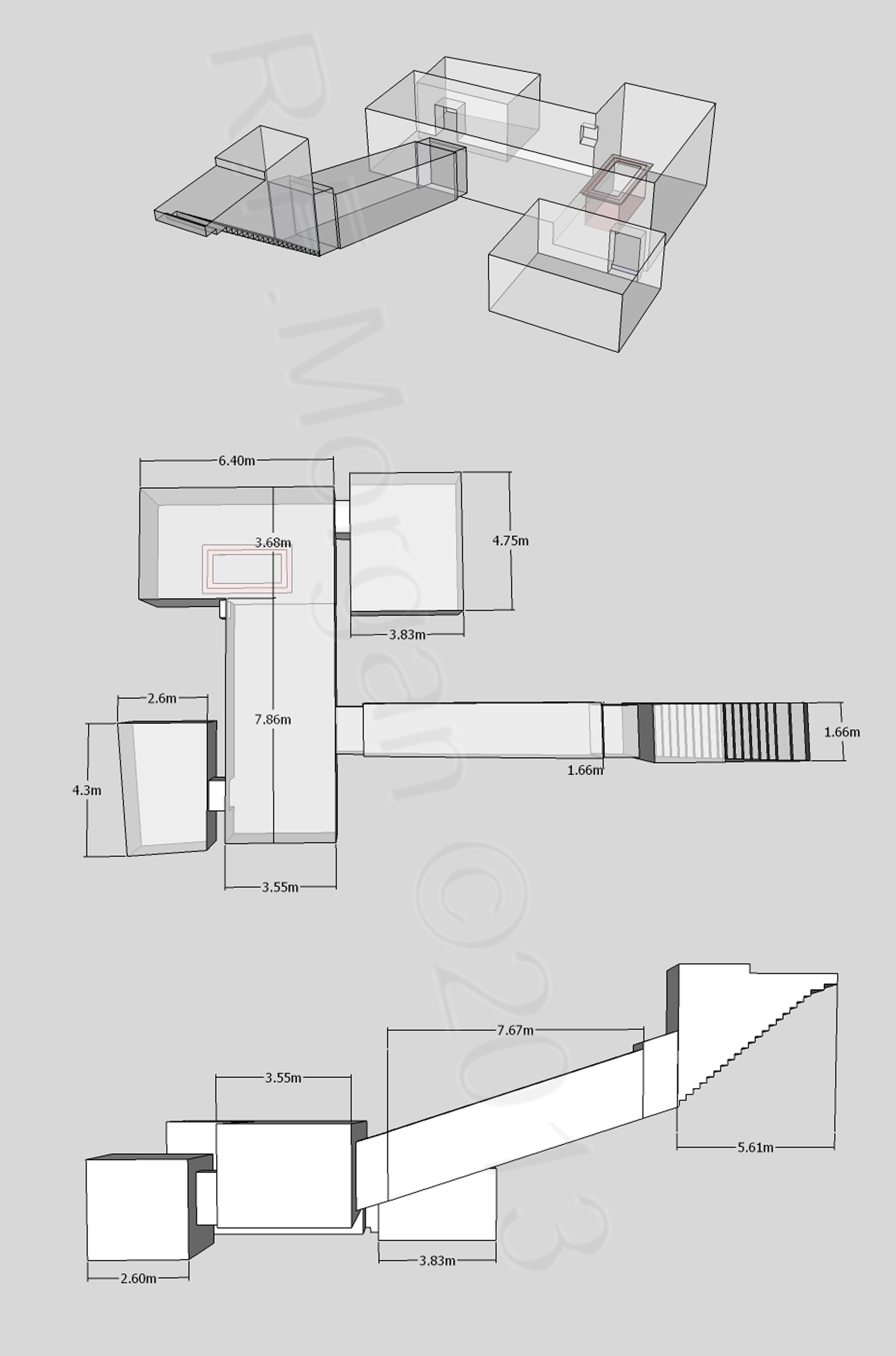
Tombeau de Toutânkhamon - XVIIIe dynastie.
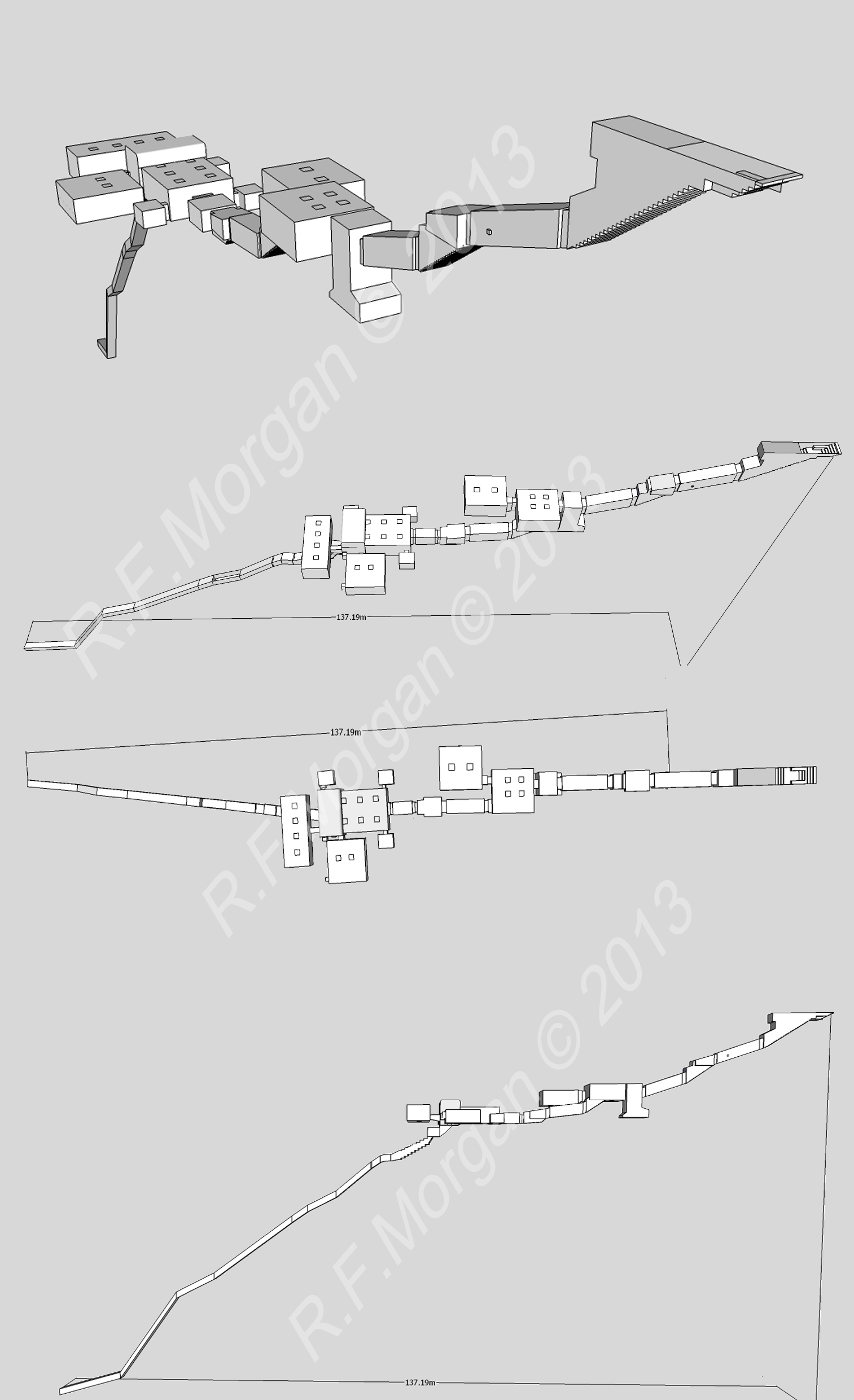
tombeau de Séthi Ier - XIXe dynastie.
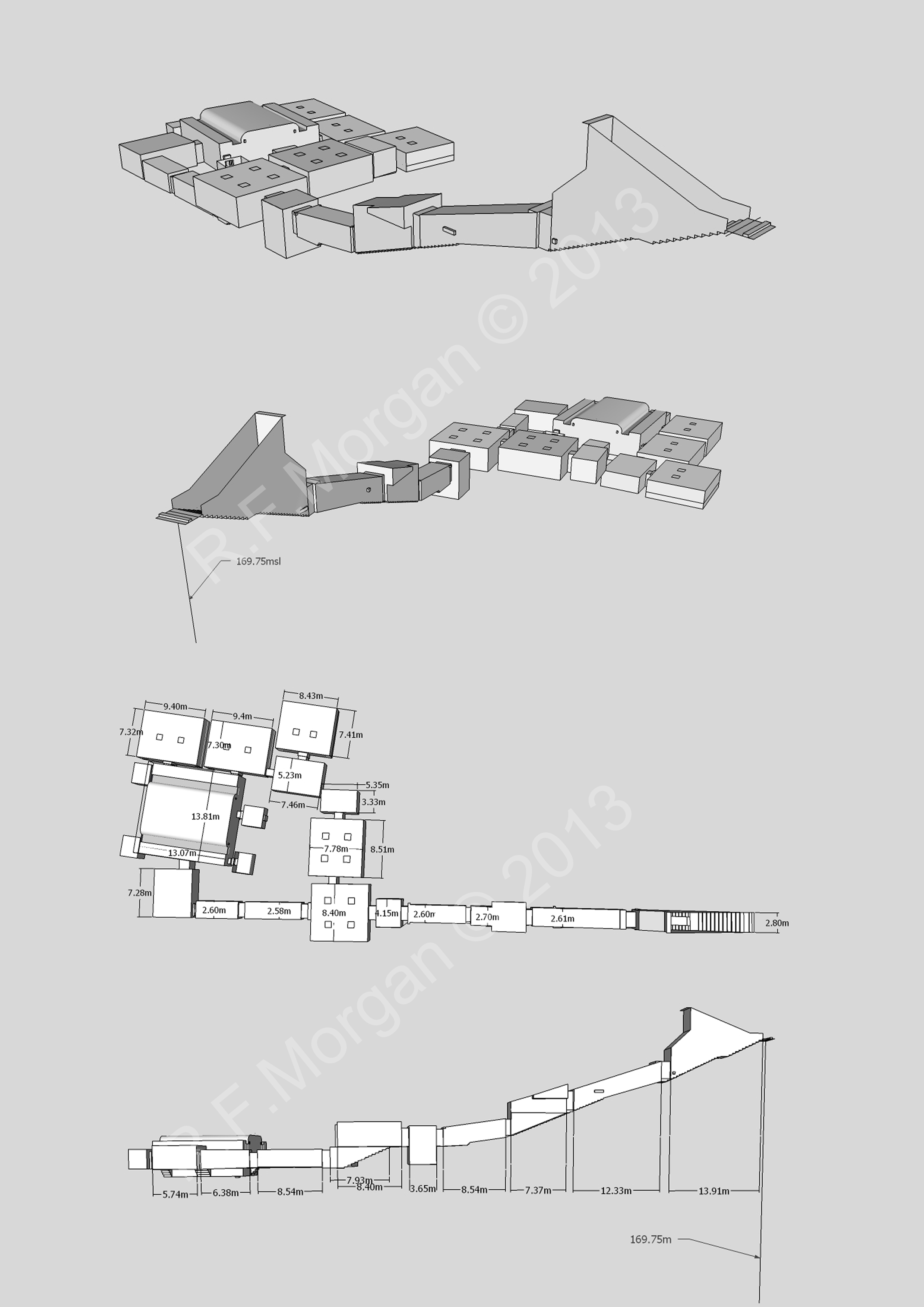
tombeau de Ramsès II - XIXe dynastie.

#### Temple des millions d'années

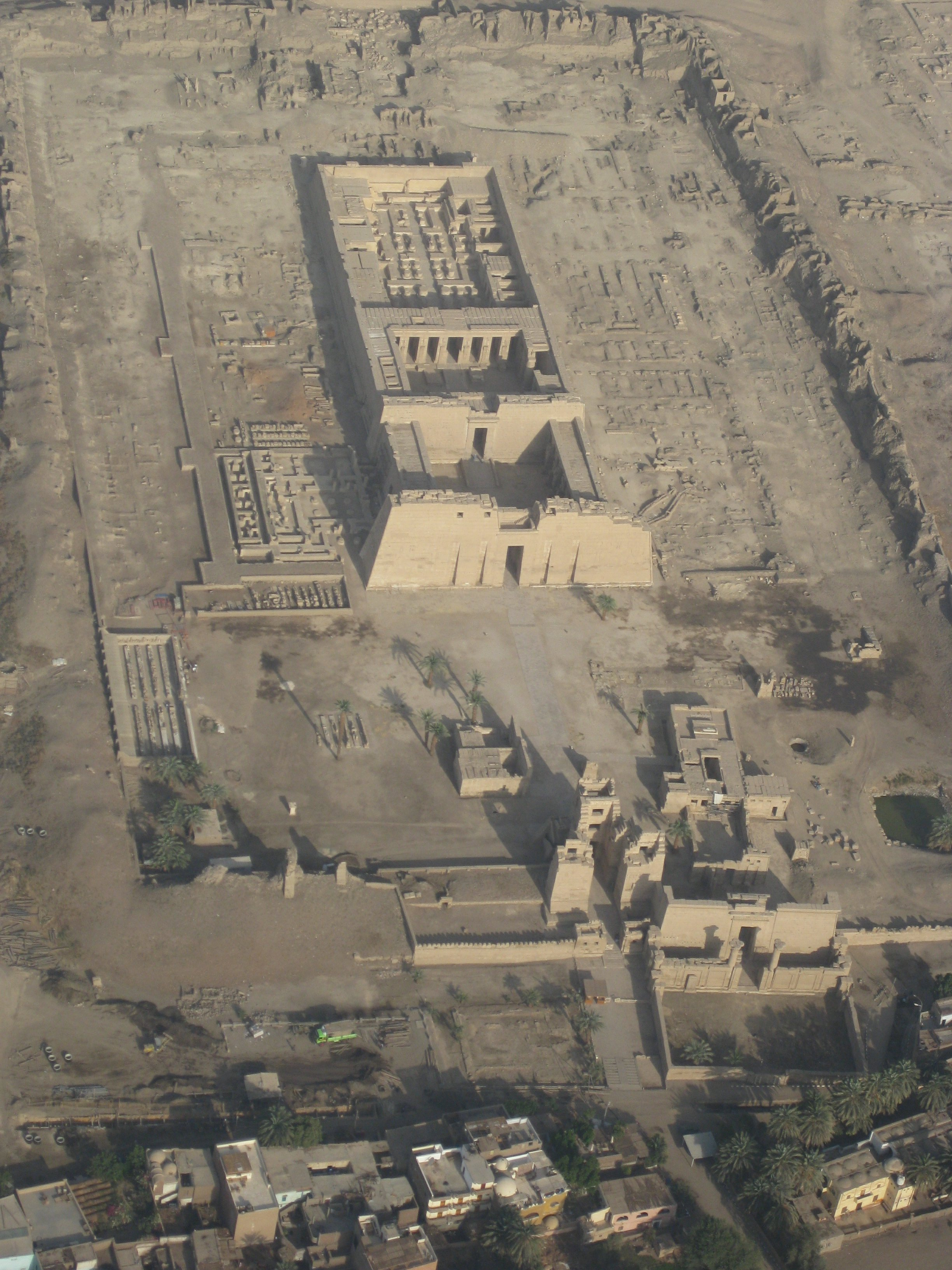
Vue aérienne sur le temple des millions d'années de Ramsès III - Médinet Habou -.

Après l'hypogée, le temple des millions d'années est le second élément architectural du culte funéraire des pharaons du Nouvel Empire. Chacun de ces temples a été édifié à la lisière du désert sur la rive occidentale de Thèbes dans une zone que les voyageurs grecs de l'Antiquité ont baptisée Memnonnia. Elle s'étend au pied de La Cime qui est la colline au sein de laquelle ont été creusées les tombes pharaoniques. S'ils avaient tous été conservés intacts, ces temples auraient constitué une rangée quasi ininterrompue depuis le temple de Séthi Ier à Gournah, au nord, jusque vers le temple de Ramsès III à Médinet Habou, au sud, en passant entre autres par les temples de Montouhotep II et Hatchepsout à Deir el-Bahari, le Ramesséum (temple de Ramsès II) et l'Aménophium (temple d'Amenhotep III). L'état de conservation de ces édifices est très divers. L'Aménophium, le plus gigantesque, a très tôt disparu : dès la période ramesside. Aujourd'hui, il n'en reste plus que les deux colosses de Memnon. Ceux de Séthi Ier et Ramsès II, sont très ruinés et le mieux conservé est celui de Ramsès III.
Le rôle des temples des millions d'années est avant tout funéraire. Dans les décors du saint des saints sont évoquées les multiples formes de renaissance de Pharaon sous les aspects d'Osiris et de Rê-Horakhty. Ces lieux servent cependant aussi à commémorer les victoires militaires et tous les hauts-faits royaux car les dieux ont confié à Pharaon la charge de promouvoir l'ordre afin d'asseoir la Maât (harmonie cosmique et sociale). Ces temples sont, en outre, aussi consacrés au dieu Amon car les rois qui y sont honorés le sont en qualité d'invités de cette grande divinité. Chaque année au cours de la Belle fête de la vallée (2e mois de la saison de l'Inondation), les statues d'Amon et de Mout quittaient leurs temples de Karnak et se rendaient en procession dans la nécropole thébaine avec des arrêts dans chaque temple des millions d'années. Tous ces sanctuaires disposaient d'un important personnel de prêtres et de serviteurs et drainaient de considérables ressources en nature entreposées dans des greniers attenants.

#### Momies pharaoniques

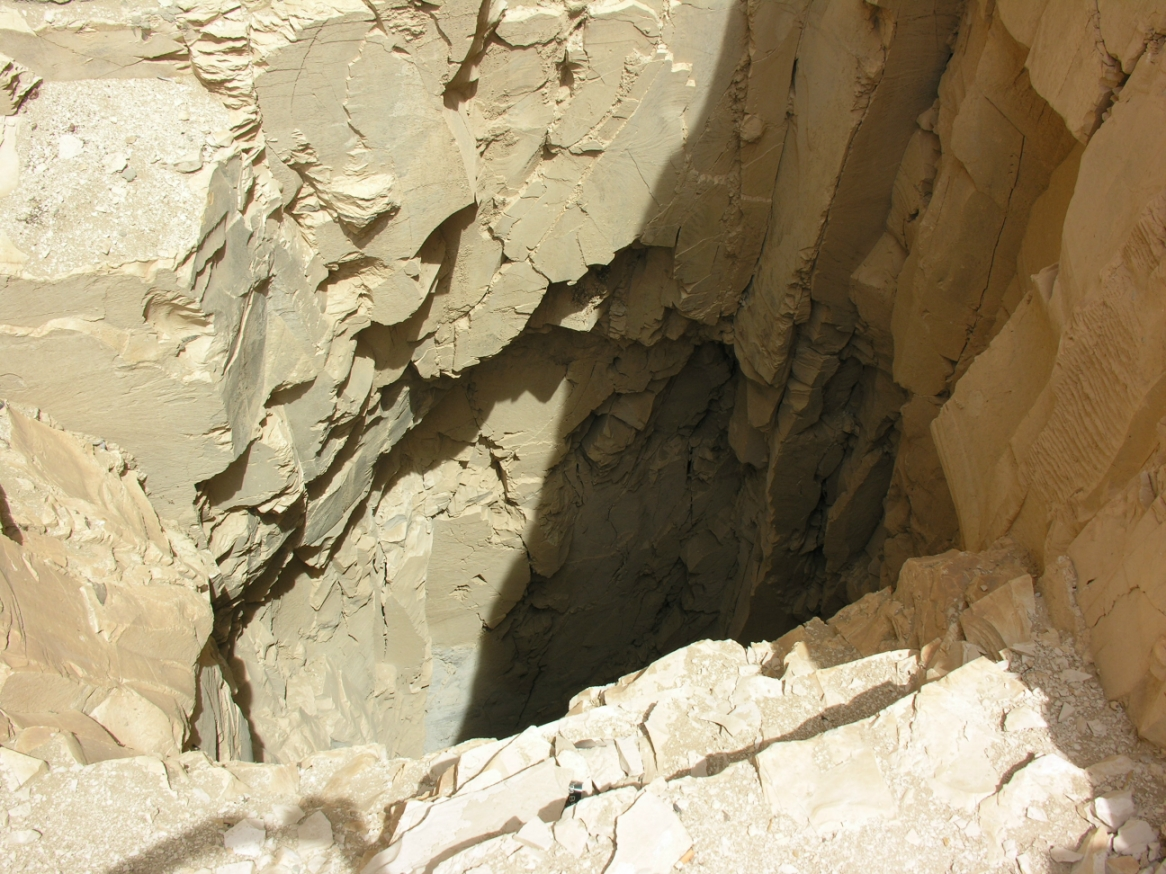
Entrée de la cachette royale de Deir el-Bahari (TT320).

Les momies de la plupart des grands pharaons du Nouvel Empire sont parvenues jusqu'à nous. À la fin de la XXe dynastie débutent les premiers pillages des tombeaux de la vallée des Rois ; les pilleurs étant avides de s'emparer des bijoux précieux disposés entre les bandelettes des momies ou rangés dans des coffrets funéraires. Le phénomène s'accentue au début de la XXIe dynastie. Pour préserver les corps, les autorités de cette époque décident d'exhumer les dépouilles royales, de les regrouper puis de les cacher en des lieux secrets. Durant plusieurs millénaires, ces momies sont oubliées de tous. En 1871, les trois frères Mohamed, Ahmed et Soliman Abd el-Rassoul, habitants du village de Gournah, découvrent une de ces cachettes. Durant dix ans, ils profitent de cette aubaine et vendent discrètement des amulettes précieuses à de riches touristes. En 1878, l'égyptologue Gaston Maspero prend connaissance de ce trafic d'antiquités. Le 6 juillet 1881, après enquête de la police, les trois frères révèlent l'emplacement de la cachette située dans les rochers de Deir el-Bahari. Émile Brugsch est le premier scientifique à descendre dans la cachette royale, à l'origine une tombe creusée pour le grand-prêtre Pinedjem II. Dans un désordre indescriptible, il constate la présence d'une cinquantaine de momies dont celles des plus illustres pharaons des XVIIe, XVIIIe, XIXe et XXe dynasties ; Seqenenrê Tâa, Ahmôsis Ier, Amenhotep Ier, Thoutmôsis Ier, Thoutmôsis II, Thoutmôsis III, Ramsès Ier, Séthi Ier, Ramsès II, Ramsès III, Ramsès IX. Après un très rapide dégagement, les momies sont déposées à Louxor puis acheminées par bateau jusqu'au Caire où elles arrivent à la mi-juillet. Les années suivantes, elles sont étudiées par Gaston Maspero et son équipe du Musée de Boulaq. L'année 1898 est la date de la découverte d'une seconde cache. Après avoir procédé à des sondages de terrain dans la vallée des Rois, l'égyptologue Victor Loret découvre, le 6 mars, l'entrée de la tombe d'Amenhotep II. Il y constate la présence de la momie de son propriétaire ainsi que les corps de huit autres pharaons : Thoutmôsis IV, Amenhotep III, Mérenptah, Séthi II, Siptah, Ramsès IV, Ramsès V, Ramsès VI. Dans les mois suivant ces deux découvertes, les momies ont été « débandelettées » et les mieux conservées exposées au public. Elles sont à présent conservées par le Musée égyptien du Caire. Certaines identifications effectuées par Maspero sont maintenant controversées ; celle de Thoutmôsis Ier n'est ainsi probablement pas la bonne.

Momies de quatre pharaons du Nouvel Empire
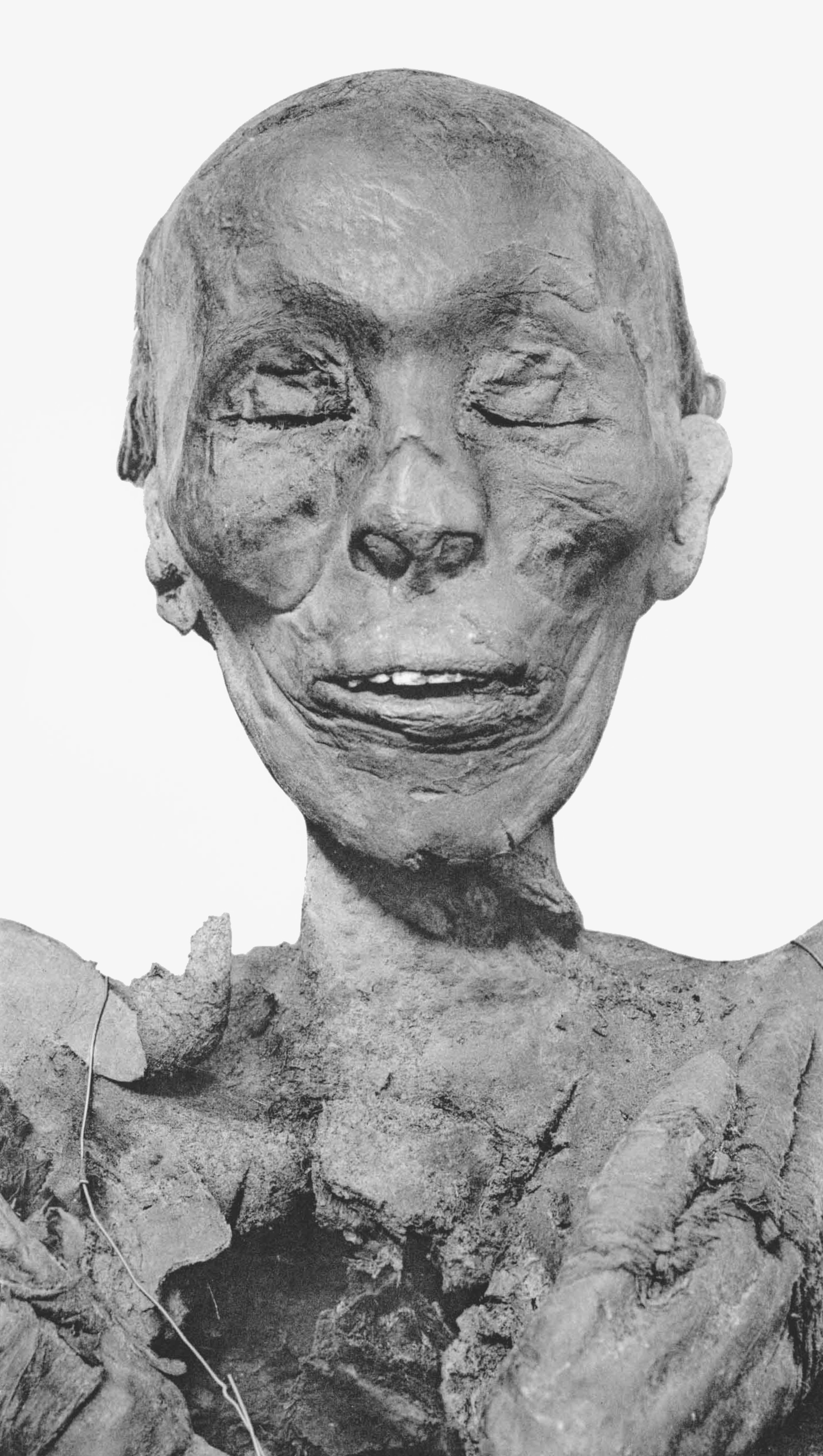
Thoutmôsis II
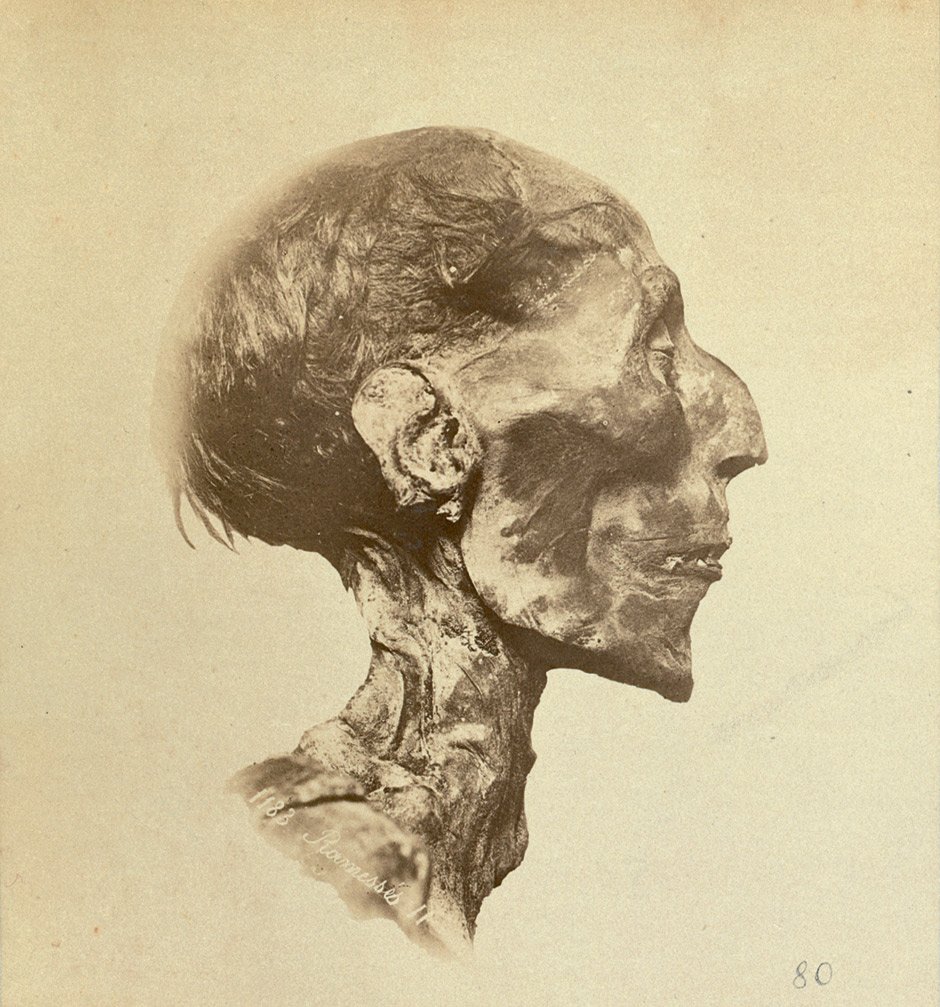
Ramsès II
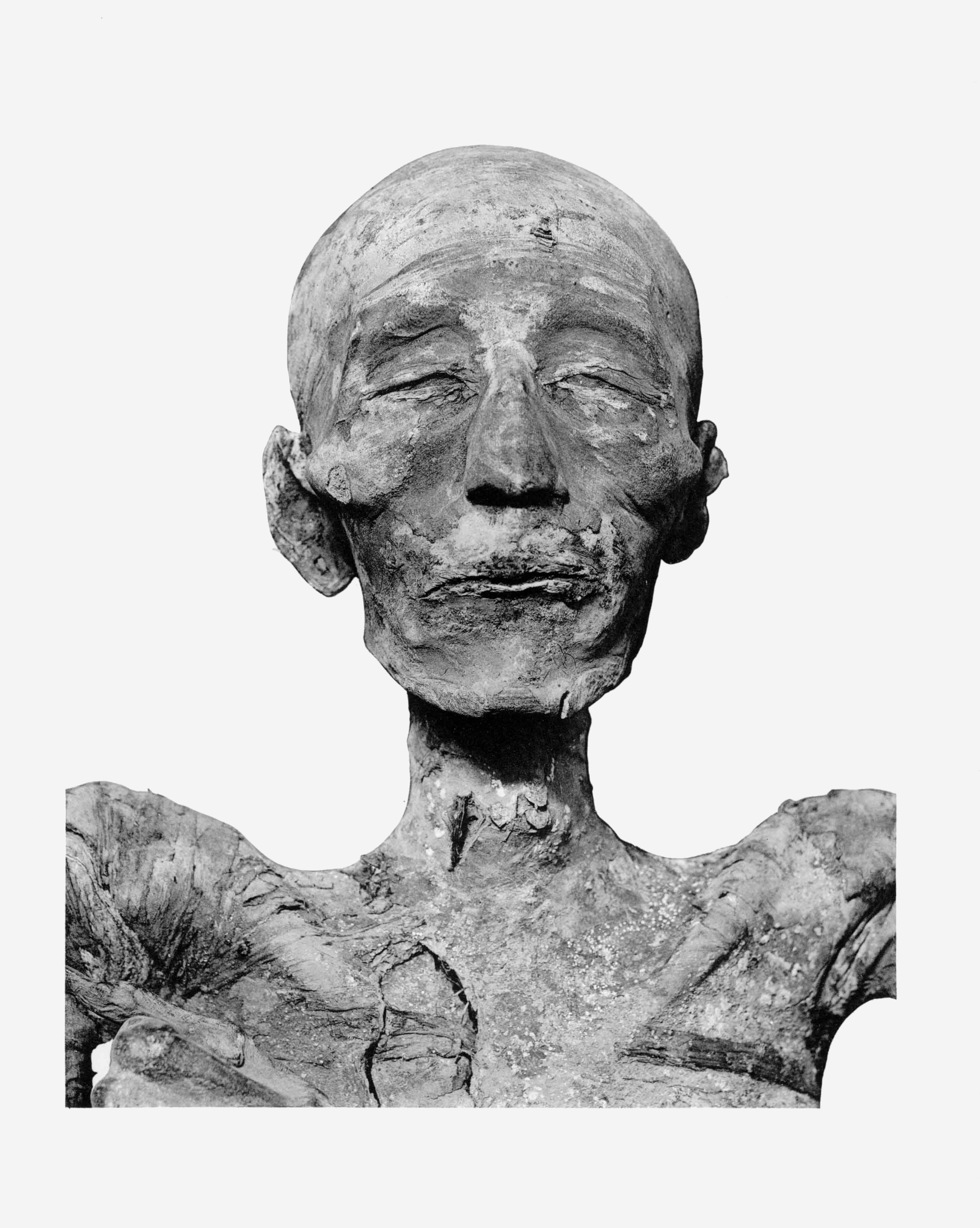
Mérenptah
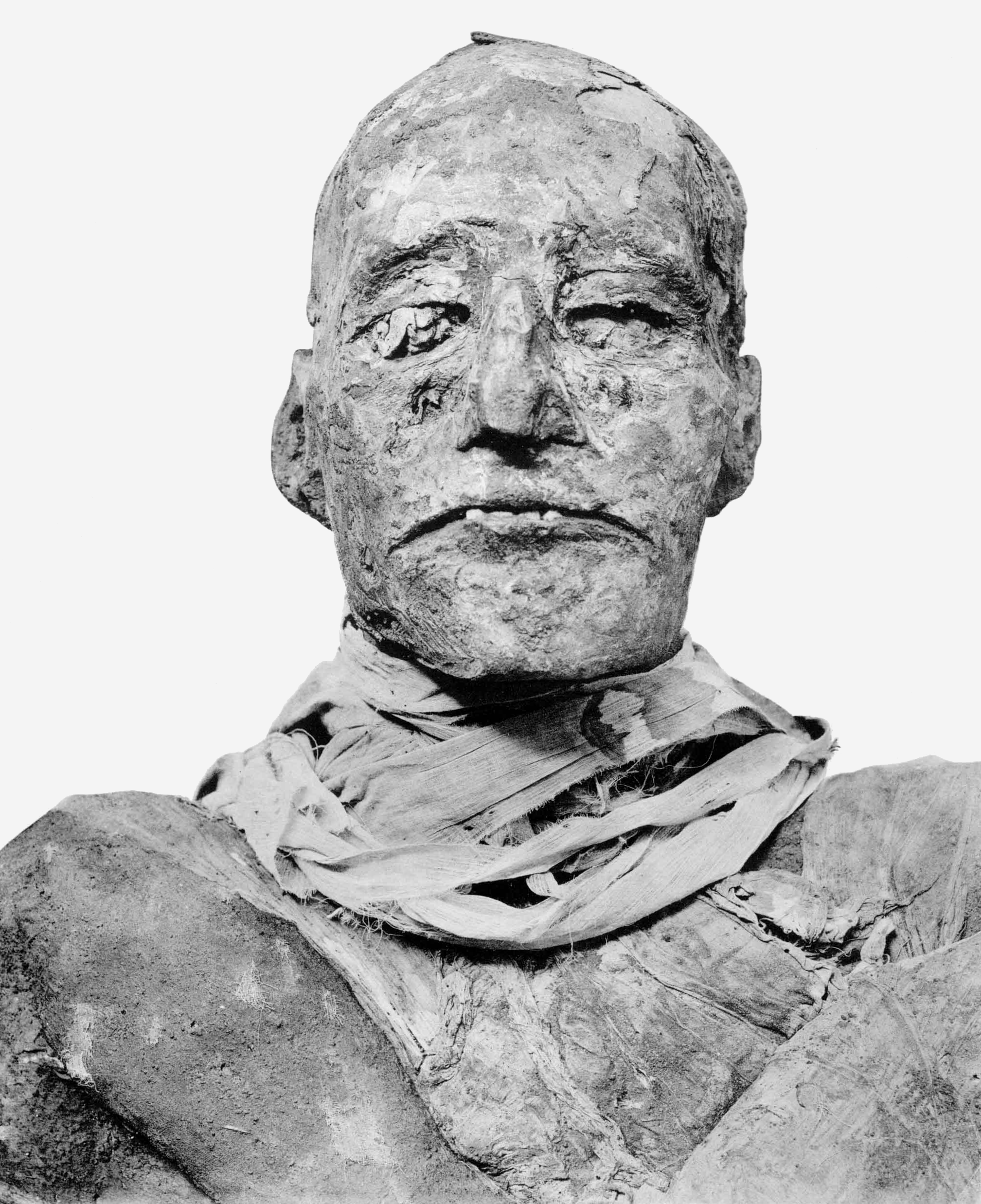
Ramsès III

#### Trésor funéraire de Toutânkhamon

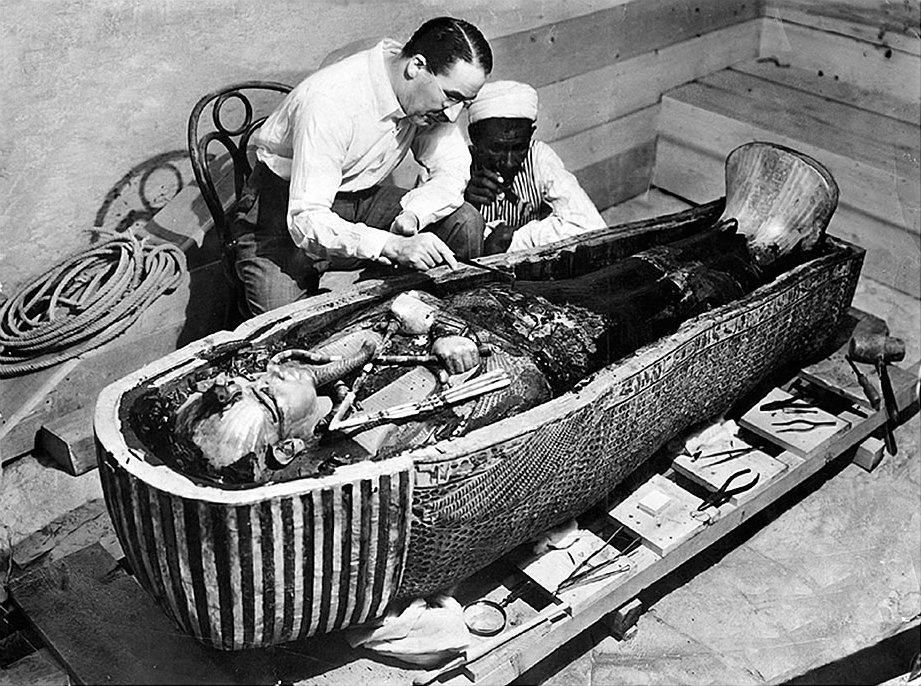
Howard Carter et un assistant égyptien occupés à nettoyer la momie du jeune pharaon.

Le règne du pharaon Toutânkhamon a été court et peu glorieux (fin de la XVIIIe dynastie). Il monte sur le trône, très jeune, à l'âge de neuf ans et meurt précocement avant ses vingt ans. À l'occasion de ses funérailles, il bénéficie à l'instar des autres pharaons d'une tombe dans la vallée des Rois dotée d'un riche matériel funéraire. Dans les années suivantes, son tombeau a été visité par deux fois par les pilleurs de tombe. Mais le jeune souverain n'ayant pu imposer sa renommée à ses contemporains, sa tombe a cependant été très vite oubliée de tous. La redécouverte de ce tombeau quasiment inviolé remonte à novembre 1922 après plusieurs années de fouilles infructueuses conduites par Howard Carter et financées par Lord Carnarvon. Le tombeau se présente comme un modeste hypogée avec un couloir en pente douce qui conduit vers quatre salles souterraines regorgeant de plus d'un millier d’artéfacts : trônes, fauteuils, lits funéraires et lits utilitaires, coffres, malles, boîtes, chars d'apparat et chars utilitaires, vaisselle, statues, statuettes, vêtements, oushebtis, etc.. Entre l'automne 1922 et l'hiver 1927, la sépulture est méticuleusement vidée de son contenu.
L'ensemble des objets est à présent conservé par le Musée égyptien du Caire. Dans la chambre funéraire, la momie du pharaon repose dans trois cercueils anthropomorphes de taille croissante. Le tout est déposé dans un sarcophage de pierre de forme rectangulaire, long de 2,74 m sur 1,47 m de large. Ce dernier est lui-même protégé par une succession de trois chapelles en bois doré de taille dégressive, emboîtées les unes dans les autres, la plus grande occupant presque tout l'espace de la chambre funéraire. Sur leurs parois, la décoration évoque des chapitres du Livre des Morts, du Livre de l'Amdouat et du Livre de la vache du ciel.

Trésor funéraire de Toutânkhamon
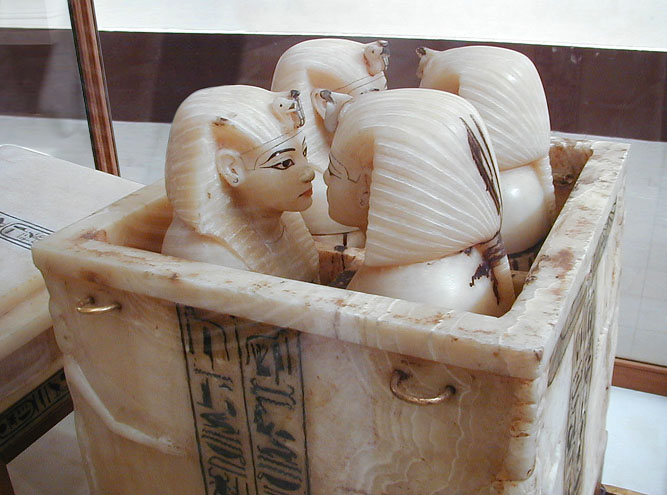
Quatre vases canopes en albâtre dans leur coffret.
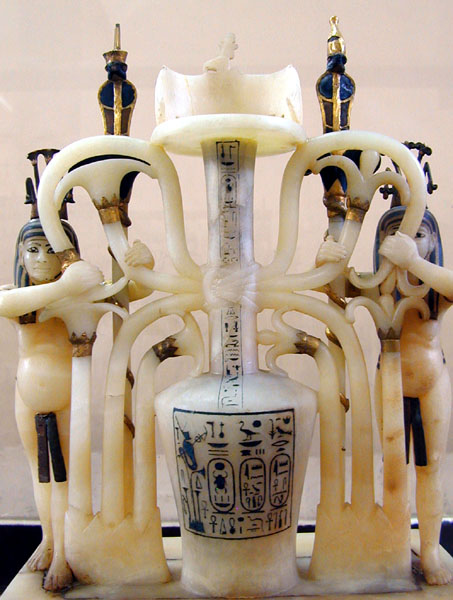
Vase à parfum.
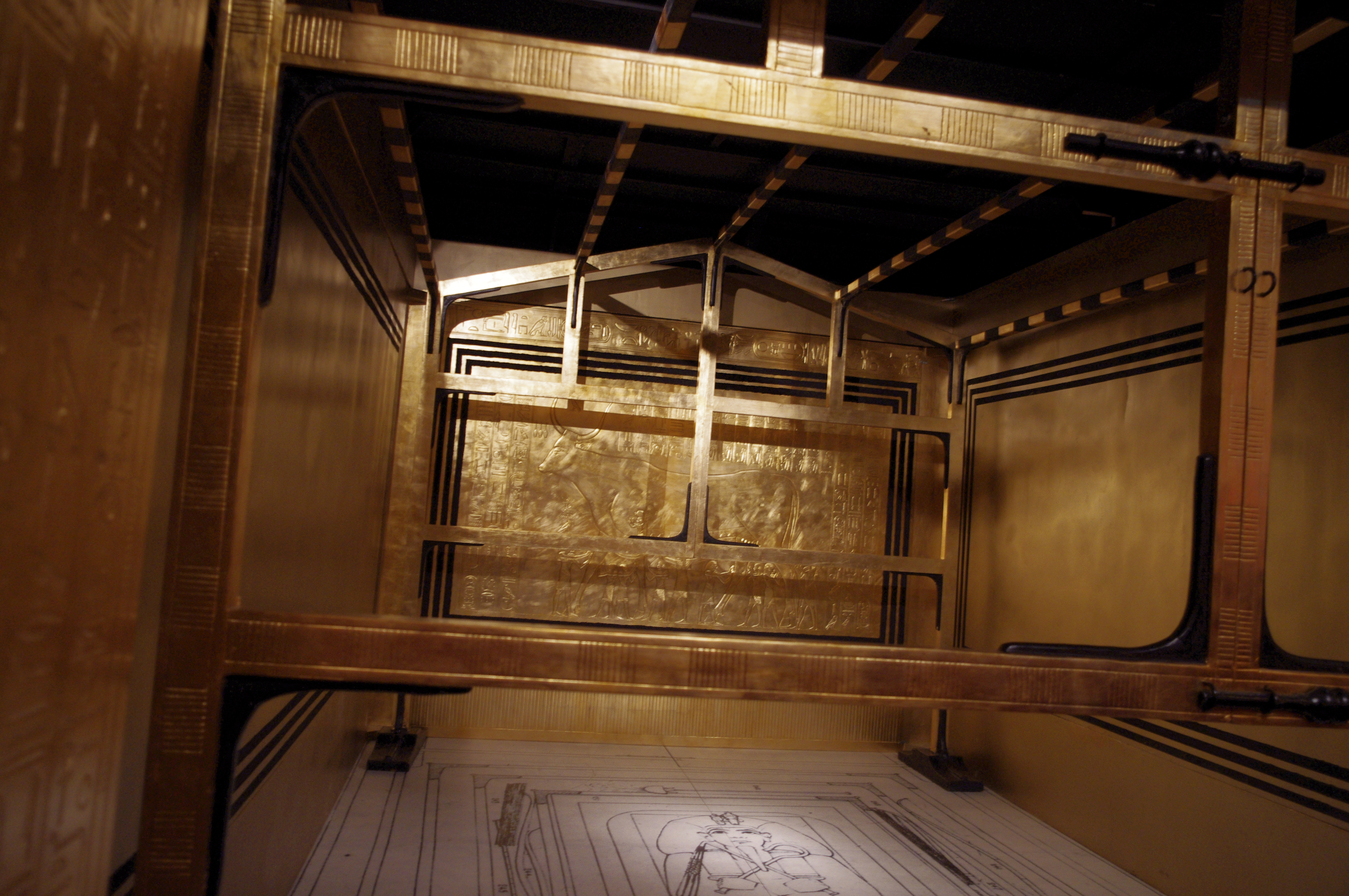
Vue sur l'intérieur de la première chapelle en bois dorée (réplique).

### Nécropole royale de Tanis

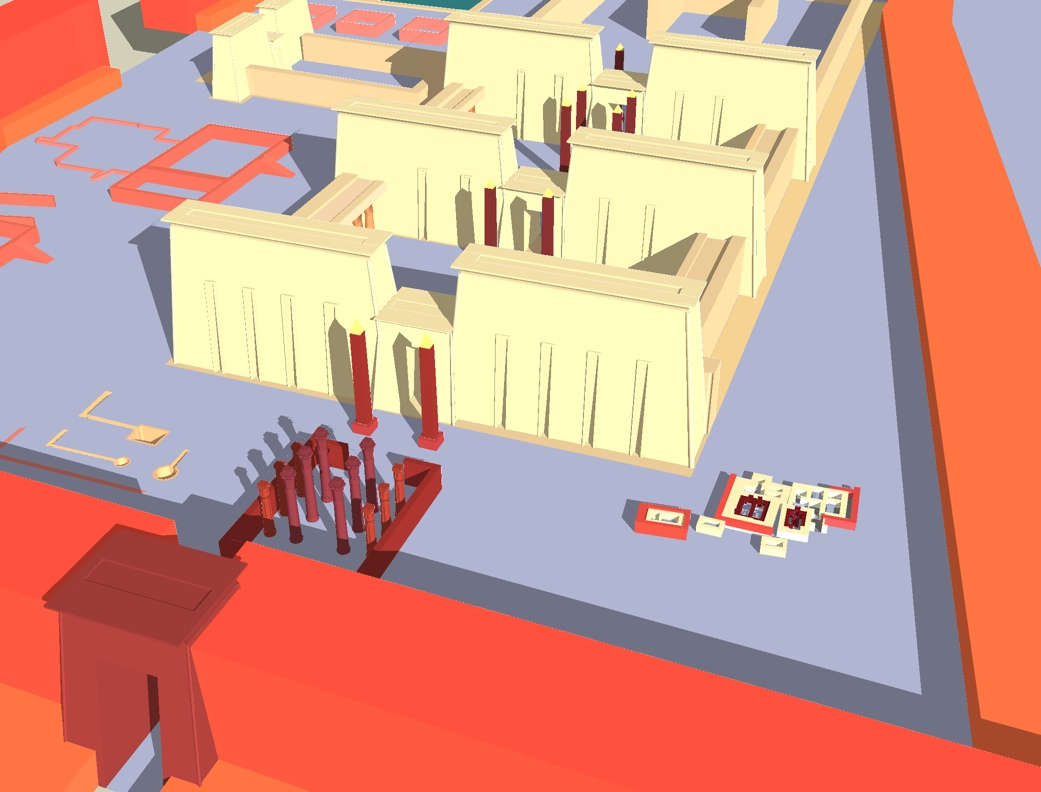
Essai de restitution du temple d'Amon à Tanis et de la nécropole royale (en bas à droite).

Durant la Troisième Période intermédiaire, la ville de Tanis est la grande métropole de Basse-Égypte et le lieu de résidence des pharaons. Elle se présente comme la jumelle septentrionale de Thèbes avec ses grands temples consacrés à Amon, Mout et Khonsou. À cette époque, à la suite d'incessants pillages, la vallée des Rois est abandonnée. Aussi, c'est dans l'enceinte du temple d'Amon de Tanis que l'égyptologue français Pierre Montet, entre 1939 et 1946, a découvert les sépultures des pharaons des XXIe et XXIIe dynasties : Psousennès Ier, Amenemopet, Siamon, Psousennès II, Sheshonq II, Takélot Ier, Osorkon II, Sheshonq III et Sheshonq IV. L'inclusion de la nécropole royale dans l'enceinte religieuse constitue une innovation qui caractérise le premier millénaire avant notre ère et l'on retrouve la même situation à Saïs pour les sépultures royales de la XXVIe dynastie.
La plupart des sépultures de Tanis ont été découvertes inviolées. La tombe de Psousennès Ier était intacte. Ce pharaon reposait dans un imposant sarcophage rectangulaire en granit rouge qui refermait un cercueil en granit noir de forme anthropomorphe. Dans ce dernier, la dépouille était placée dans un cercueil en argent massif ; lui aussi anthropomorphe. À cause de l'humidité du Delta du Nil, la momie a été trouvée très dégradée mais sur son visage était placé un masque en or. Il est le plus finement ouvragé de tous ceux découvert à Tanis mais est loin de soutenir la comparaison avec celui de Toutânkhamon, plus ancien.

Nécropole royale de Tanis
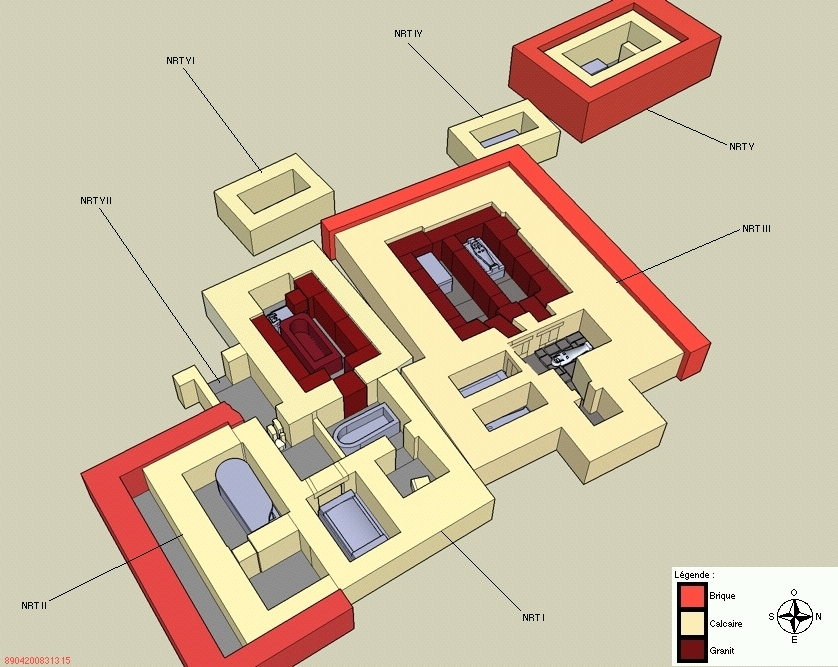
Restitution de la nécropole (vue générale).
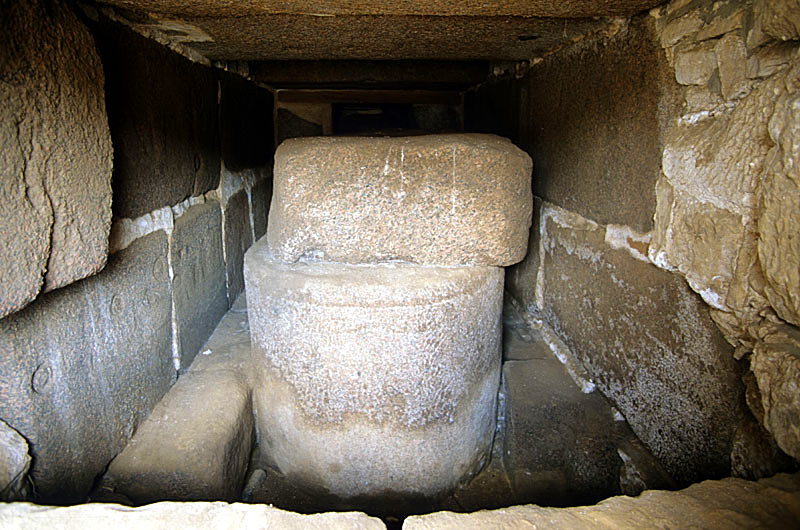
Sarcophage dans son caveau.
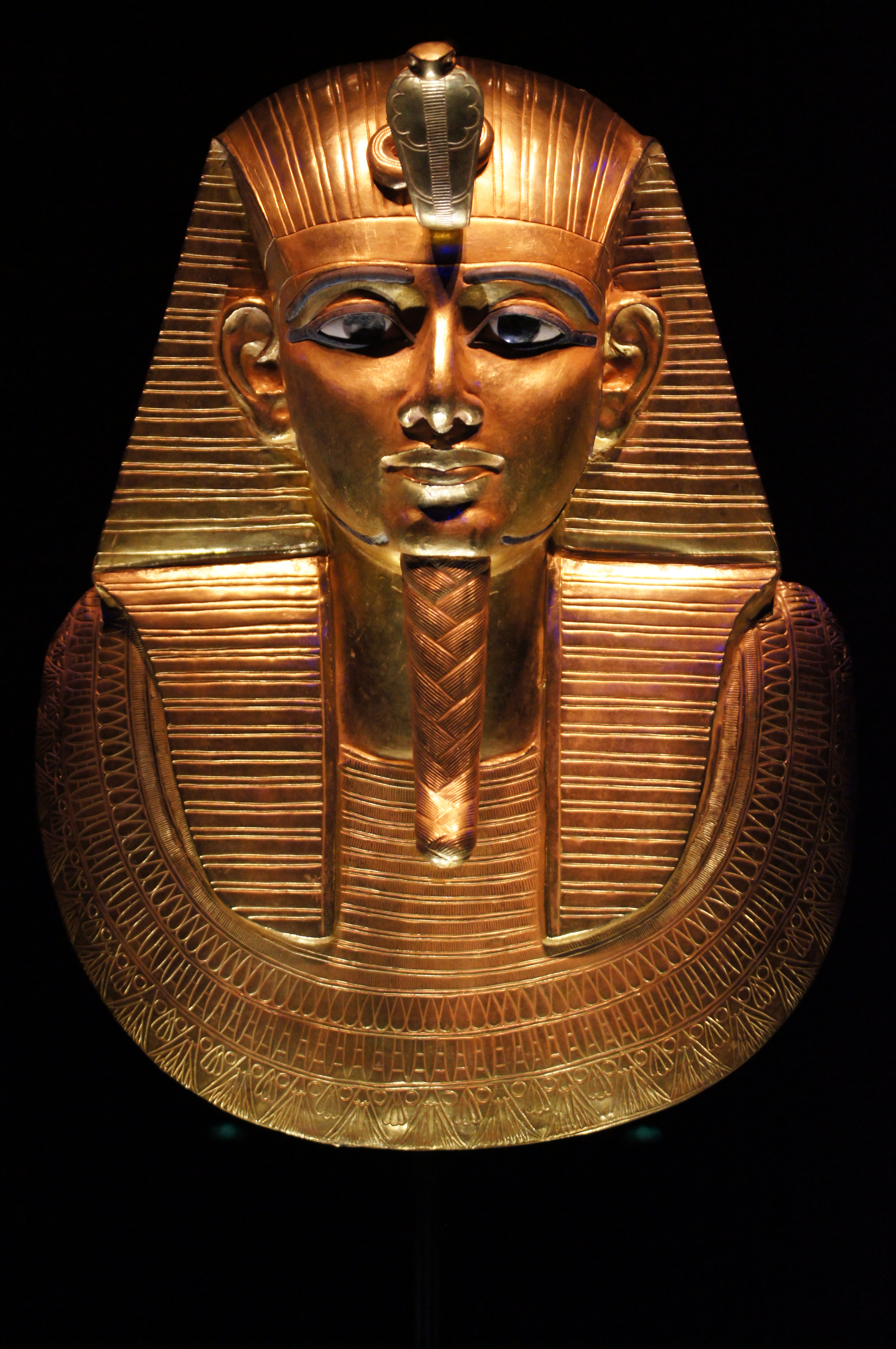
masque funéraire de Psousennès Ier.

## Postérité

### Textes antiques

#### Littérature égyptienne

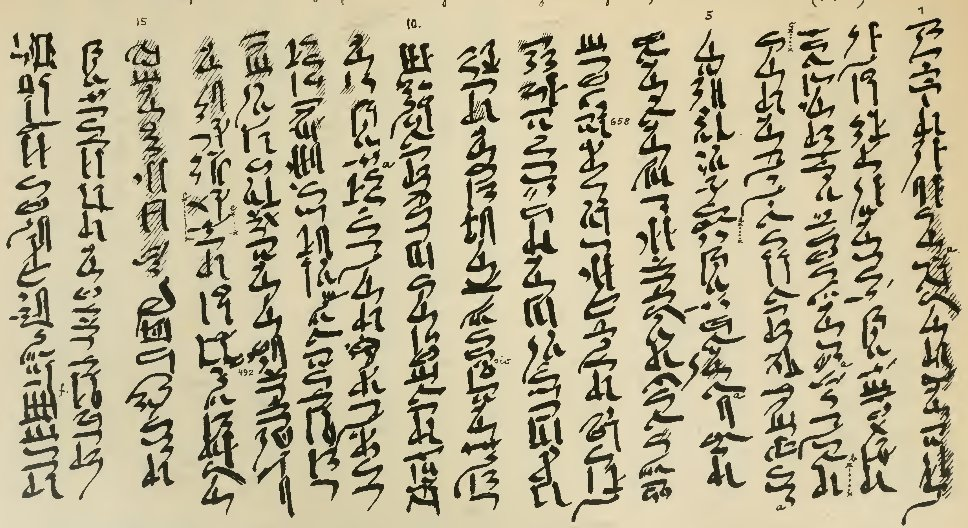
Fac-similé du Papyrus Berlin 3022 avec le début du Conte de Sinouhé.

Un nombre appréciable de contes de l'Égypte antique ont été redécouverts depuis les débuts de l'égyptologie au milieu du XIXe siècle. Dans quelques uns de ces récits, Pharaon apparaît comme l'un des personnages. Il s'agit soit d'un souverain fictif ou anonyme soit un monarque historique dont le nom est entré dans la légende. Le Conte de Sinouhé daté de la XIIe dynastie est considéré comme l'un des chefs-d'œuvre de cette littérature. Le personnage principal, Sinouhé, fuit l'Égypte après le meurtre d'Amenemhat Ier lors d'un complot. Après avoir passé plusieurs années en exil chez des nomades, il revient au pays rappelé par Sésostris Ier qui lui accorde son pardon sur ses errements. Les contes du Papyrus Westcar sont contemporains de cette époque. Le début est perdu, mais dans le reste qui nous est parvenu, le pharaon Khéops se fait narrer de prodigieuses histoires du passé par ses fils Khéphren, Baoufrê et Djédefrê. Le Conte prophétique ou Prophétie de Néferti a une portée plus politique. Pour tromper son ennui, Snéfrou convoque auprès de lui le sage Néferti pour lui prédire l'avenir du pays. Ce dernier lui décrit une nation bouleversée par les troubles, les invasions et les dissensions. Il rassure toutefois le souverain en annonçant l'avènement d'Amény, un pharaon sauveur ; sans doute Amenemhat Ier. Ce sombre tableau est généralement interprété comme une description de la chaotique Première Période intermédiaire. Dans le Conte des deux frères rédigé au milieu de la période ramesside, le héros Bata combat un pharaon anonyme qui a organisé le rapt de sa compagne. De la même époque date le conte du Prince prédestiné dont la fin est malheureusement perdue. Un pharaon sans héritier, obtient un fils après une prière adressée aux dieux. Les Sept Hathor révèlent toutefois qu'une malédiction mortelle plane sur le jeune prince. Anxieux, le pharaon enferme l'enfant dans une maison en plein désert. Le prince parvient toutefois à convaincre son père de le laisser partir au loin afin d'accomplir son destin,.

#### Chroniques bibliques

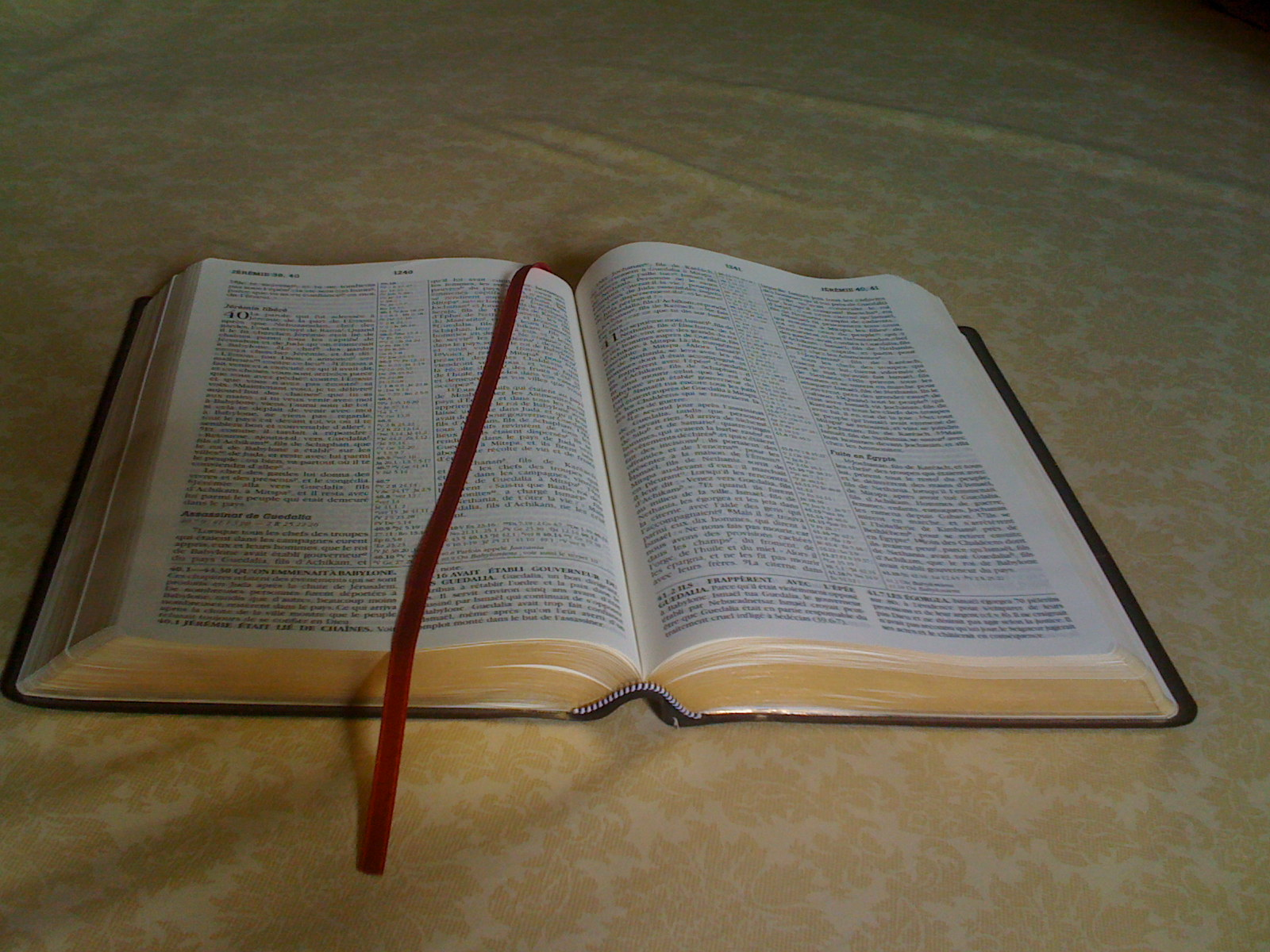
La Sainte Bible.

Dans la Bible, les annales juives de l'Ancien Testament mentionnent plusieurs pharaons historiques de la Troisième Période intermédiaire et de la Basse Époque (première moitié du premier millénaire avant notre ère). Le pharaon libyen Sheshonq Ier (XXIIe dynastie) apparaît sous les noms de Sesaq ou Shishak. Dans le Premier Livre des Rois (11, 40), il accueille Jéroboam, un serviteur rebelle de Salomon. Après la mort de ce dernier, Jéroboam retourne en Juda mais en conflit avec Roboam, fils de Salomon, il fonde le Royaume d'Israël (ou Samarie). D'après le Deuxième Livre des Chroniques (12, 1-16), ce même Sheshonq profite de la désunion juive et monte un raid guerrier contre Roboam, fils de Salomon. Il assiège Jérusalem et parvient à acheter la paix en se faisant livrer les trésors cultuels du temple à l'exception de l'Arche d'alliance. Après ce haut fait, le pharaon s'attaque à Jéroboam, son ancien protégé qui prend la fuite vers la Jordanie. L'archéologie confirme ce raid guerrier car Shesonq s'est arrêté à Megiddo où il fit ériger une stèle commémorative proclamant sa victoire. D'après le Deuxième Livre des Rois (17, 1-6), Osée, le dernier roi d'Israël, a tenté de s'allier avec le pharaon So pour affranchir son pays de la tutelle assyrienne. Les documents égyptiens ne mentionnent pas de pharaon So mais il s'agit peut-être d'un diminutif du prénom Osorkon, en l'occurrence celui d'Osorkon IV. Le nom de Taharqa de la XXVe dynastie apparaît dans le Deuxième Livre des Rois (19, 9) et le Livre d'Isaïe (37, 9) à propos de sa guerre contre l'Assyrie de Sennachérib. Nékao II de la XXVIe dynastie est présenté dans le Deuxième Livre des Rois (23, 29) et le Deuxième Livre des Chroniques (35, 20-25) comme le responsable de la mort de Josias, seizième roi de Juda, lors de la bataille de Megiddo en 609 avant notre ère,.

#### Mythes et légendes grecques

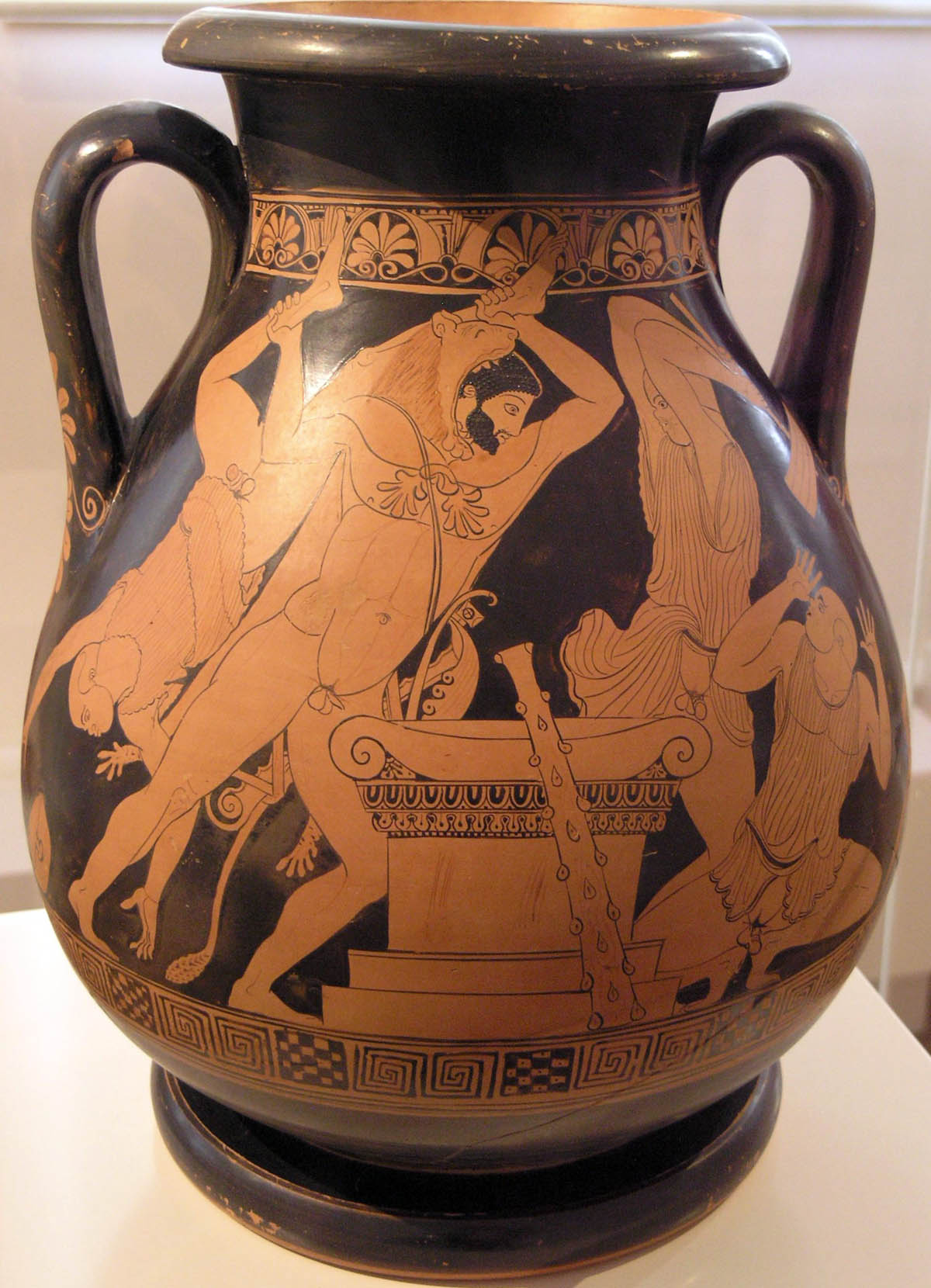
Héraclès tuant le roi égyptien Busiris - vers -470 - Musée national archéologique d'Athènes.

Un épisode du mythe d'Héraclès (Hercule) se déroule en Égypte à l'époque du règne de Busiris, un pharaon imaginaire présenté comme le fils de Poséidon. Pour éloigner la famine de son royaume, Busiris sacrifie chaque année à Zeus un étranger de passage. Une année, Busiris capture Héraclès mais ce dernier se libère de ses liens et tue le roi et un grand nombre d'Égyptiens devant l'autel sacrificiel. Au Ve siècle avant notre ère, l'historien grec Hérodote est le premier à prendre du recul face à ce mythe qu'il perçoit comme une sottise, les Égyptiens ne sacrifiant pas les humains (Euterpe, XLV). À propos des souverains égyptiens, le même auteur insère, sans trop y croire, des épisodes légendaires aux faits historiques. Il s'attarde longuement à narrer le conte de Rhampsinite « Ramsès fils de Neith », un roi possesseur d'un grand trésor mais dévalisé à plusieurs reprises par un astucieux voleur (Euterpe, CXXI). Hérodote continue en affirmant que ce même Rhampsinite descendit vivant dans les Enfers auprès de Deméter et que depuis lors les prêtres égyptiens commémorent cet épisode par une fête annuelle (Euterpe, CXXII). Le successeur de Rhampsinite serait le tyrannique Khéops qui causa la ruine du pays en obligeant 100 000 hommes à participer à la construction de sa pyramide. Manquant d'argent, Khéops aurait obligé sa propre fille à se prostituer (Euterpe, CXXIV-CXXVI). Khéphren aurait été tout aussi retors, contrairement à Mykérinos plus soucieux de justice (Euterpe, CXXIX). L'historien grec poursuit son exposé en évoquant des souverains plus proches de son époque tels Amyrtée, Psammétique Ier et Chabaka. Bien plus tardif est le Roman d'Alexandre dont la première version connue, celle du Pseudo-Callisthène, remonte aux environs du IIIe siècle de notre ère. Au commencement de ce recueil de légendes, le conquérant Alexandre le Grand est présenté comme le fils bâtard du pharaon Nectanébo en exil en Macédoine depuis sa défaite contre les Perses. La reine Olympias, stérile, craint d'être répudiée par son mari Philippe II. Devenu mage et astrologue, Nectanébo annonce à la reine que le dieu Ammon lui donnera un fils lors d'une rencontre théogamique. Il se fait passer pour le dieu et engendre Alexandre. Très prisé dans l'Europe du Moyen Âge, le roman se voit amputé de cet épisode dans ses versions en Ancien français. Pour les auteurs médiévaux, la bâtardise d'Alexandre n'est qu'une calomnie diabolique visant à salir la réputation d'Olympias.

#### Moïse contreRamsèsII, un mythe moderne

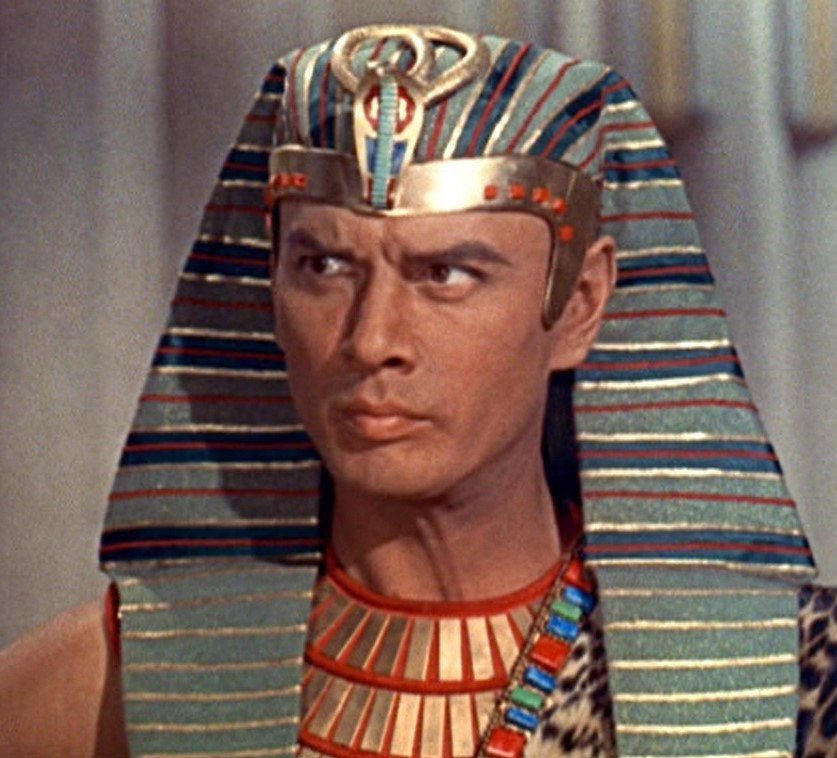
Yul Brynner dans le rôle de Ramsès II - Les Dix Commandements - 1956.

Durant tout le XXe siècle, de nombreux scientifiques (historiens, biblistes, théologiens, exégètes) ou même de simples autodidactes ont tenté de cerner la véracité historique de la sortie hors d'Égypte du peuple hébreu. Dans le Livre de l'Exode, le nom du souverain égyptien, contemporain de Moïse, n'est pas mentionné. Anonyme, il n'est désigné que par le terme « Pharaon » ou par l'expression équivalente de « roi d'Égypte ». L'identité de ce personnage a été l'objet de nombreuses spéculations de la part de ceux qui se représentent l'Exode comme un événement réel. Les principaux souverains du Nouvel Empire ont tour à tour été mis en avant comme candidat : Ahmôsis Ier, Thoutmôsis III, Amenhotep II, Akhenaton, Aÿ, Ramsès II, Mérenptah (liste non exhaustive). Pour chacun de ces candidats de nombreux arguments permettent de conclure par la négative. Prenant le contrepied de ces hypothèses, l'égyptologue allemand Rolf Krauss a tenté de démontrer que l'obscur pharaon Amenmes a été à l'origine du personnage de Moïse. Dans la culture populaire, Ramsès II est largement identifié au pharaon de l'Exode et est présenté comme l'adversaire de Moïse et de son Dieu. Dans les faits, aucun document historique ou archéologique (tant égyptien qu'israélite), ne vient corroborer cette thèse. Ce lieu commun est malgré tout entretenu par les moyens de la culture de masse d'origine nord-américaine. Sans doute s'agit-il, consciemment ou non, de donner à Moïse un adversaire prestigieux et ainsi renforcer auprès du grand public sa stature prophétique. En 1923, Cecil B. DeMille réalise pour la Paramount Pictures Les Dix Commandements, un film muet épique, où Moïse (Theodore Roberts) affronte Ramsès II (Charles de Rochefort). En 1956, ce même réalisateur livre un remake spectaculaire, lui aussi nommé Les Dix Commandements où les mêmes adversaires sont respectivement incarnés par Charlton Heston et Yul Brynner. Ce même affrontement est dépeint en 1998 dans Le Prince d'Égypte, un long-métrage d'animation réalisé par les studios DreamWorks SKG. En 2000-2002, une comédie musicale française écrite par Élie Chouraqui et Pascal Obispo s'inscrit dans la lignée en s'attribuant le titre des Dix Commandements. En 2014, le film Exodus: Gods and Kings réalisé par Ridley Scott pérennise à son tour ce mythe moderne et l'on voit l'acteur Joel Edgerton jouer le rôle du pharaon Ramsès contre le prophète incarné par Christian Bale.

### Culture populaire

#### Péplums
Le péplum est un genre cinématographique de fiction historique dont l'action se déroule dans l'Antiquité dans des décors restituant plus ou moins fidèlement l'Empire romain, la Grèce antique ou l'Égypte antique. De nombreux films se sont attachés à faire revivre les pharaons célèbres. Il n'est pas lieu ici de les citer tous. Comme évoqué plus haut, dans les films s'inspirant de la Bible, l'affrontement entre Moïse et Pharaon est régulièrement mise en scène comme dans Les Dix Commandements (1956) ou dans Exodus: Gods and Kings (2014). L'origine de la présence des juifs en Égypte est quant à elle évoquée dans une production italo-yougoslave de 1960 ; L'Esclave du pharaon qui restitue la vie du patriarche Joseph ; un esclave vendu par ses frères devenu le puissant conseiller du pharaon.
En 1954, le film américain L'Égyptien (The Egyptian) de Michael Curtiz adapte librement le roman Sinouhé l'Égyptien de l'écrivain finlandais Mika Waltari paru en 1945. Fils de médecin, Sinouhé (Edmund Purdom) est recueilli par ses parents alors que nouveau-né il dérivait dans une barque sur le Nil, puis médecin lui-même il officie dans un quartier pauvre de la ville. Bien que de condition modeste, il devient l'ami et le médecin du très pacifique pharaon Akhenaton (Michael Wilding), ainsi qu'avec l'ambitieux et fougueux Horemheb (Victor Mature), général et futur pharaon.
En 1955, La Terre des pharaons (Land of the Pharaohs) de Howard Hawks, tourné en CinemaScope, relate l’épopée de la construction titanesque de la pyramide de Khéops. Ce dernier est joué par le britannique Jack Hawkins et est présenté comme un despote mégalomane. Ce film s'est avéré être un échec commercial et artistique. Avec le recul, il vaut surtout pour quelques-unes de ses reconstitutions tel le long panoramique qui montre l'étendue des carrières où des milliers de figurants — jusqu'à 12 000 — travaillent à ériger le tombeau de pharaon.
Sorti en 1966, Le Pharaon (Faraon) est un péplum polonais réalisé par Jerzy Kawalerowicz, tiré du roman homonyme de Bolesław Prus publié en 1897. L'action se déroule à la fin de la période ramesside dans une Égypte antique en déliquescence. L'action décrit les manipulations des hauts-prêtres conservateurs à l'encontre du nouveau monarque Ramsès XIII (pharaon fictif joué par Jerzy Zelnik), jugé trop progressiste à leurs yeux, et qu'ils finiront par éliminer en jouant de la crédulité populaire. Le pouvoir communiste de l'époque, en finançant le film, invitait à y voir une métaphore de sa propre situation face à la puissante Église catholique polonaise.

#### Romans historiques

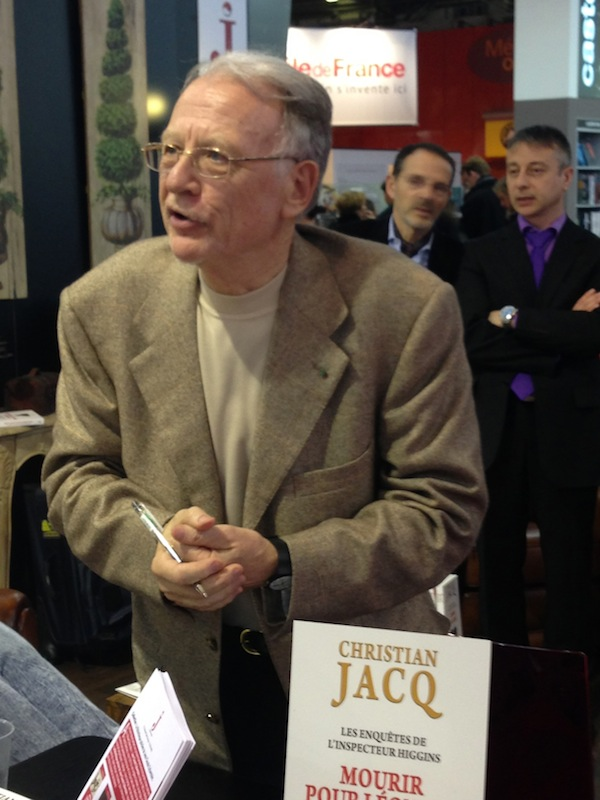
Christian Jacq au Salon du livre de Paris en 2013.

L'Égypte antique et sa culture ont très tôt inspiré les auteurs de fiction. Le Séthos de Jean Terrasson (1670-1750) a connu au XVIIIe siècle un réel succès d'édition et a popularisé la notion de « mystères égyptiens ». À partir de la seconde moitié du XIXe siècle, avec le développement de l'égyptologie et la redécouverte des pharaons, des romanciers ont imaginé des fictions avec pour toile de fond un épisode (parfois majeur) de l'Histoire pharaonique. Dans ce genre littéraire, sont généralement mêlés des événements et des personnages réels et fictifs. L'intrigue s'efforce d'apparaître vraisemblable en regard de la vérité historique et l'auteur s'appuie quelquefois sur une importante documentation. En 1939, l'Égyptien Naguib Mahfouz met sa poésie au service du conte pharaonique La Malédiction de Râ qui se déroule sous le règne de Khéops. En 1943, L'Amante du pharaon a pour personnage principal la courtisane Rhodopis de laquelle s'éprend le jeune pharaon Mérenrê II. En 1974, l'auteure Andrée Chedid publie Néfertiti et le Rêve d'Akhnaton : Les Mémoires d'un scribe. L'égyptologue et romancier Christian Jacq a quasiment exploité toutes les époques égyptiennes ; La Reine Soleil (1988) décrit le couple formé par Toutânkhamon et Ânkhésenpaaton, les cinq tomes de Ramsès (1995-1996) constituent une biographie romancée du fougueux Ramsès II, Le Pharaon noir (1997) relate les luttes de Piânkhy contre les princes libyens, les trois tomes de La Reine liberté (2001-2002) relatent l'expulsion des Hyksôs, en quatre tomes Les Mystères d'Osiris (2003-2004) narrent des intrigues sous le règne de Sésostris III, les trois tomes de Et l'Égypte s'éveilla (2010-2011) montrent la formation du royaume égyptien sous la conduite de Narmer, tandis que Imhotep, l'inventeur de l'éternité (2011) est une biographie fictive du concepteur de la pyramide de Djéser. Il est aussi possible de signaler les ouvrages du romancier Guy Rachet, passionné d'archéologie et d'égyptologie ; en deux tomes Les Vergers d'Osiris (1981) montre une action située à la fin de la période ramesside, les cinq tomes du Roman des Pyramides (1997-1998) se déroulent sous la IVe dynastie durant les règnes des constructeurs des pyramides de Gizeh (Khéops, Khéphren et Mykérinos) et Les larmes d'Isis en trois tomes (2006-2007) sous l'occupation des pharaons Hyksôs.